# Archetypa studiaque
Archetypa studiaque ist ein 1592 in Frankfurt am Main veröffentlichtes Emblembuch mit Kupferstichen von Jacob Hoefnagel. Die Kupferstiche entstanden nach Vorlagen seines Vaters Joris Hoefnagel.

## Inhalt
Archetypa studiaque patris Georgii Hoefnagelii besteht aus vier Teilen mt je zwölf Kupferstichen. Jedem Teil ist ein eigenes Frontispiz vorangestellt. Die etwa 21 cm breiten und 15 cm hohe Kupferstiche tragen zwei Nummern.
Unten rechts steht die Nummer des jeweiligen Teils und unten links die Nummer des Kupferstichs innerhalb des Teils. Auf den Kupferstichen befinden sich ein Titel und ein weiterer Text, der den Zusammenhang zwischen dem Titel und den Abbildungen erläutert. Die Texte sind der Bibel und den Psalmen oder klassischen Texten, wie beispielsweise Erasmus von Rotterdams Adagia entnommen.
Abgebildet sind neben Pflanzen und Früchten vor allem wirbellose Tiere wie Insekten, Schnecken und Muscheln, oft zum ersten Mal. Das Werk wurde bis ins 19. Jahrhundert immer wieder neu aufgelegt.

## Illustrationen

Pars Secuda
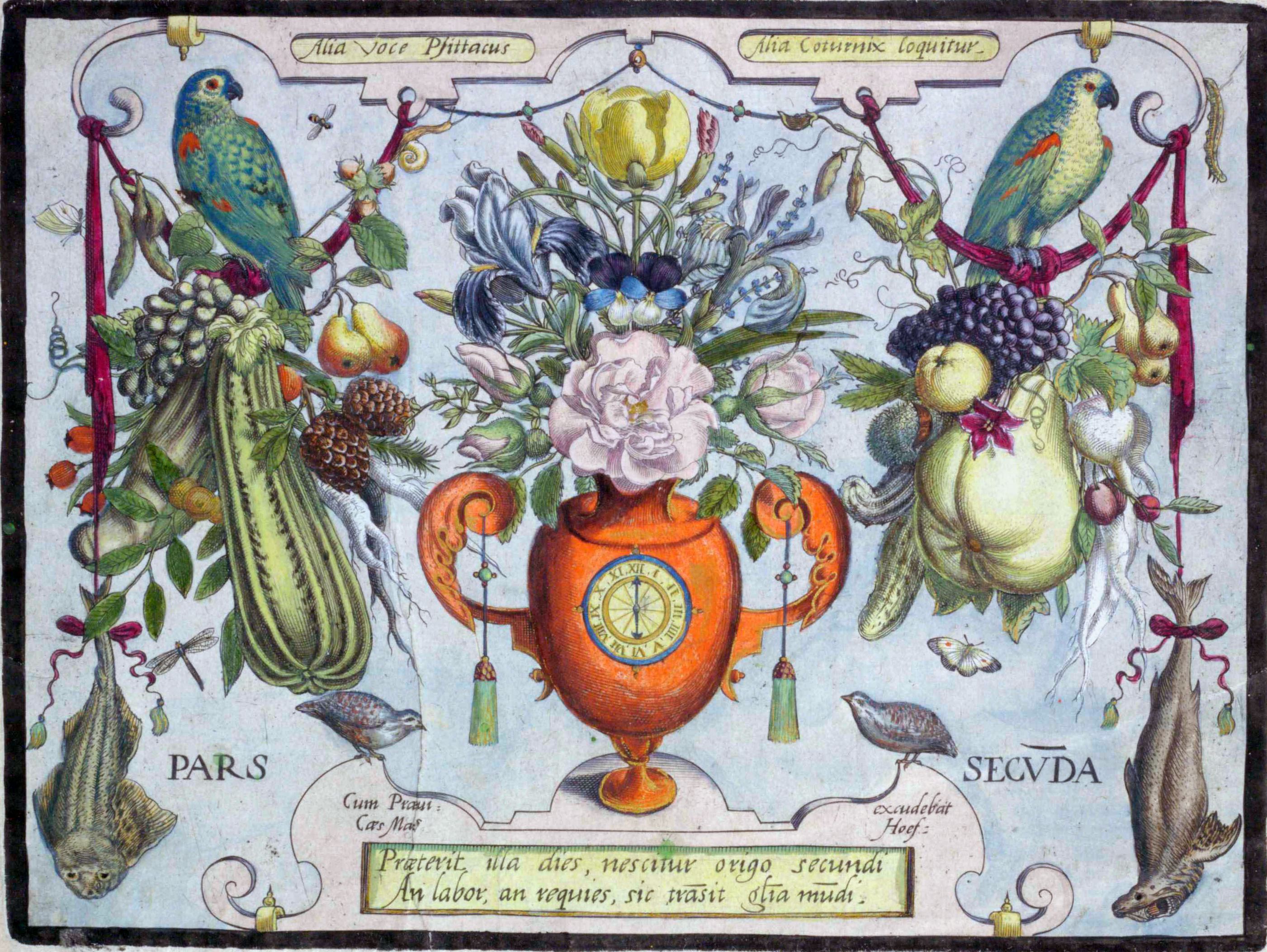
Frontispiz

Pars Tertia
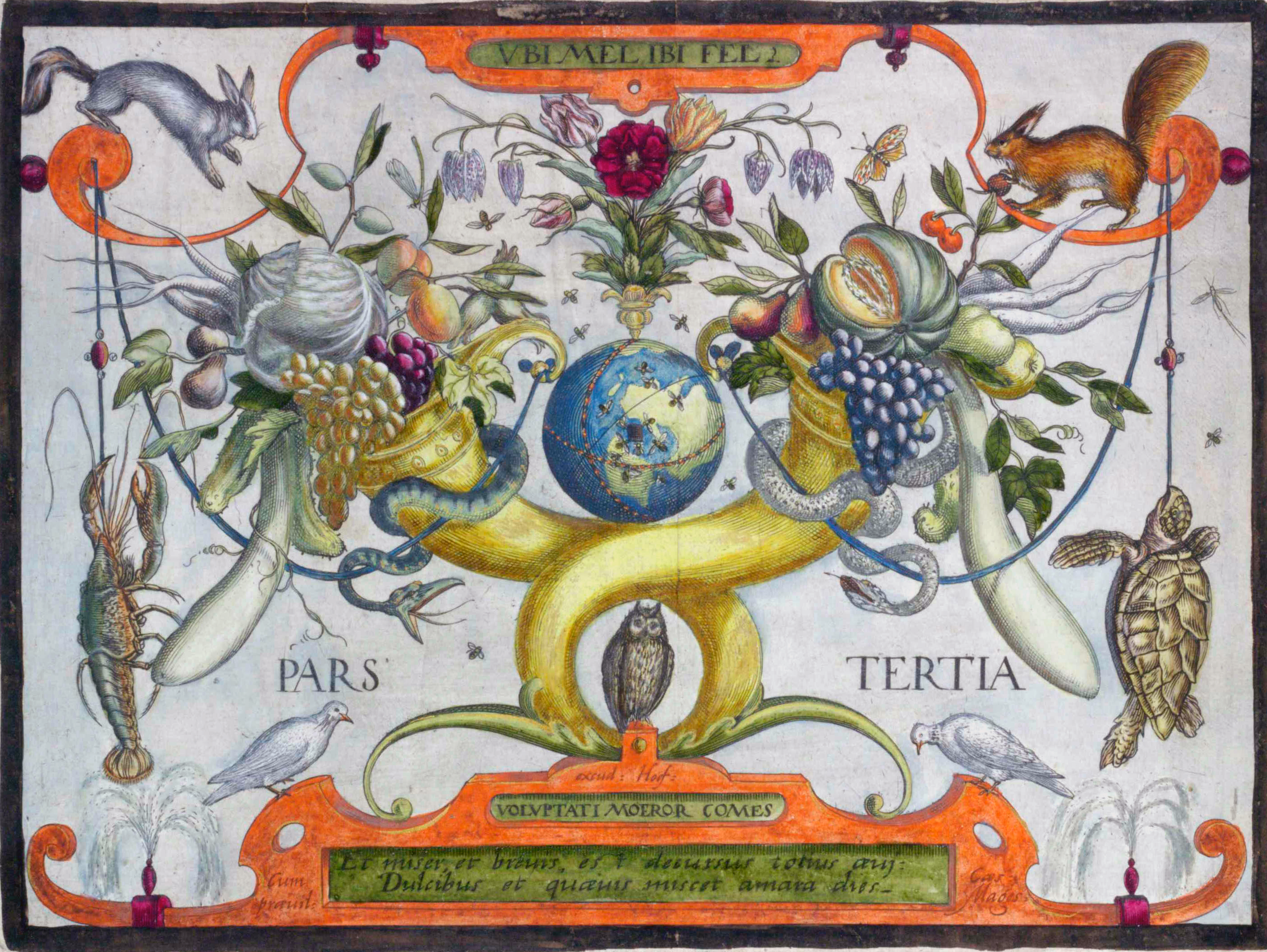
Frontispiz

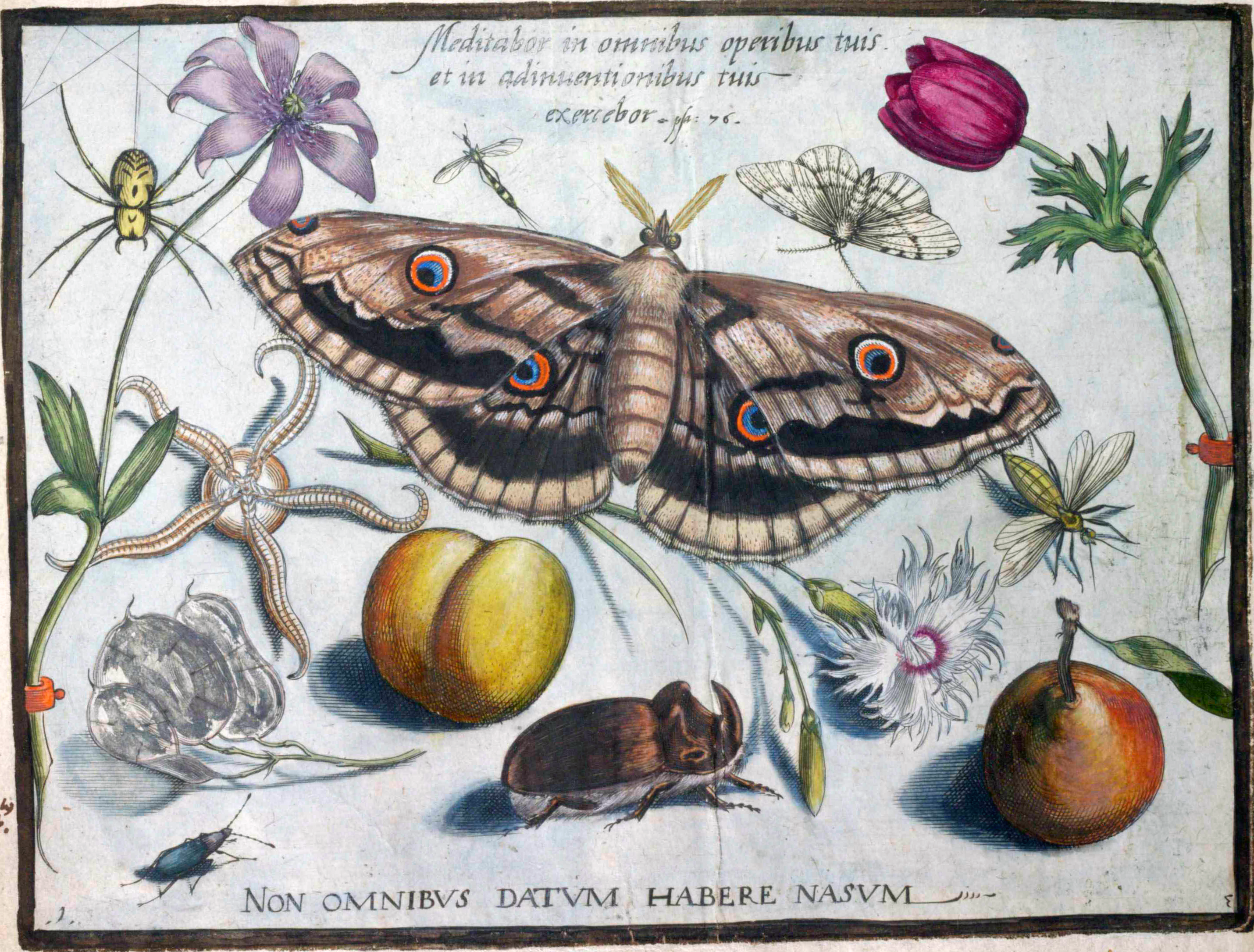
Tafel 1
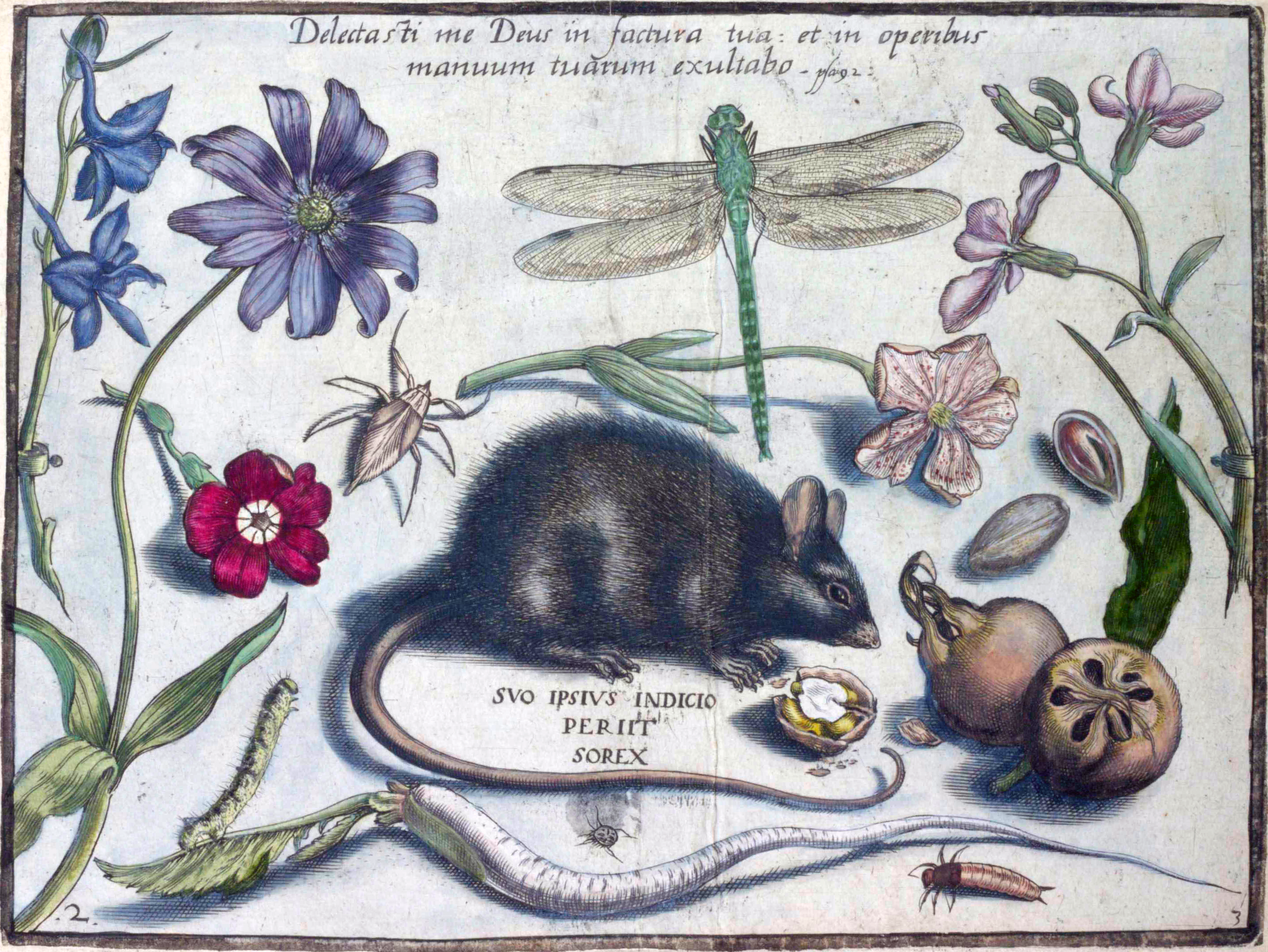
Tafel 2
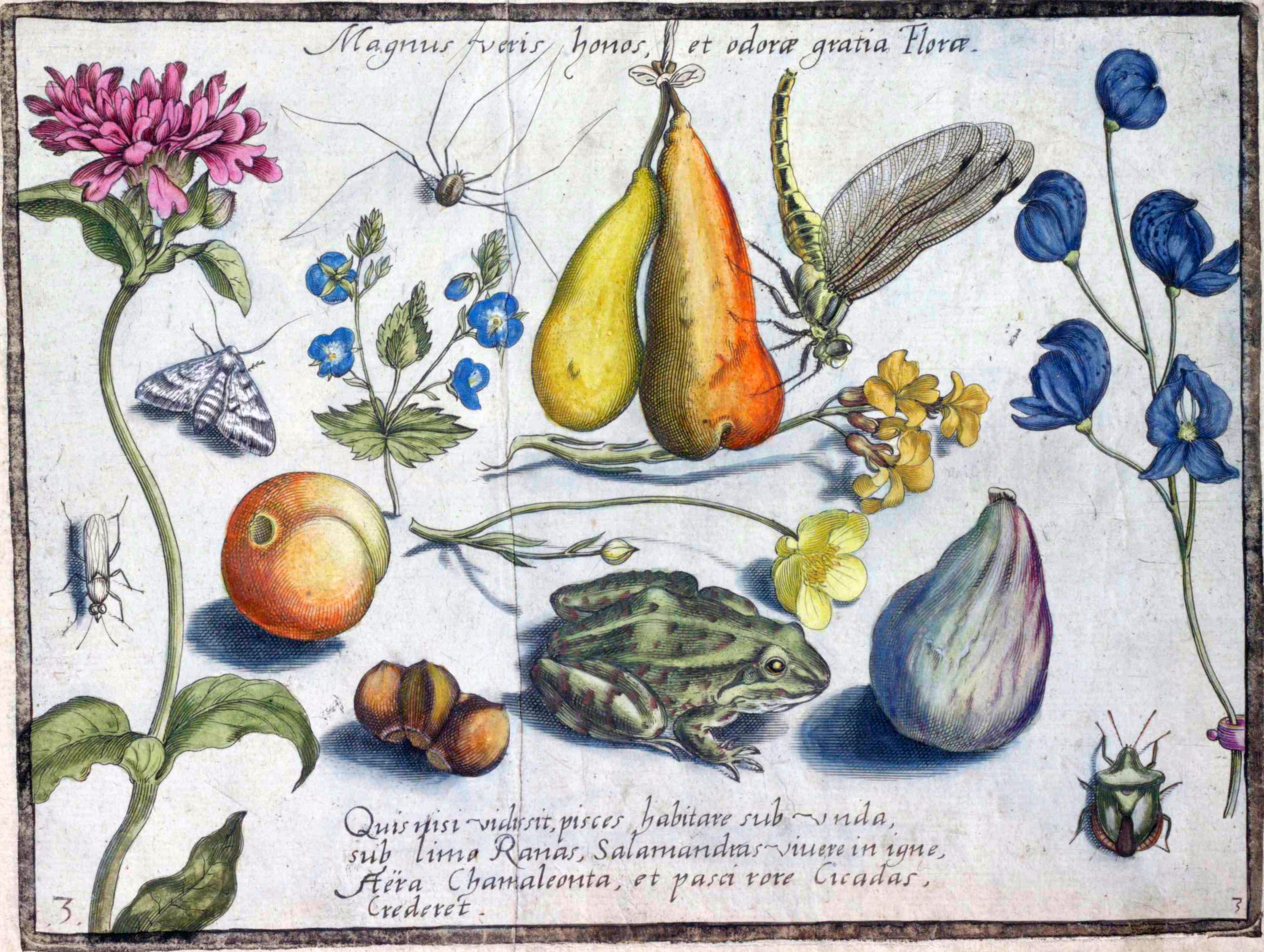
Tafel 3
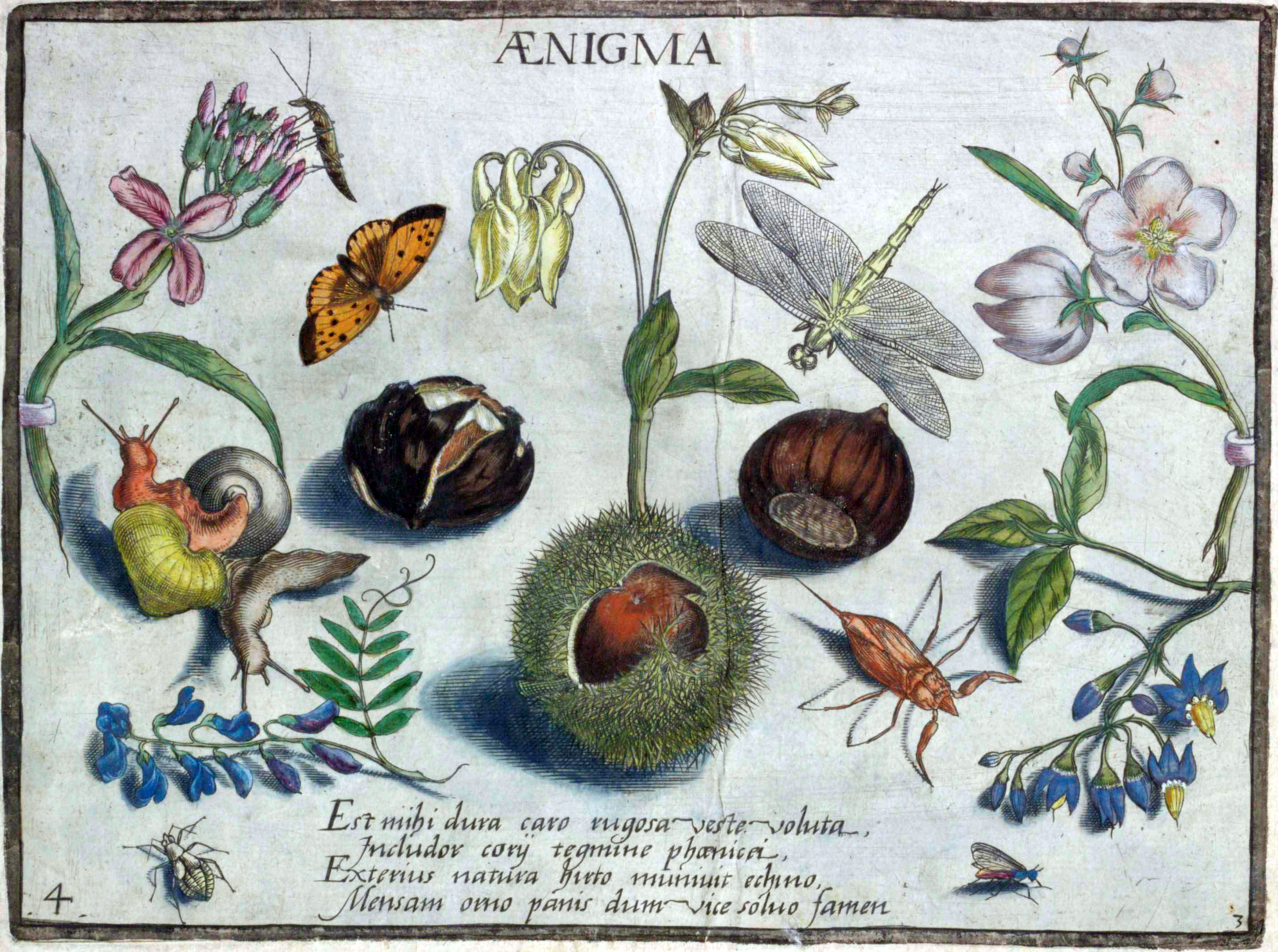
Tafel 4
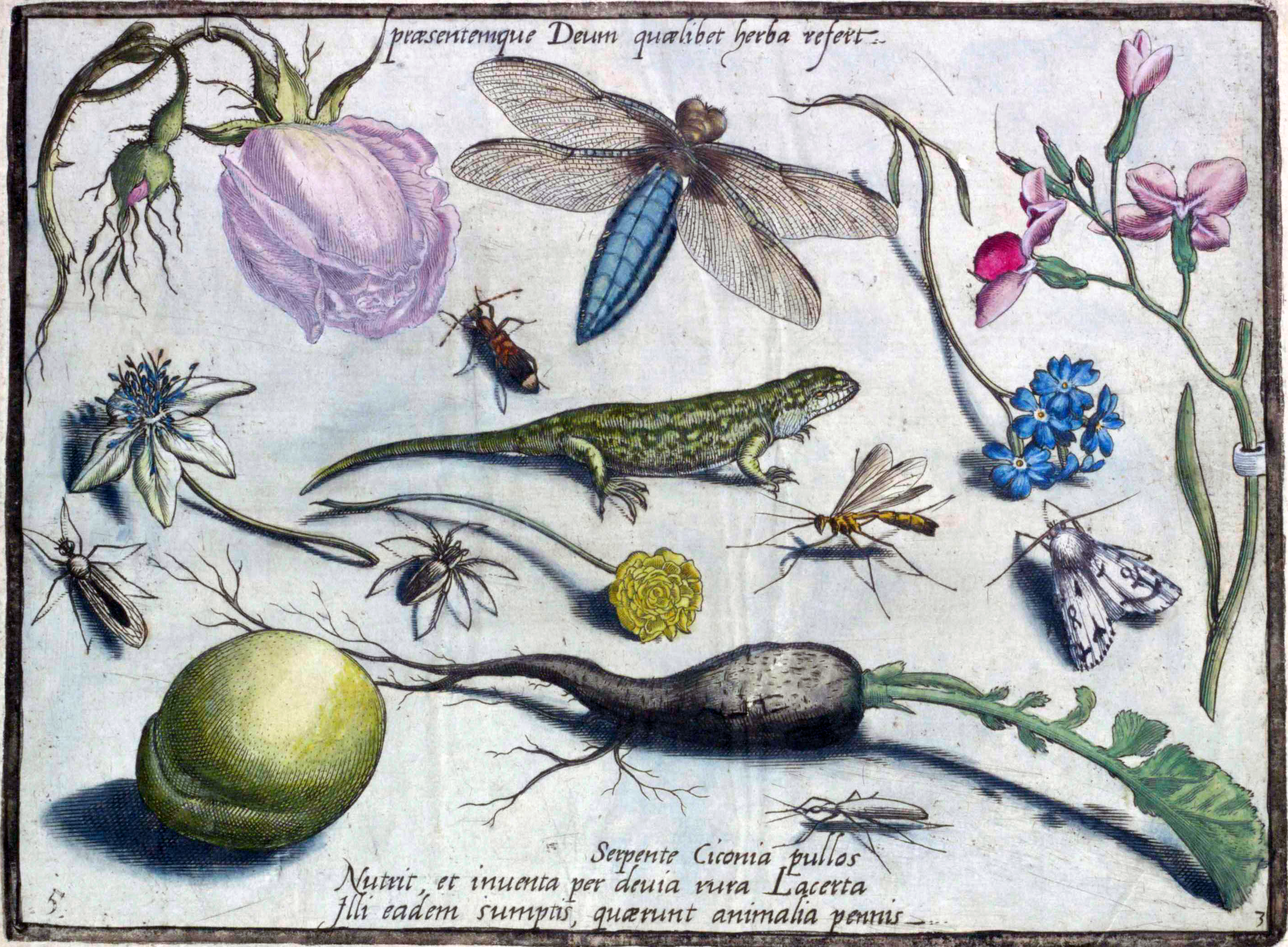
Tafel 5
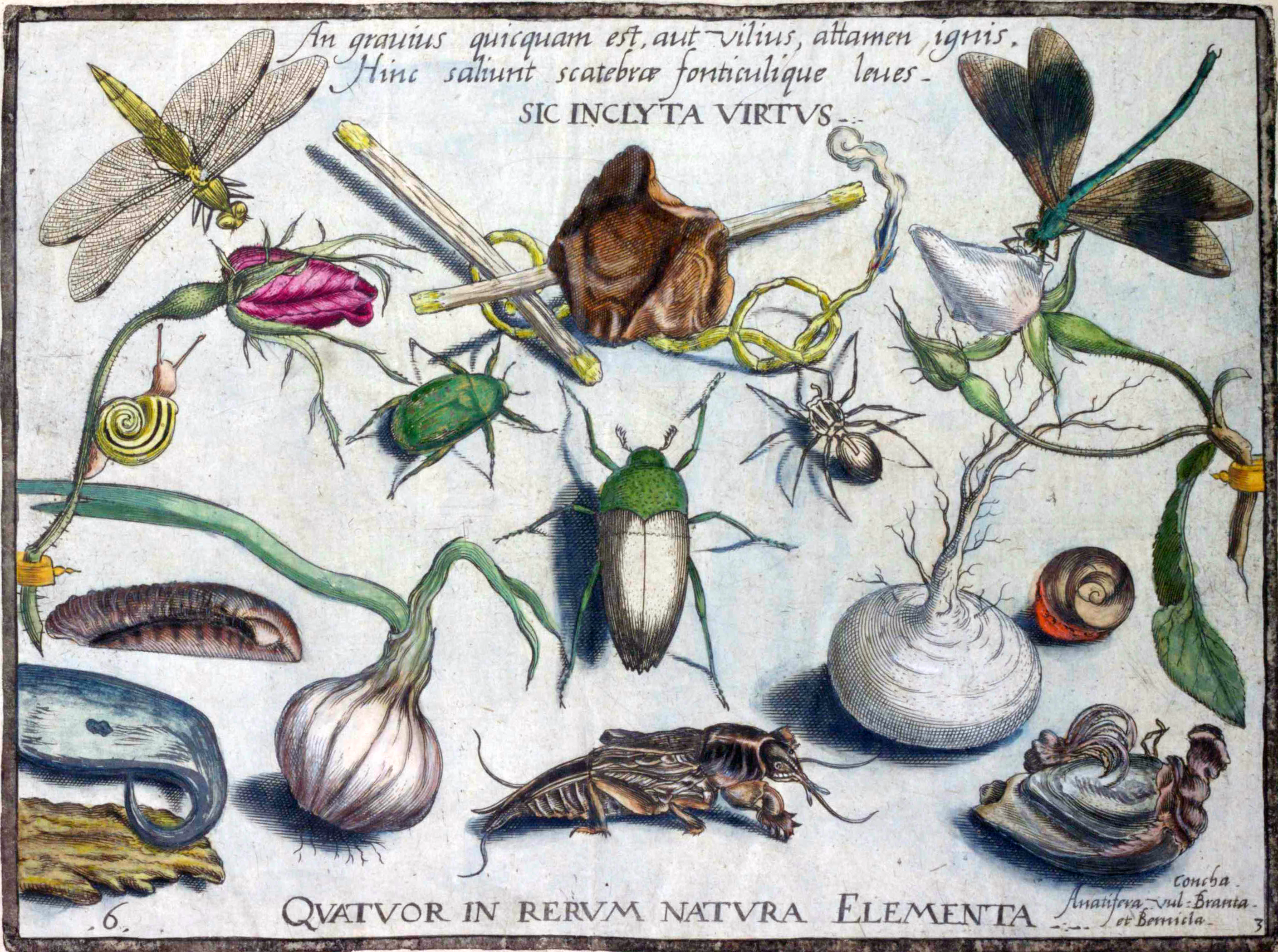
Tafel 6
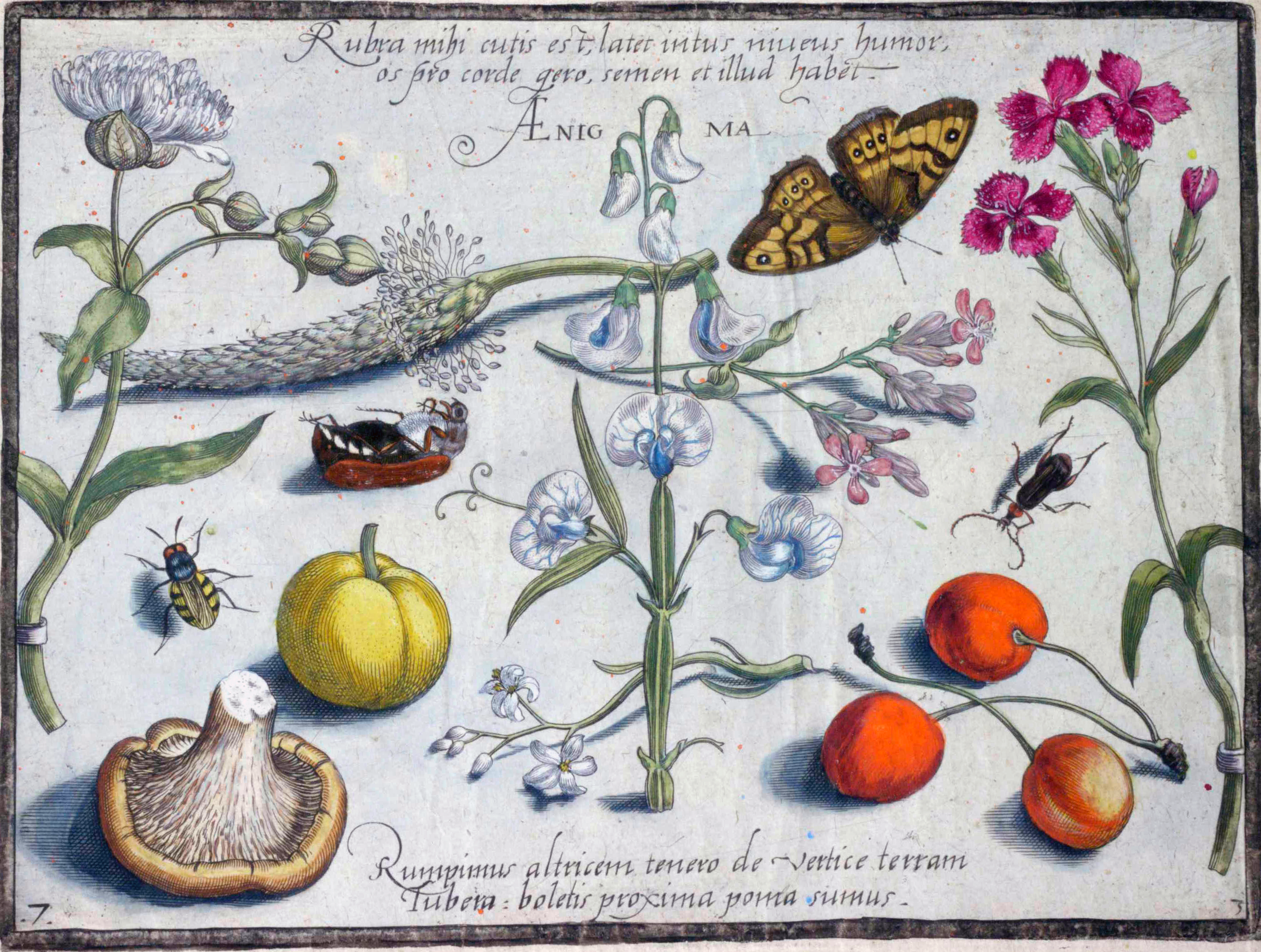
Tafel 7
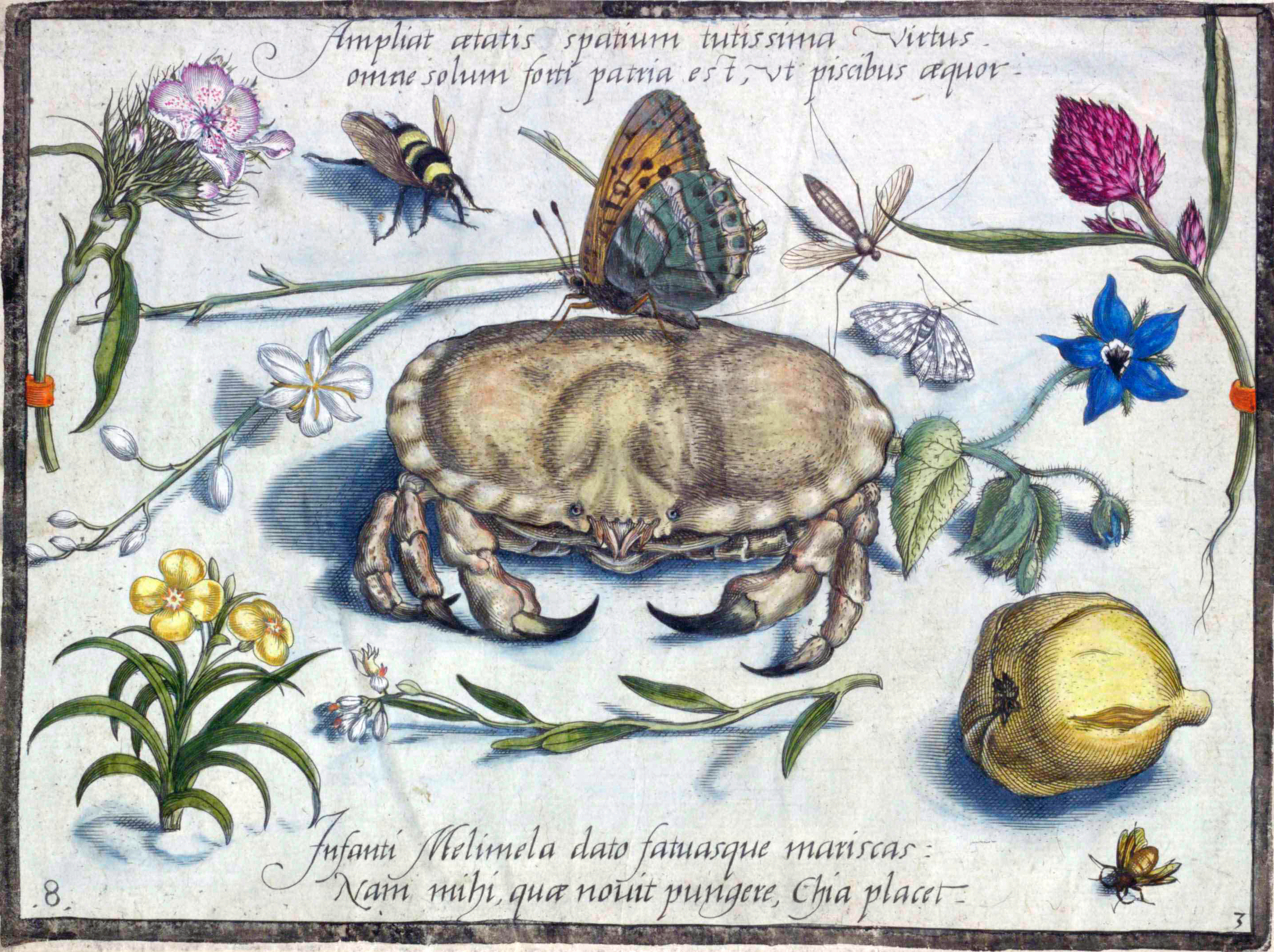
Tafel 8
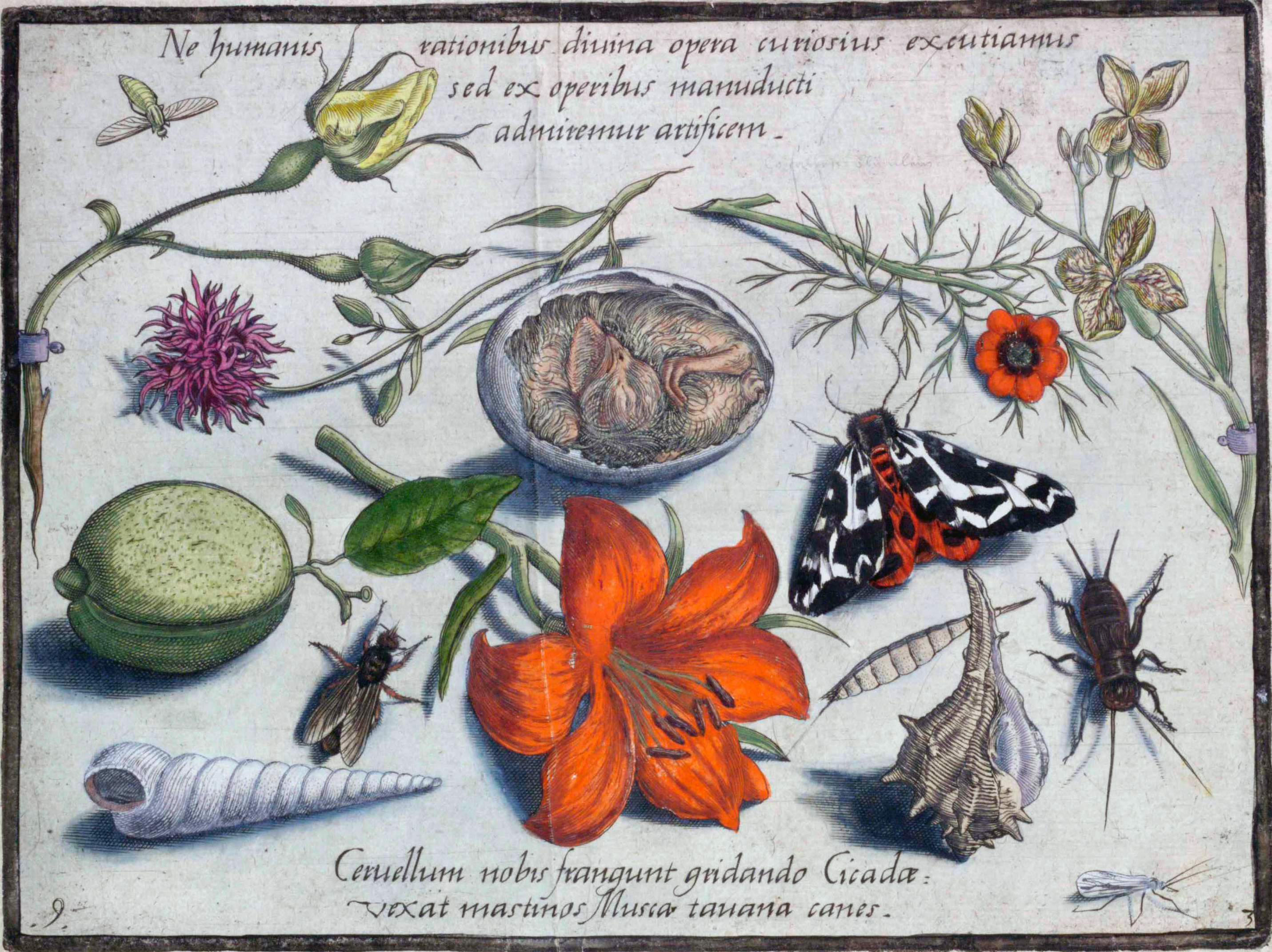
Tafel 9
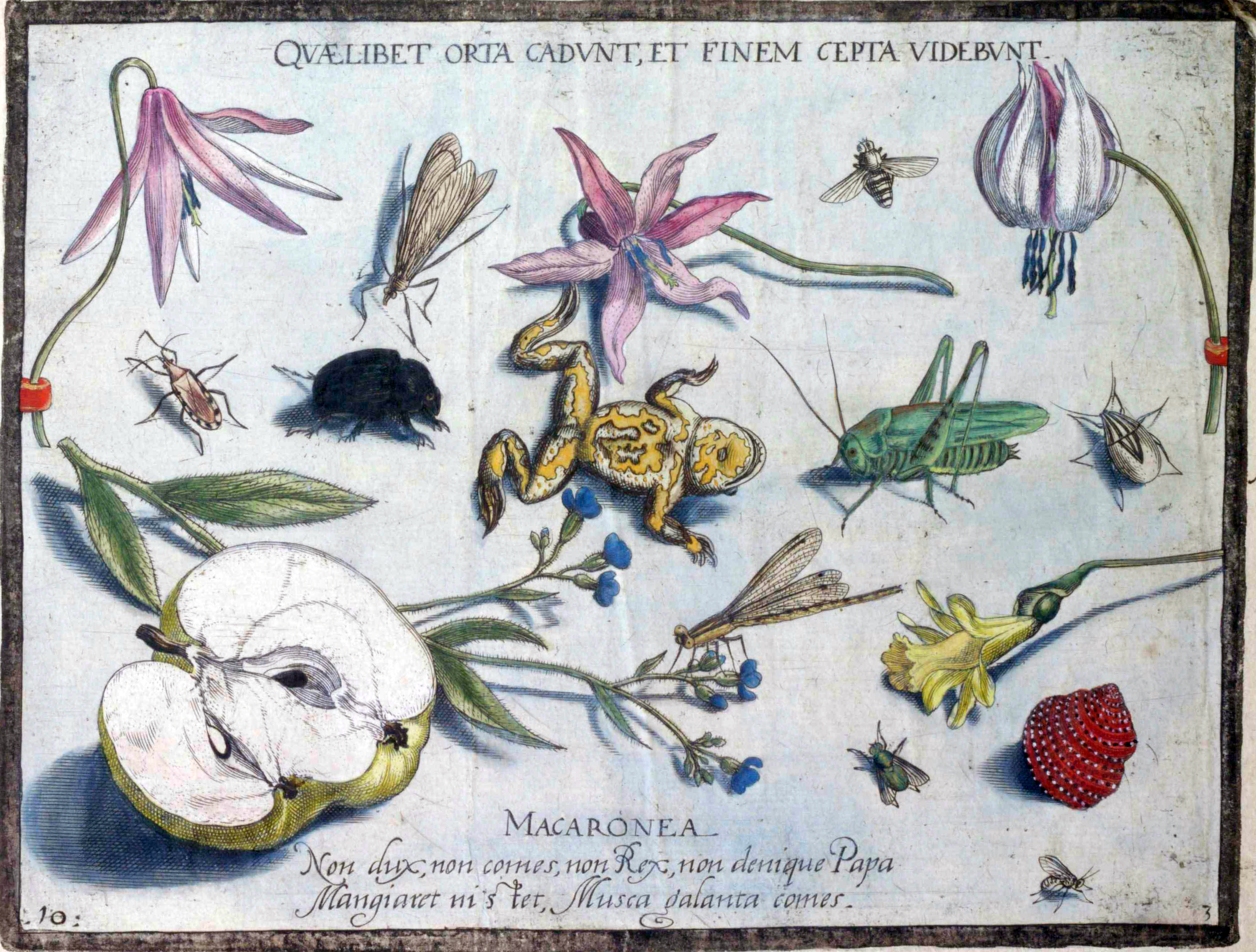
Tafel 10
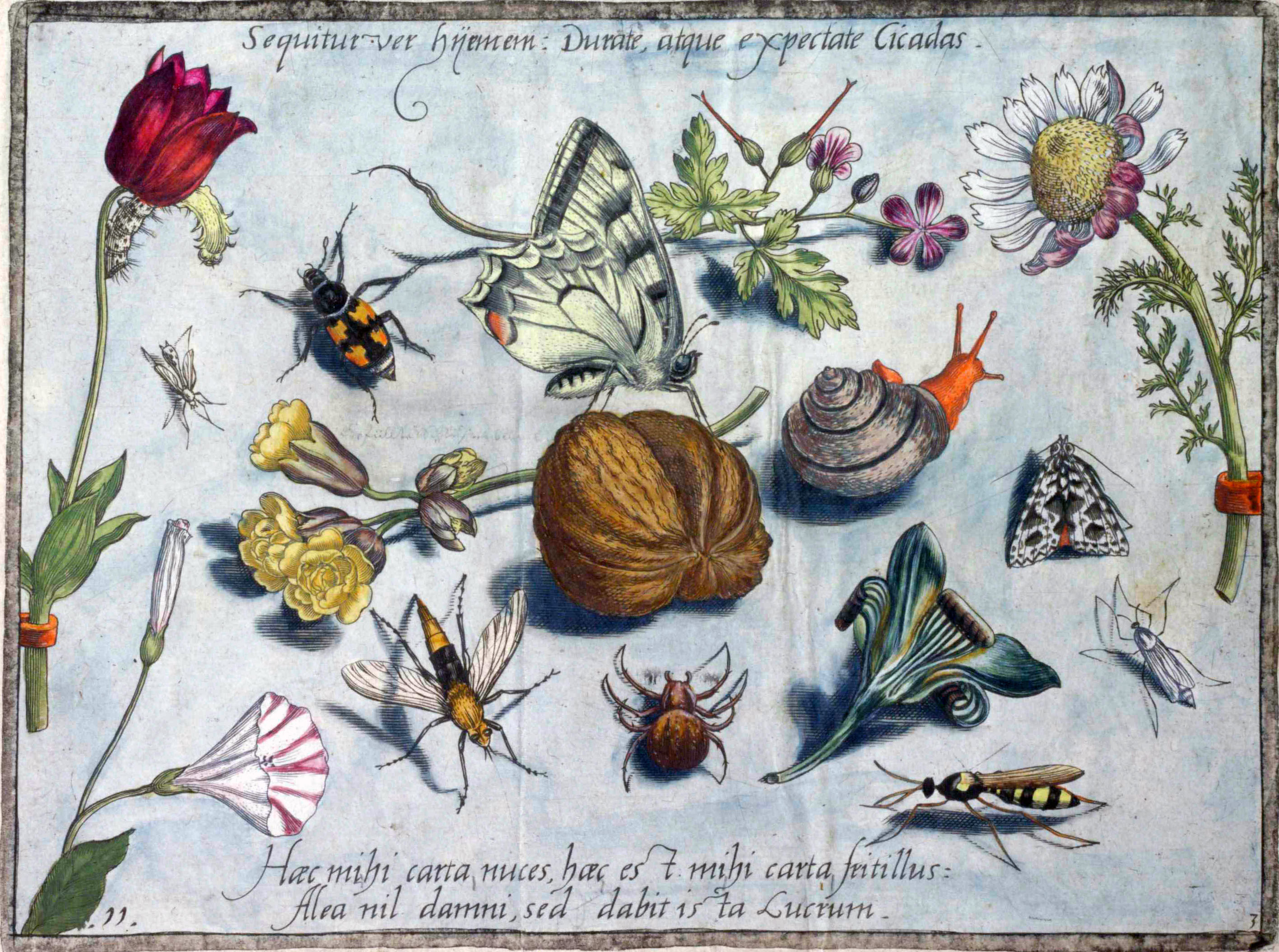
Tafel 11
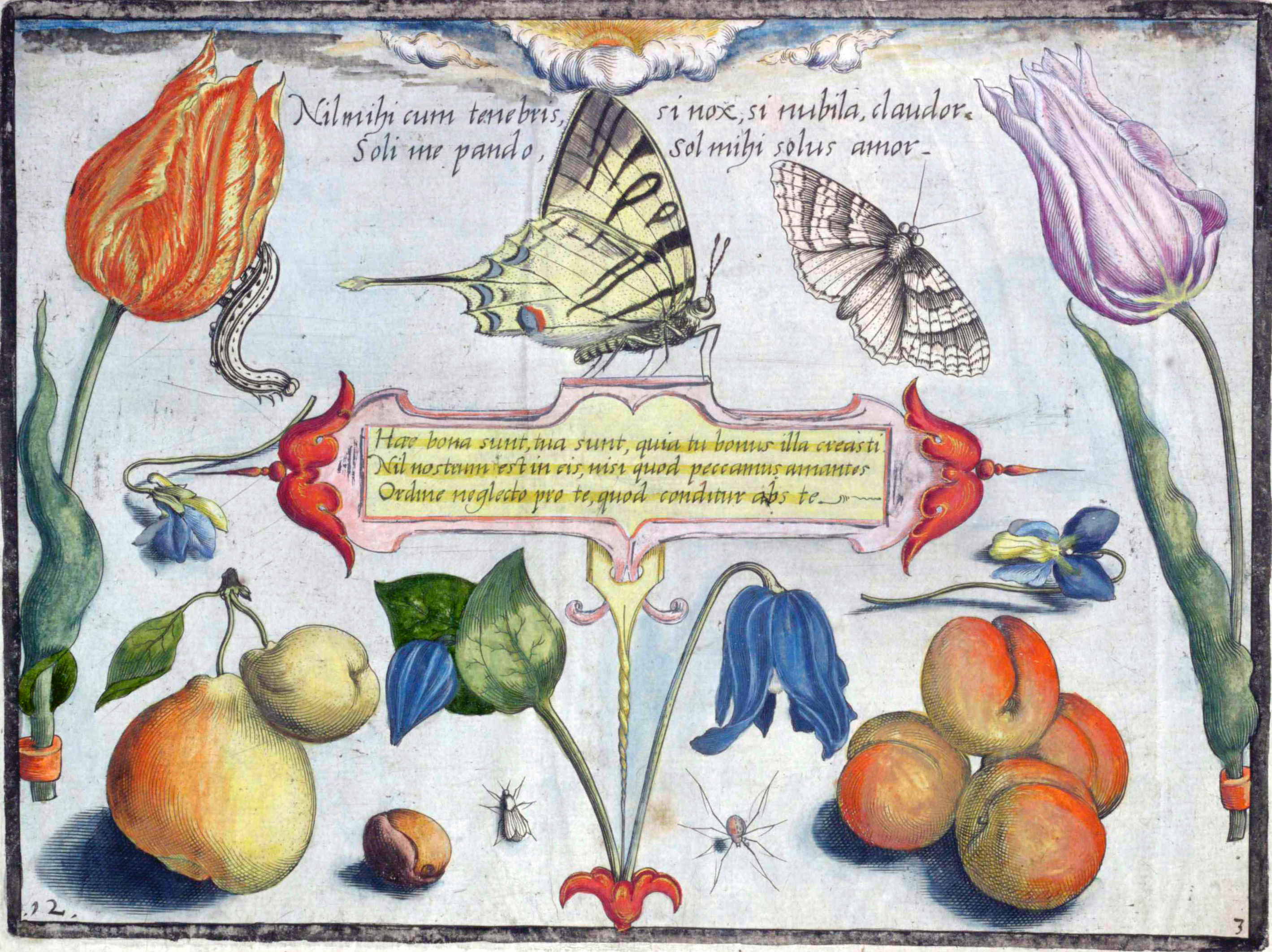
Tafel 12

Pars Quarta
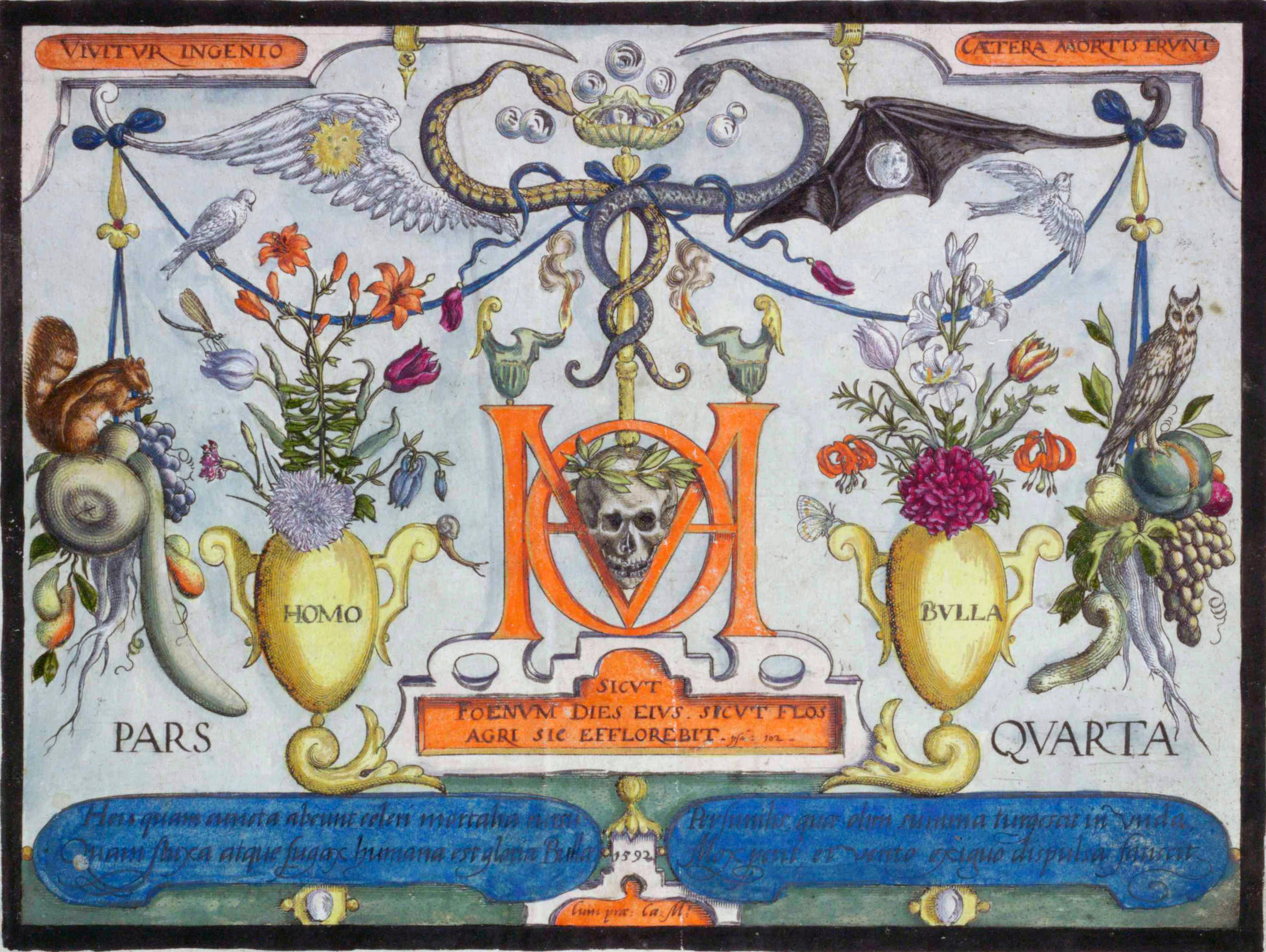
Frontispiz

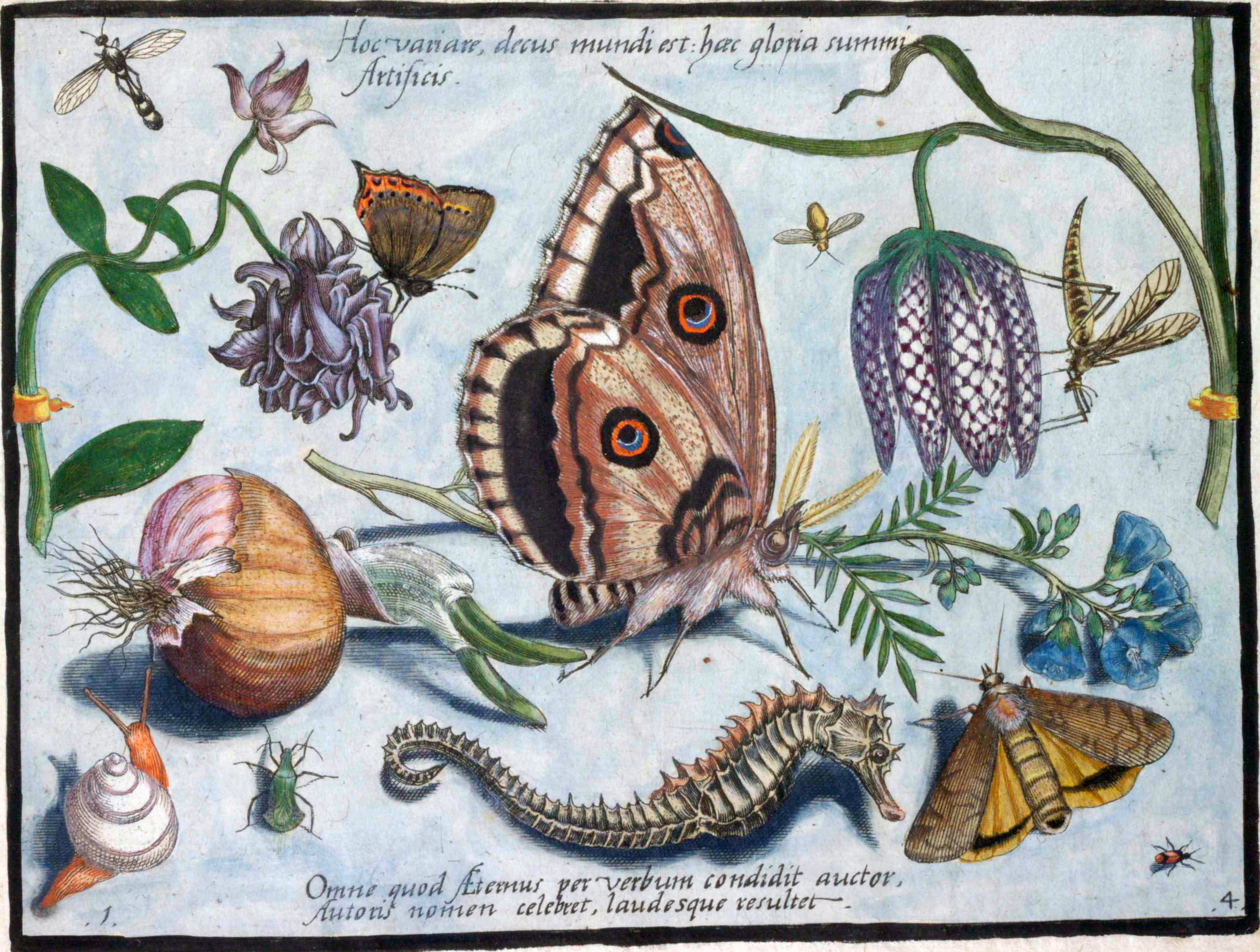
Tafel 1
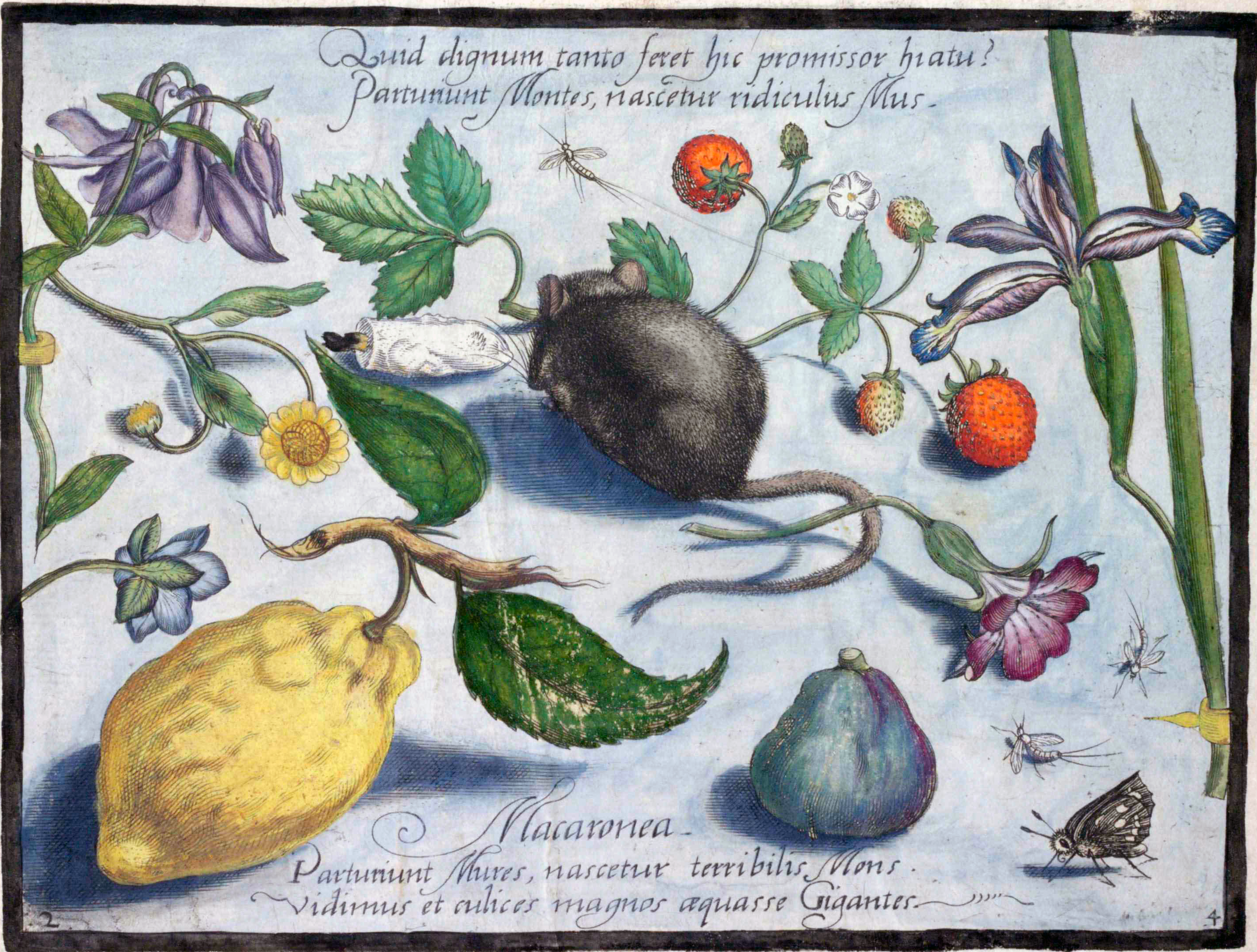
Tafel 2
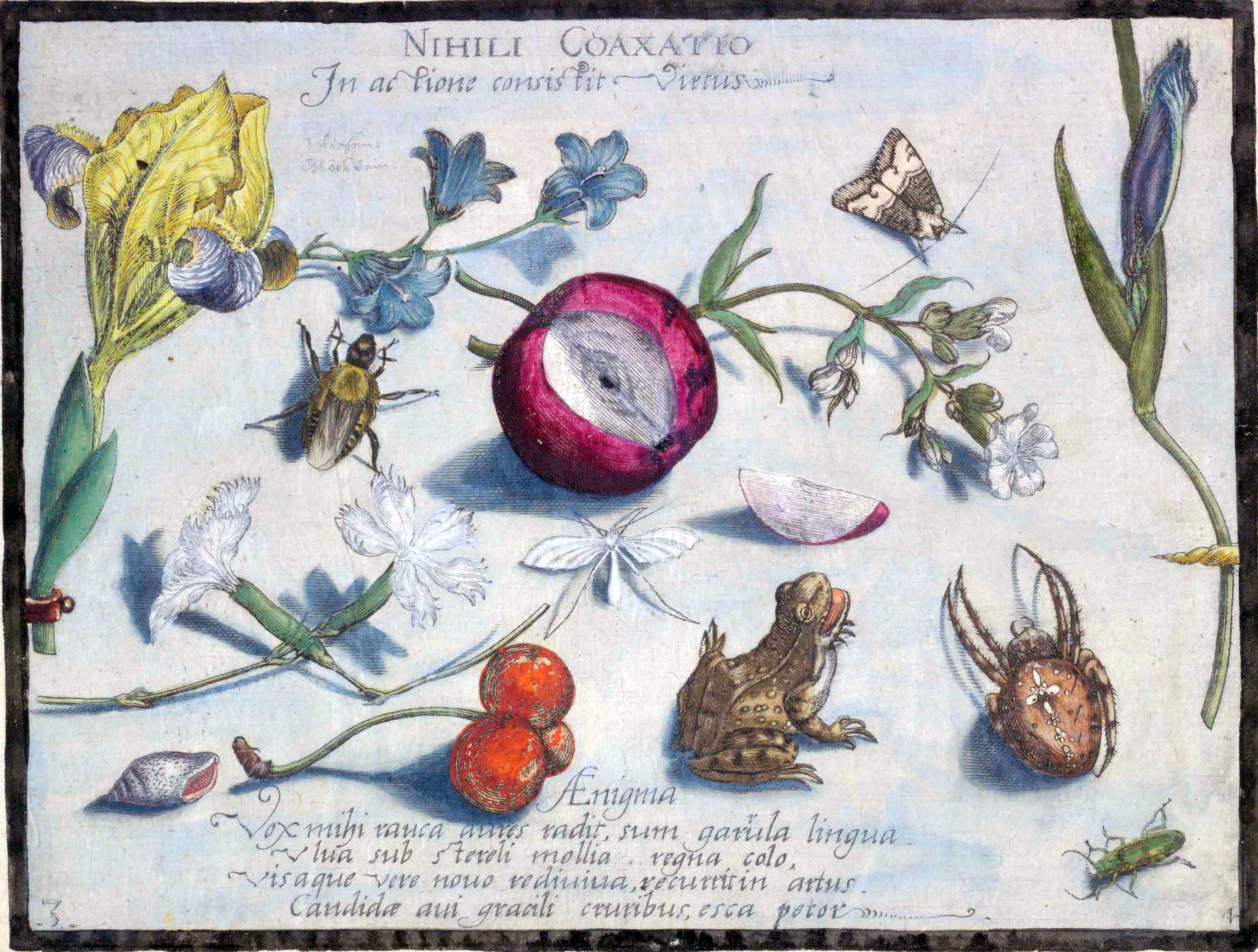
Tafel 3
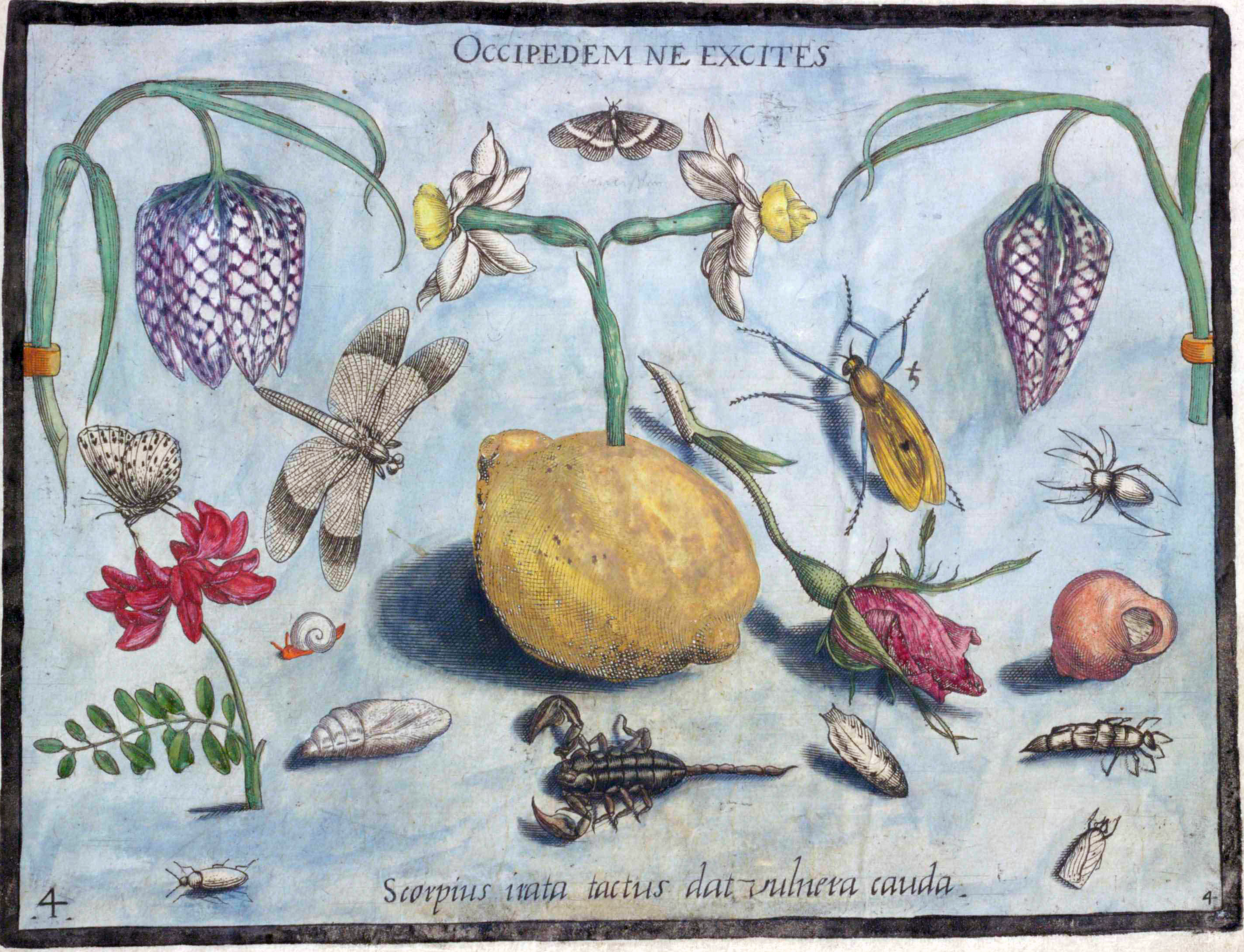
Tafel 4
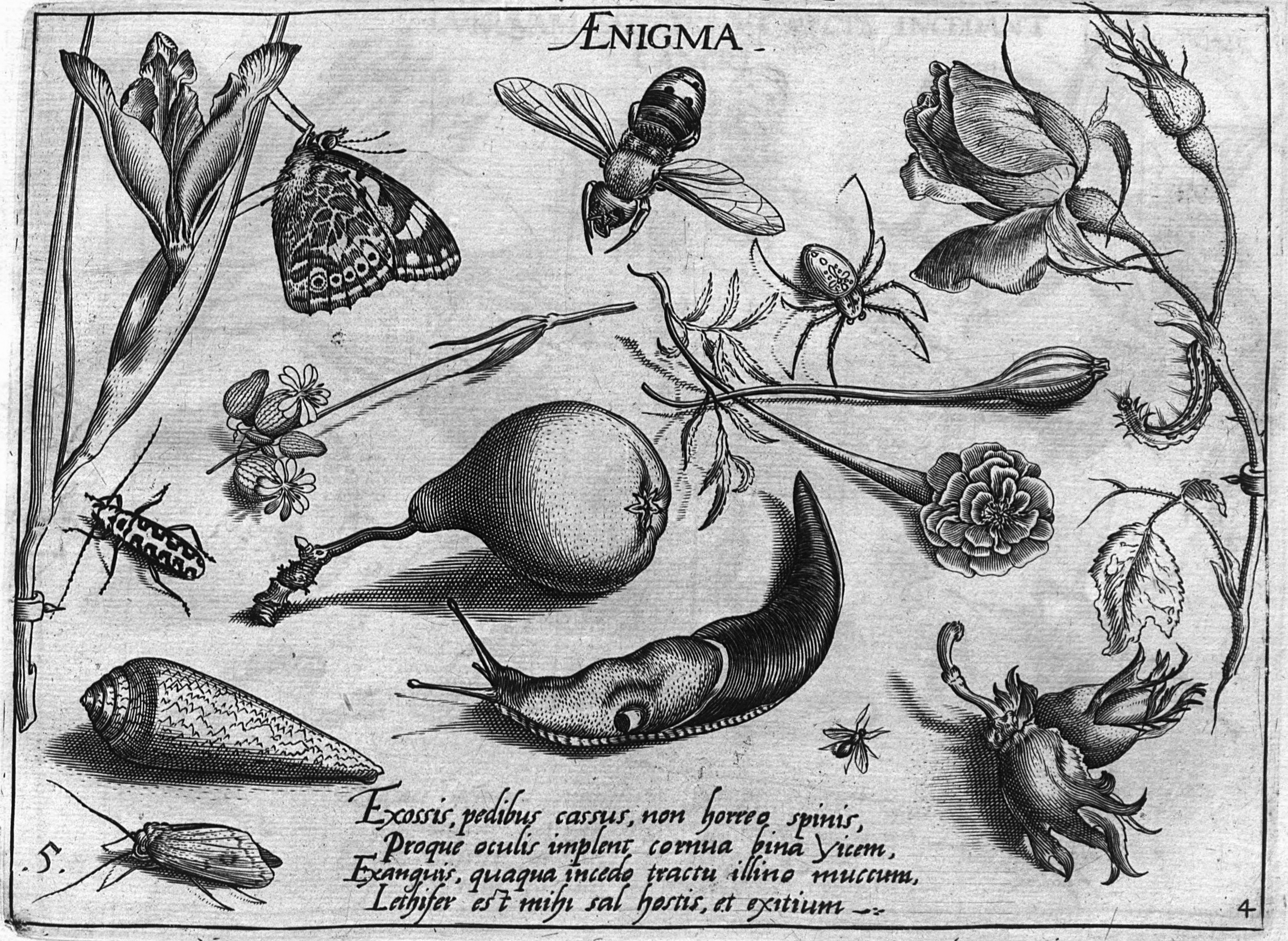
Tafel 5
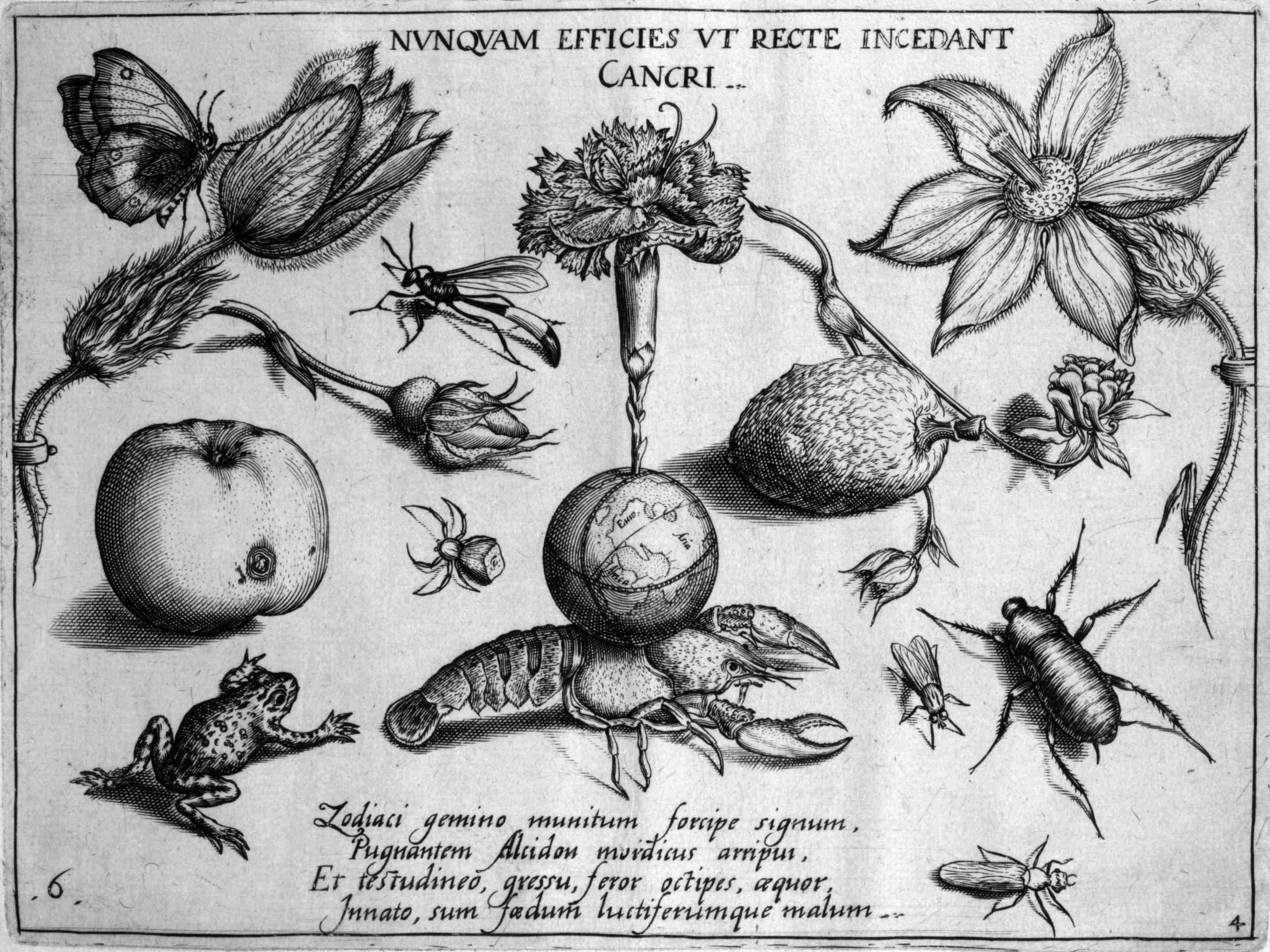
Tafel 6
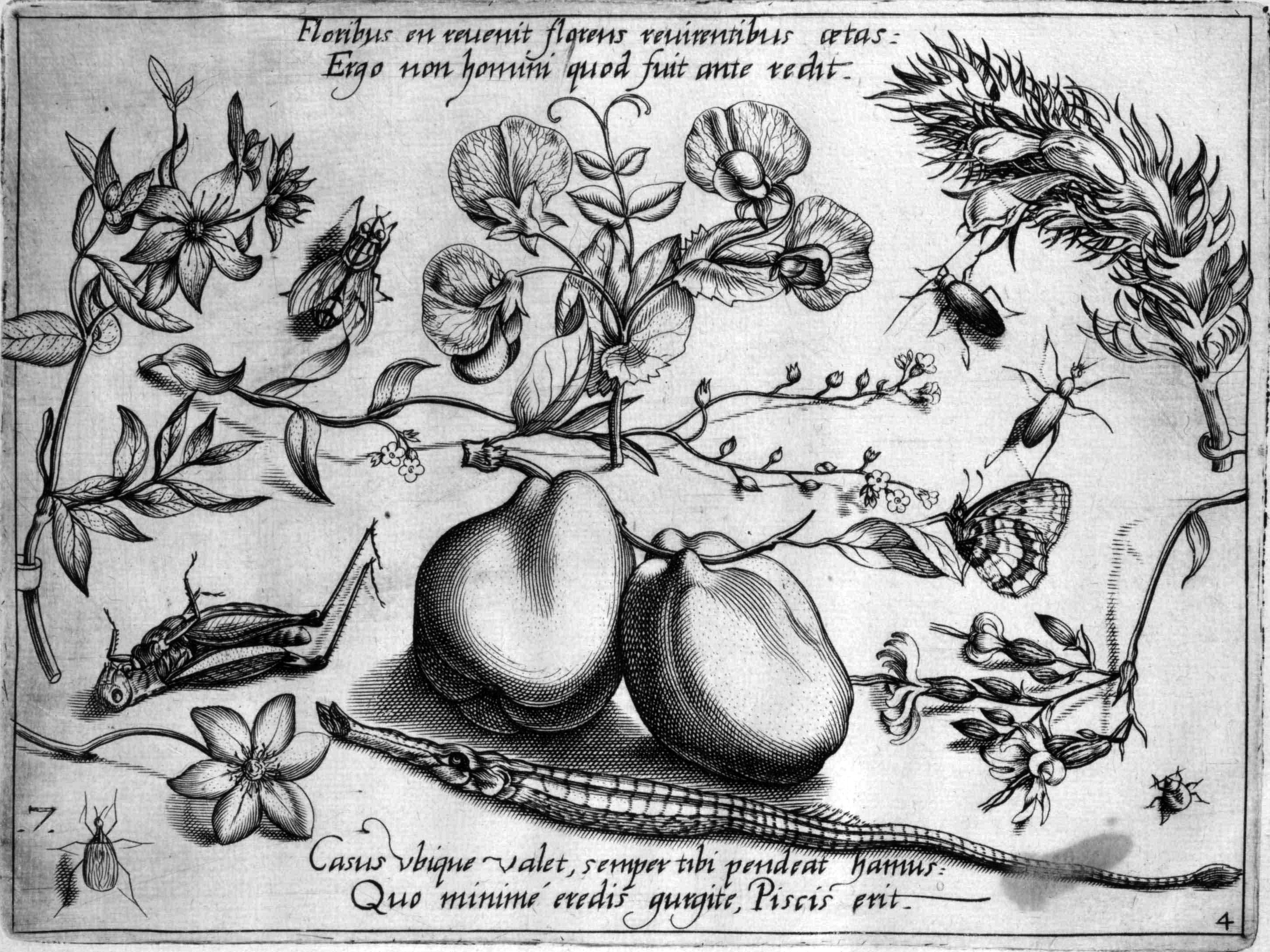
Tafel 7
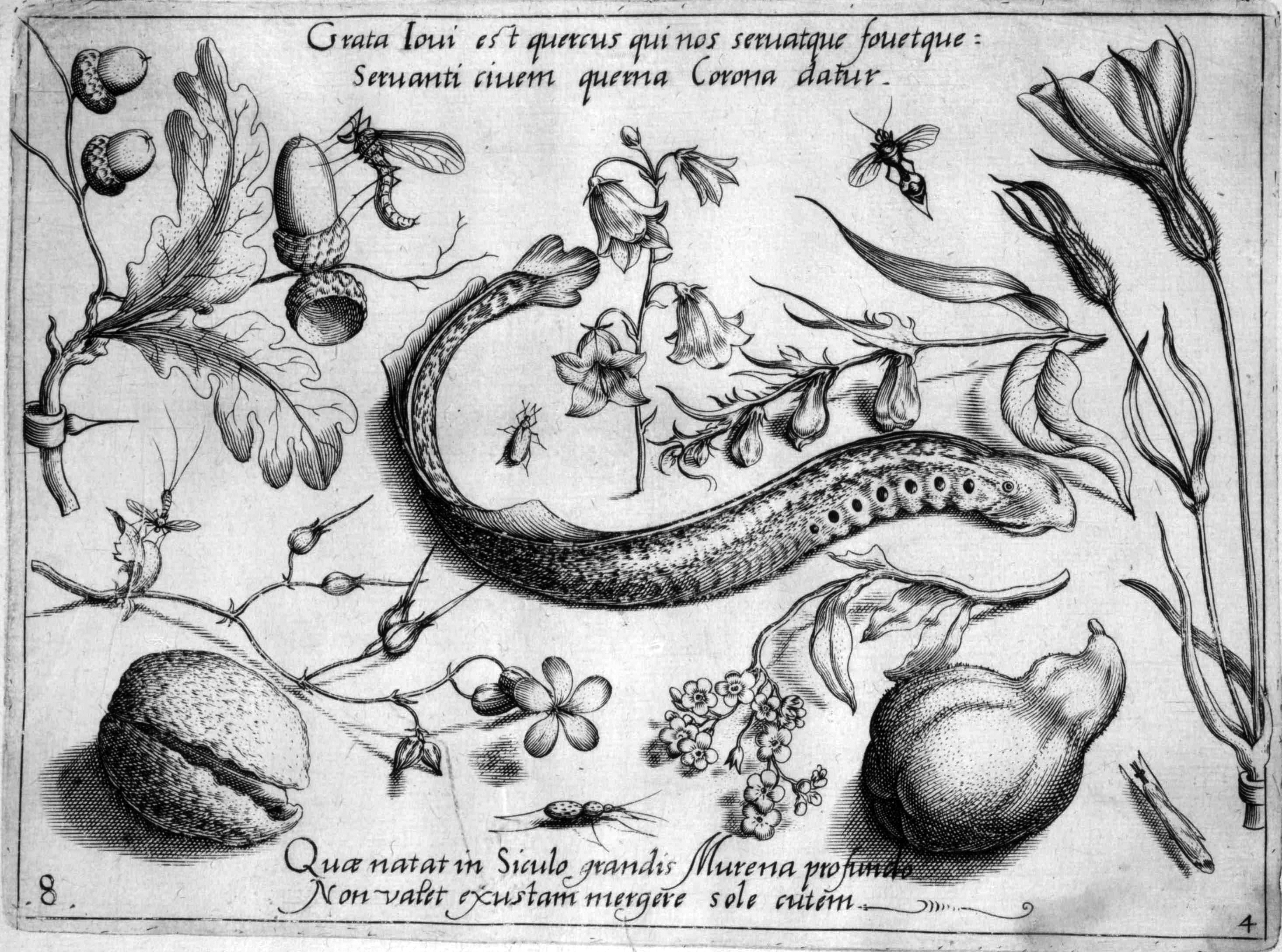
Tafel 8
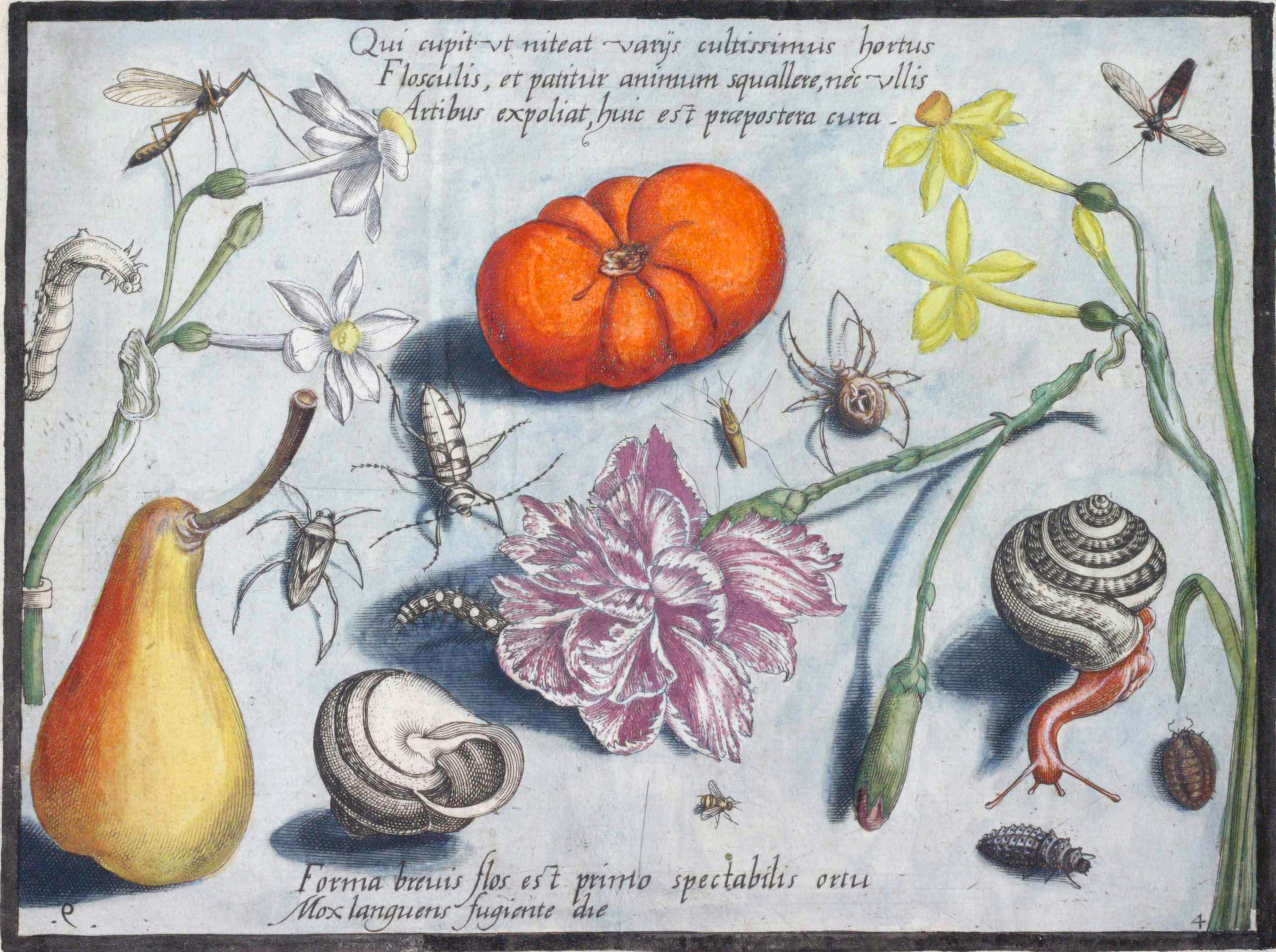
Tafel 9
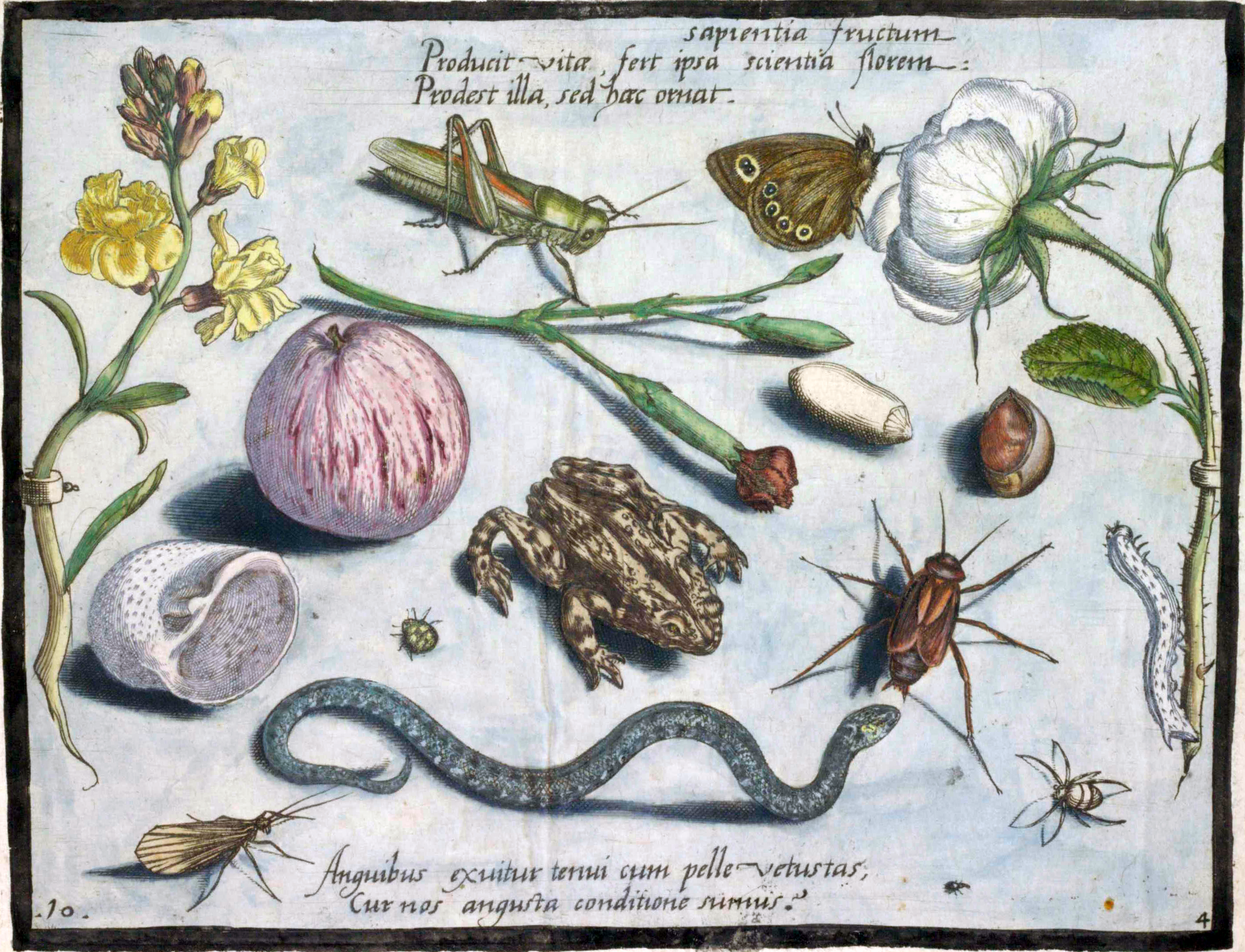
Tafel 10
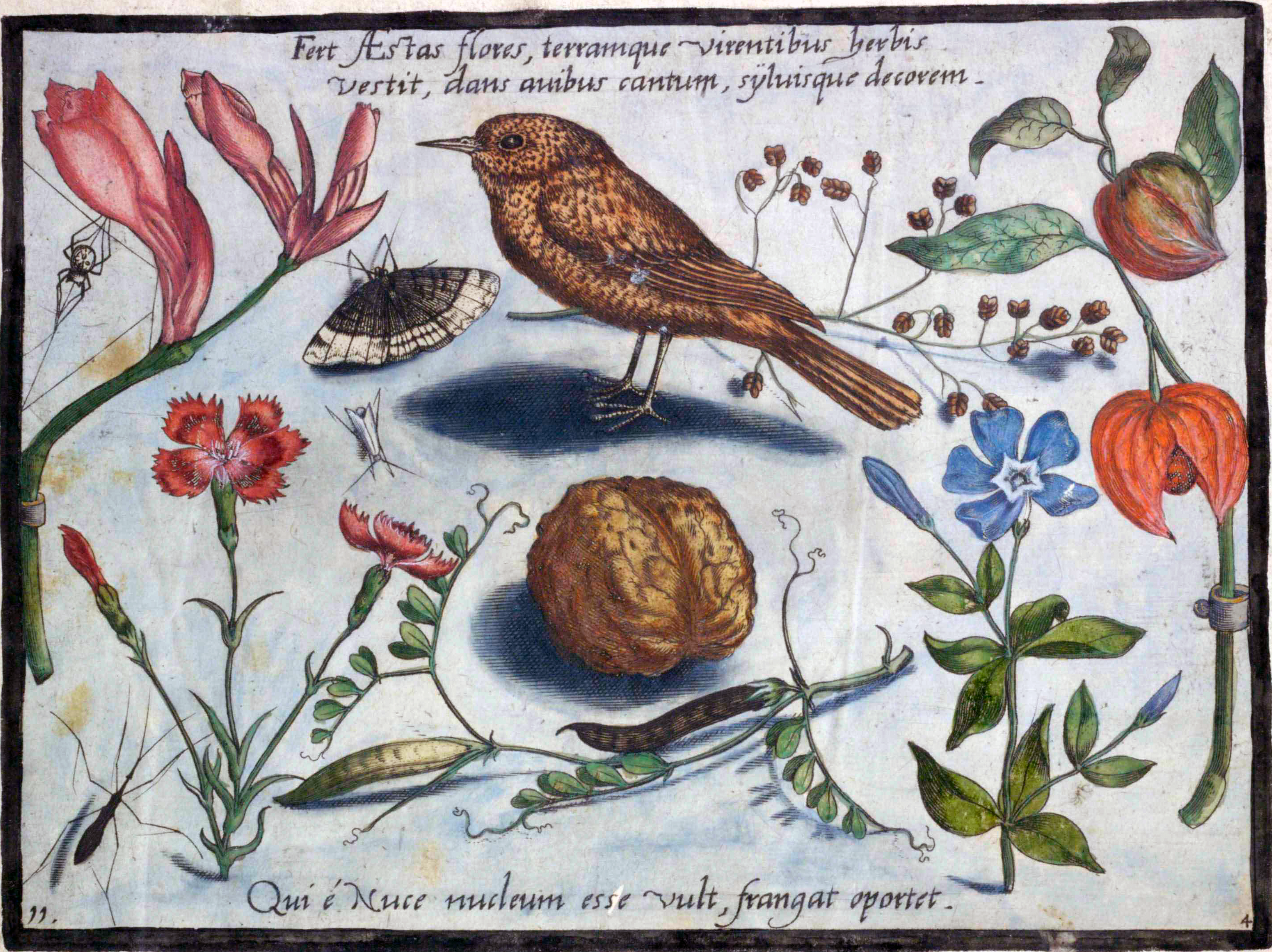
Tafel 11
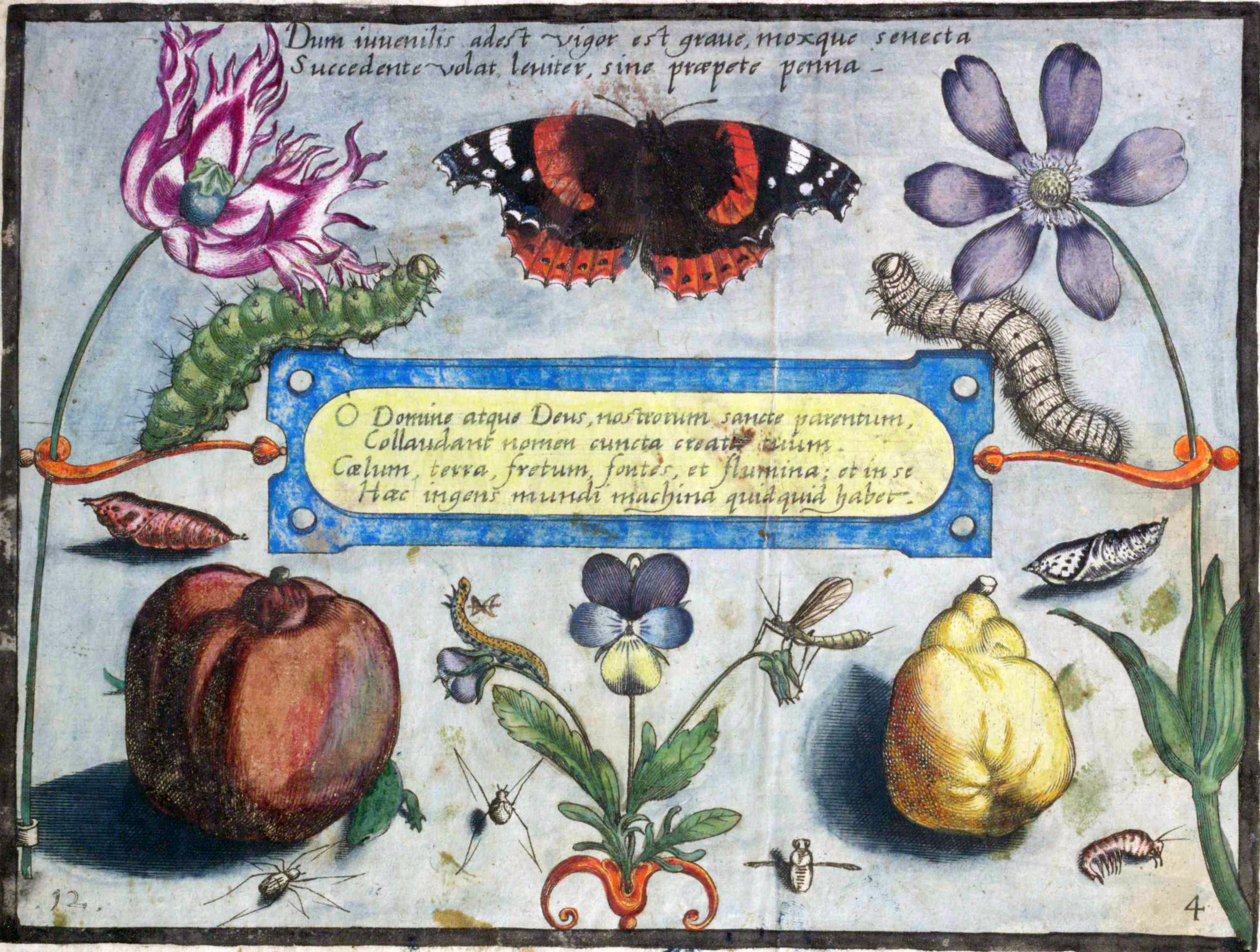
Tafel 12

Pars Prima
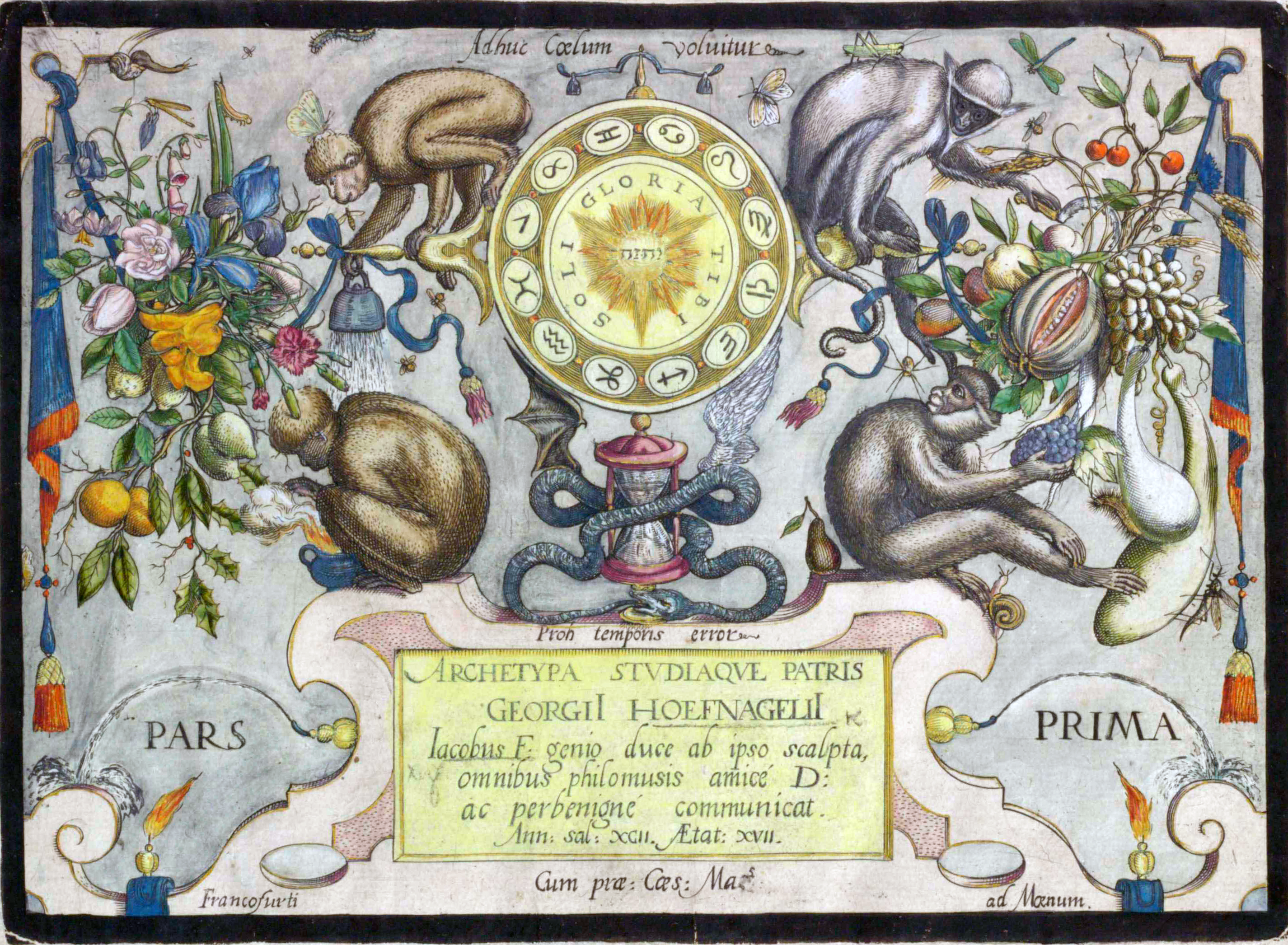
Frontispiz

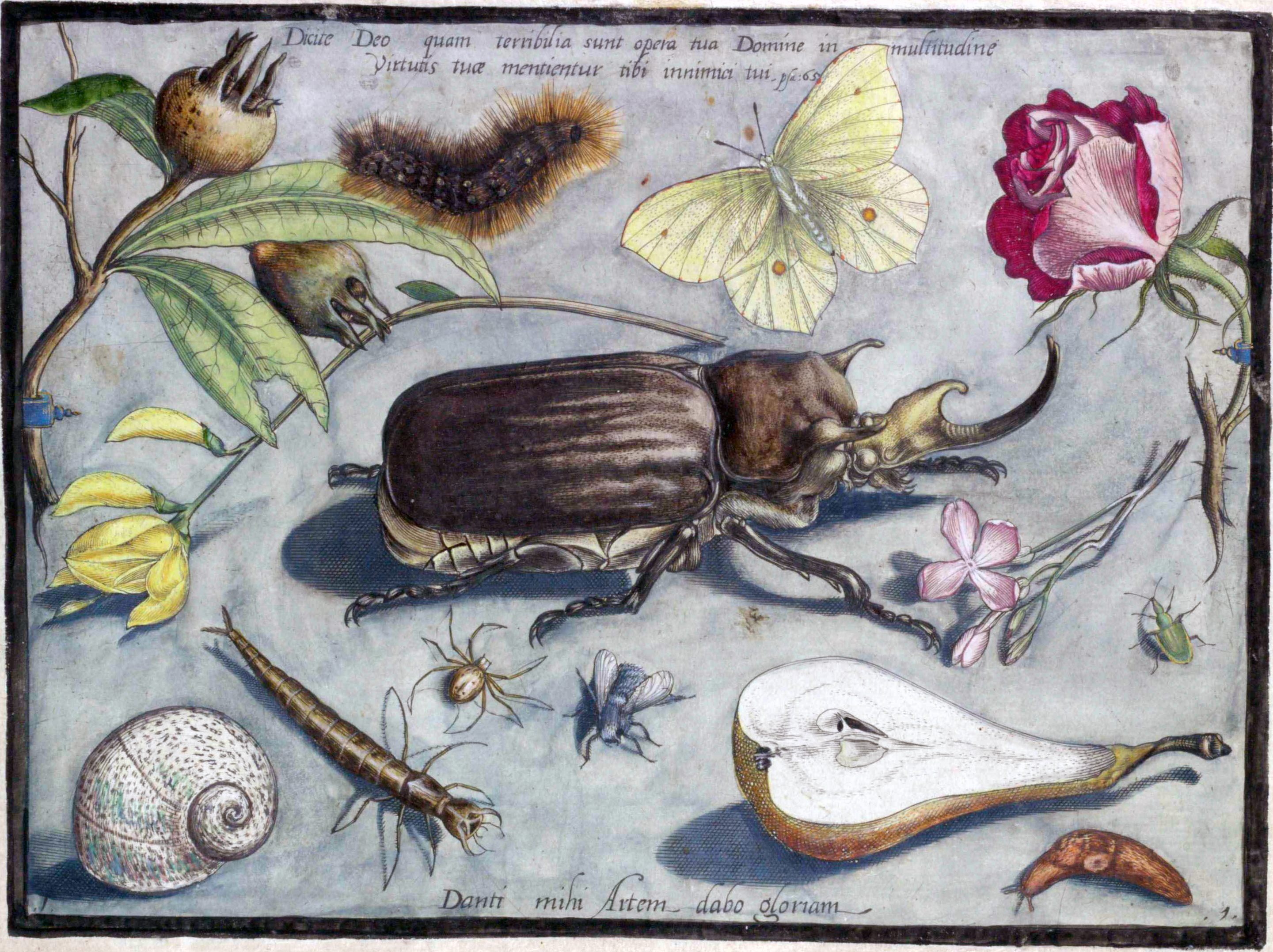
Tafel 1
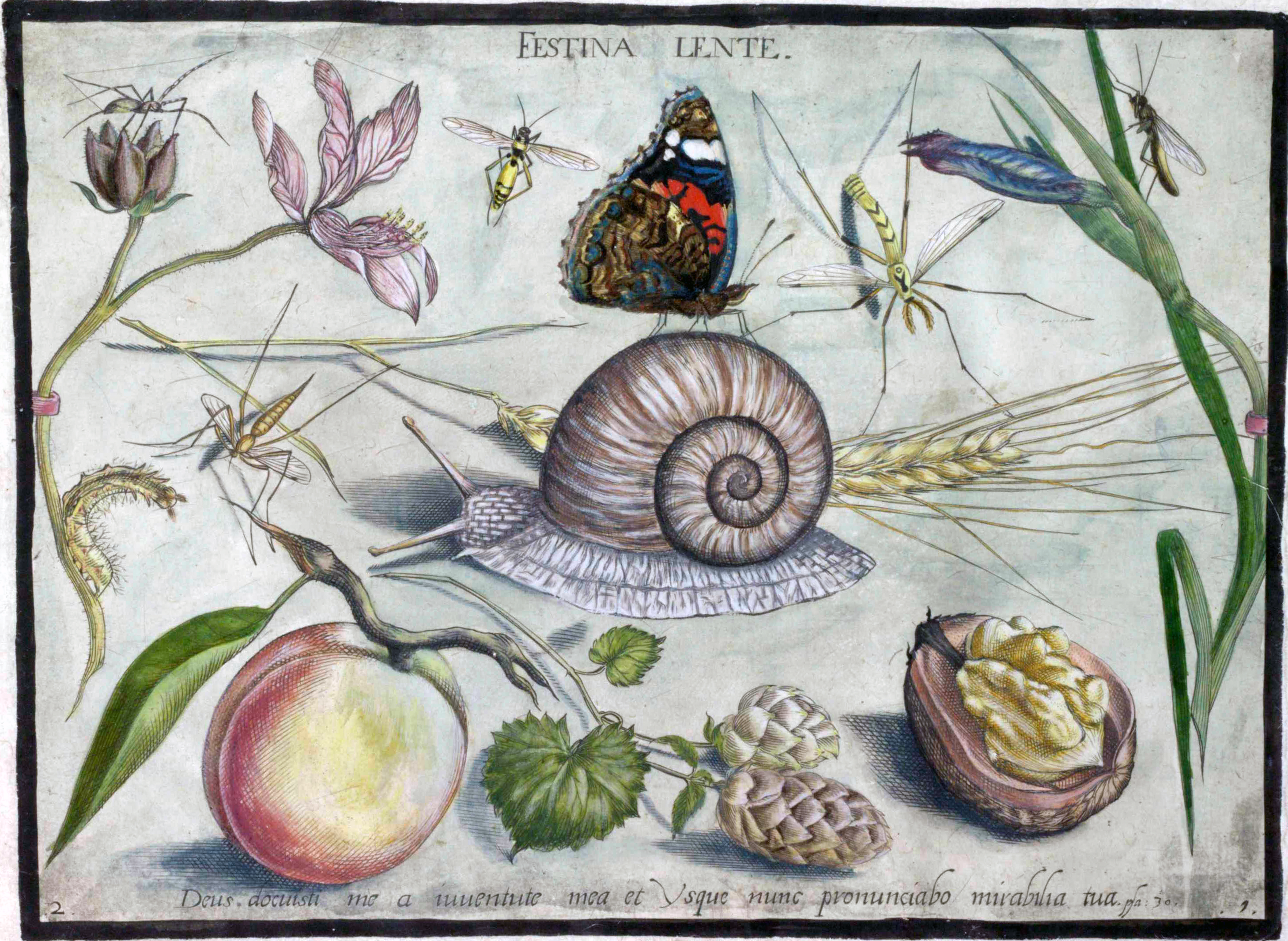
Tafel 2
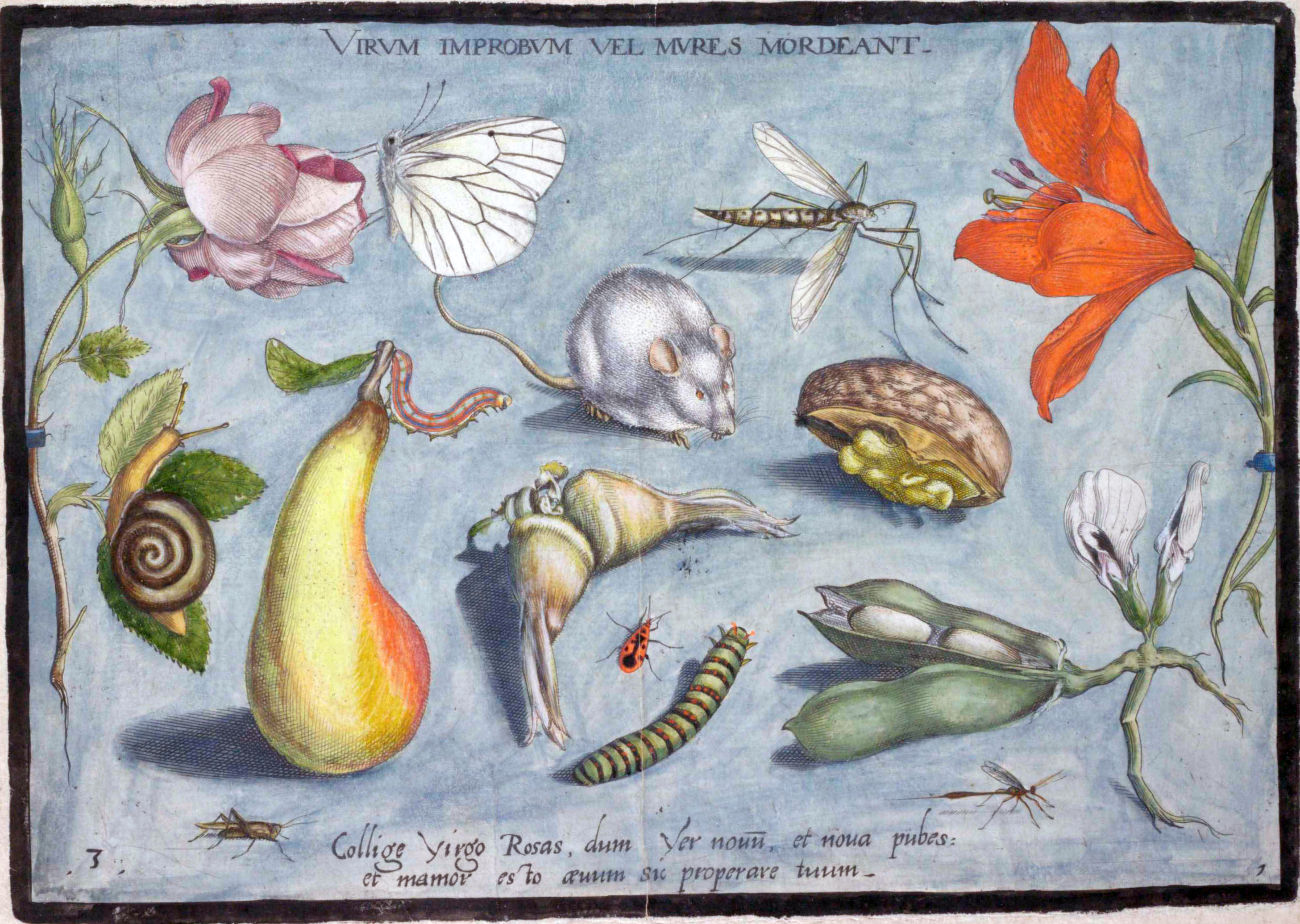
Tafel 3
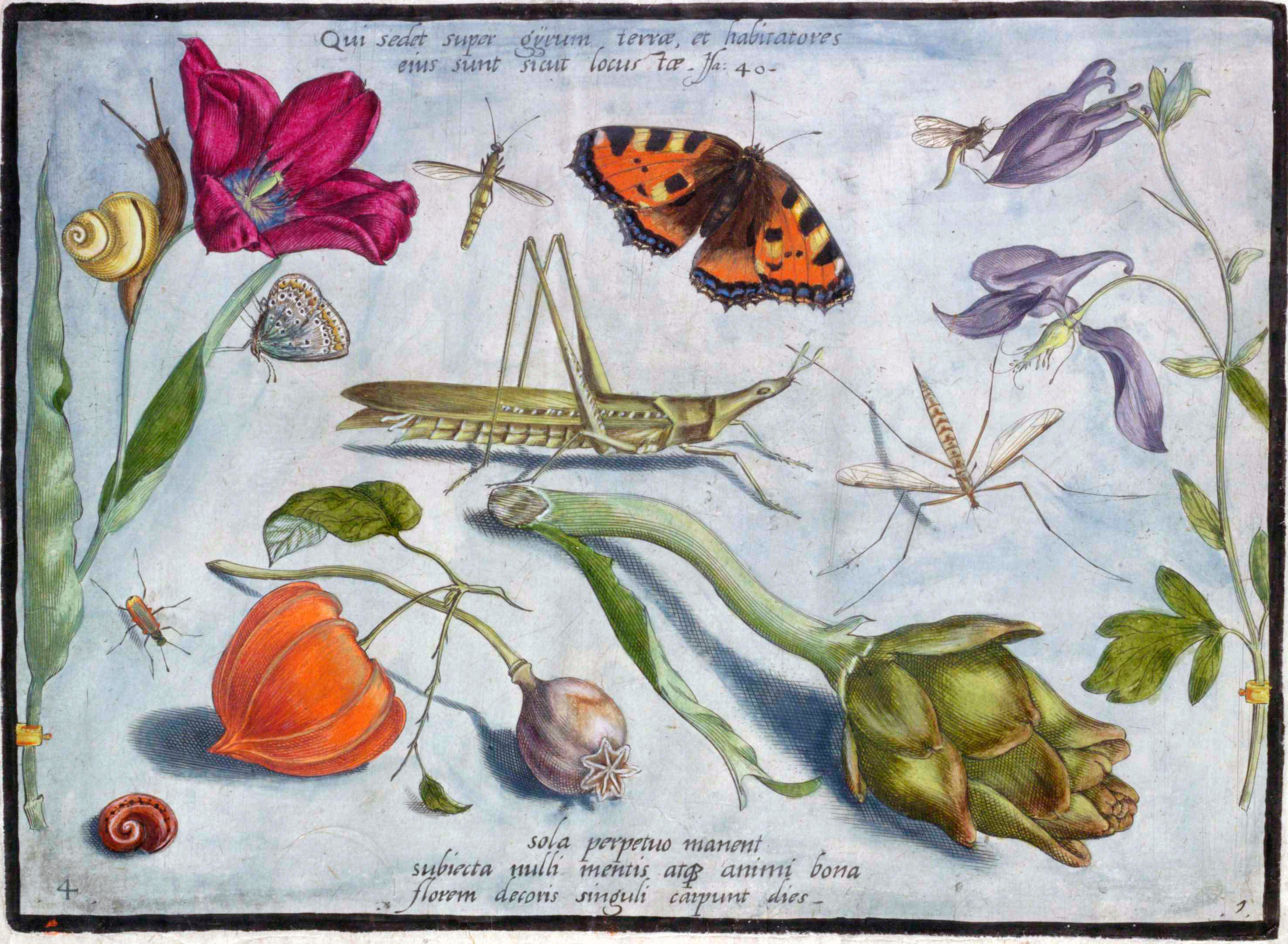
Tafel 4
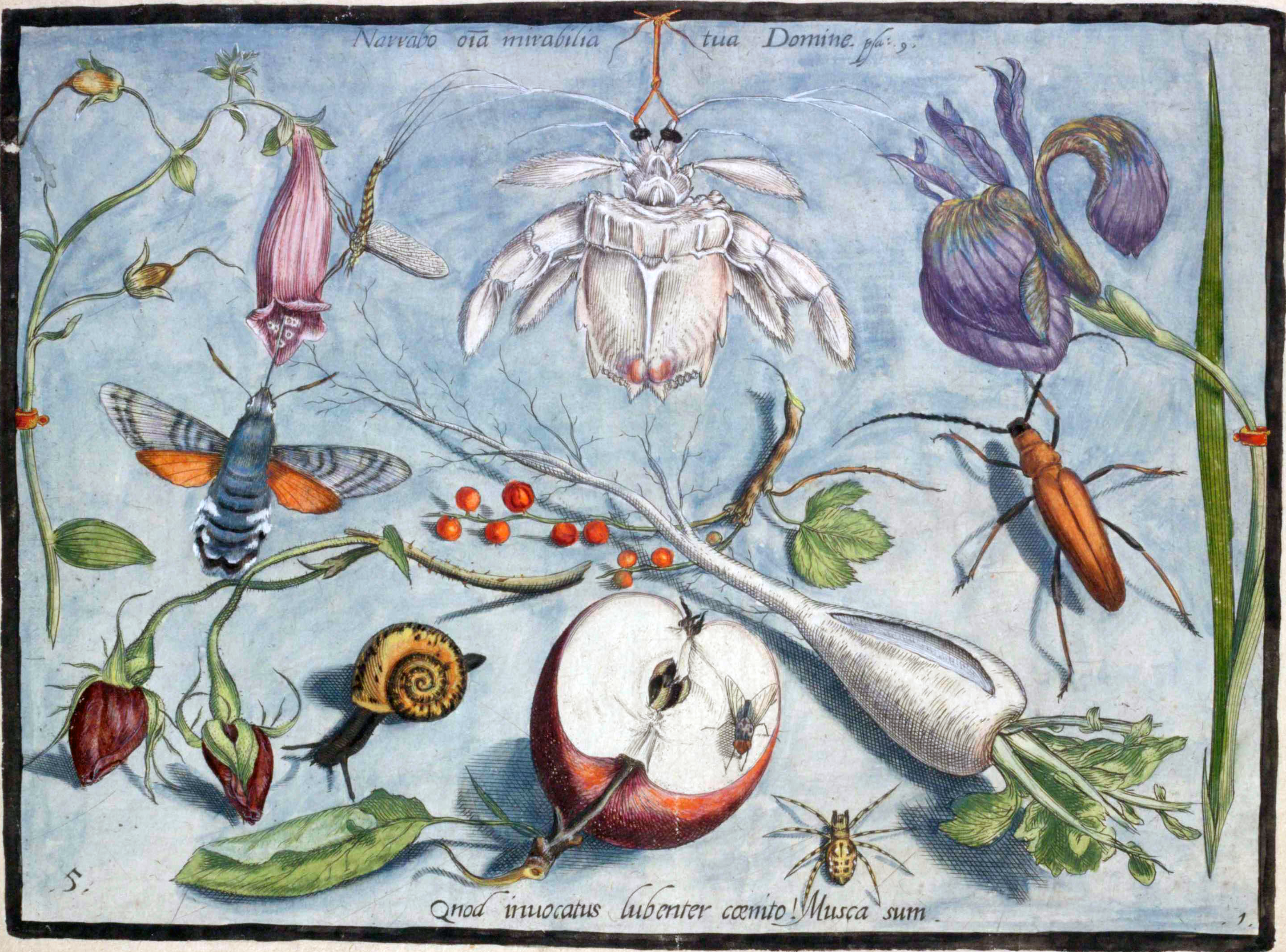
Tafel 5
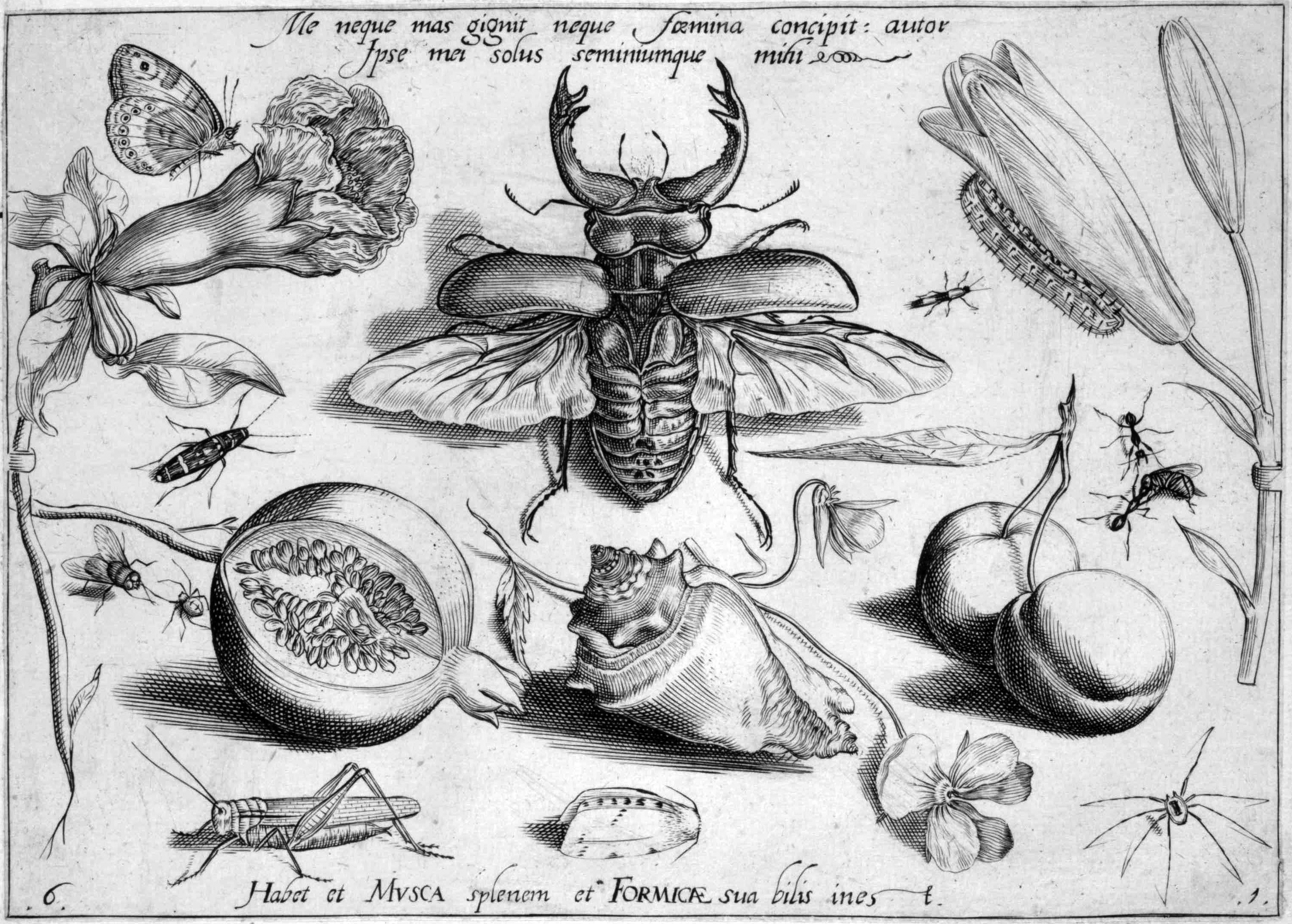
Tafel 6
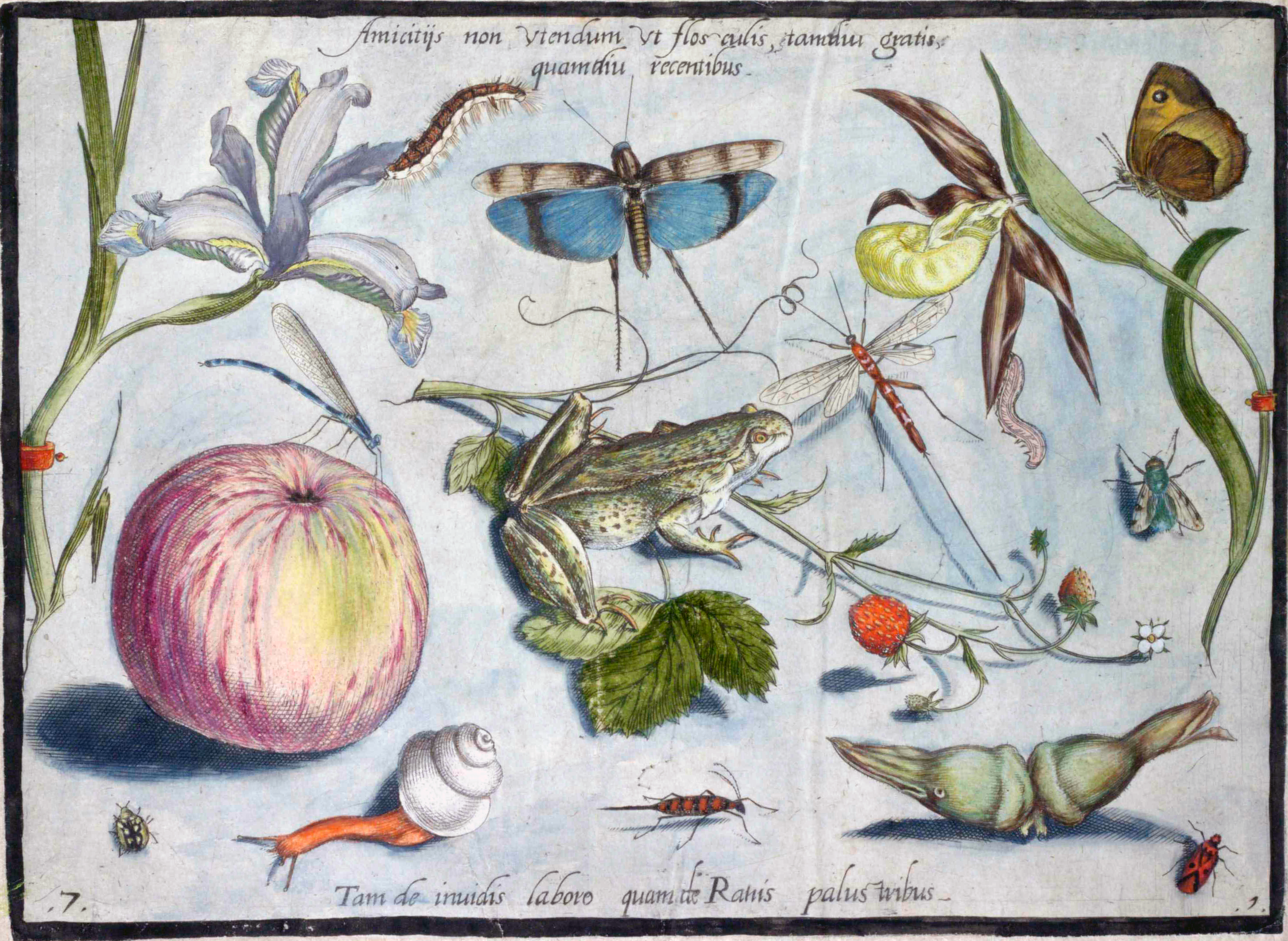
Tafel 7
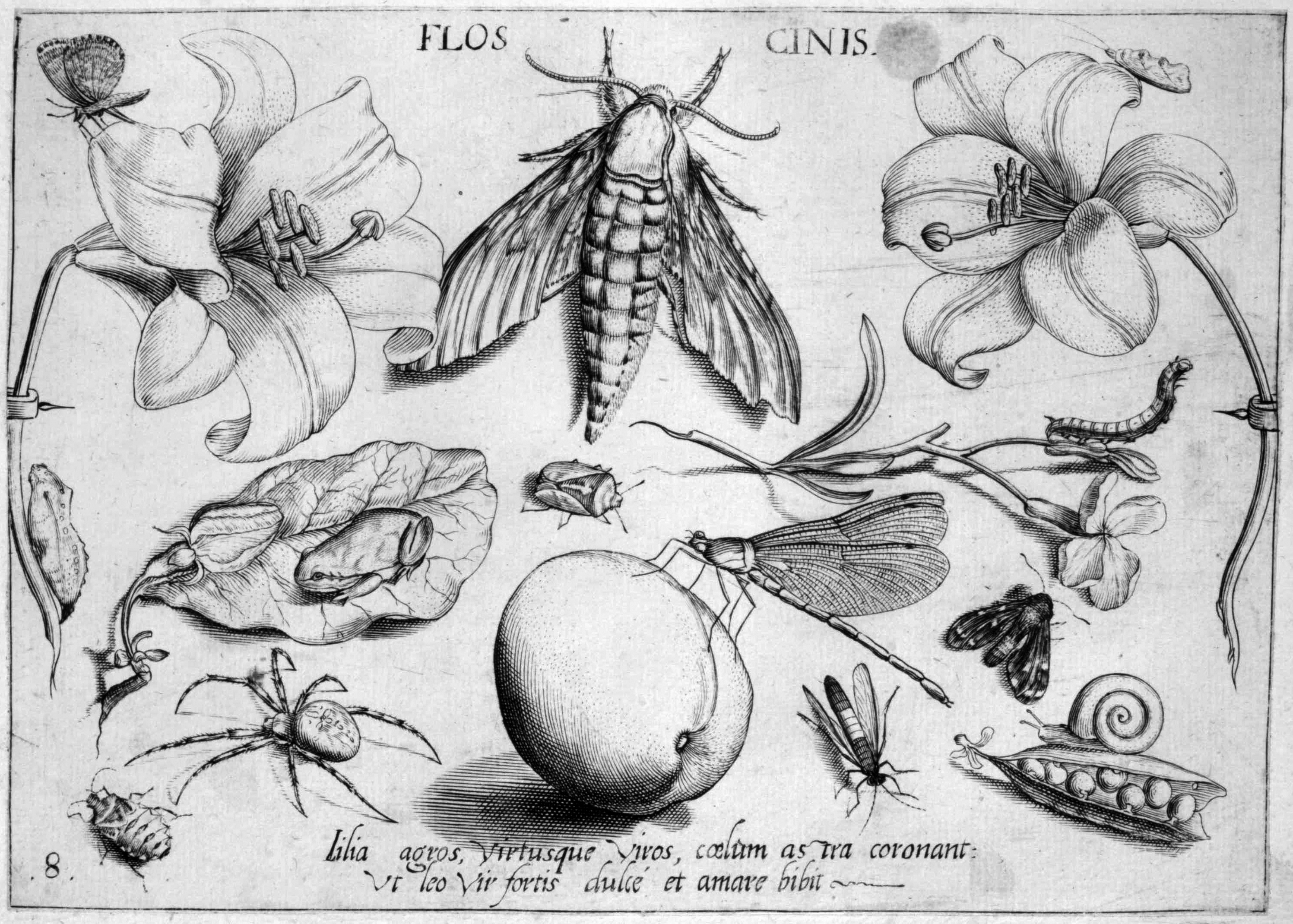
Tafel 8
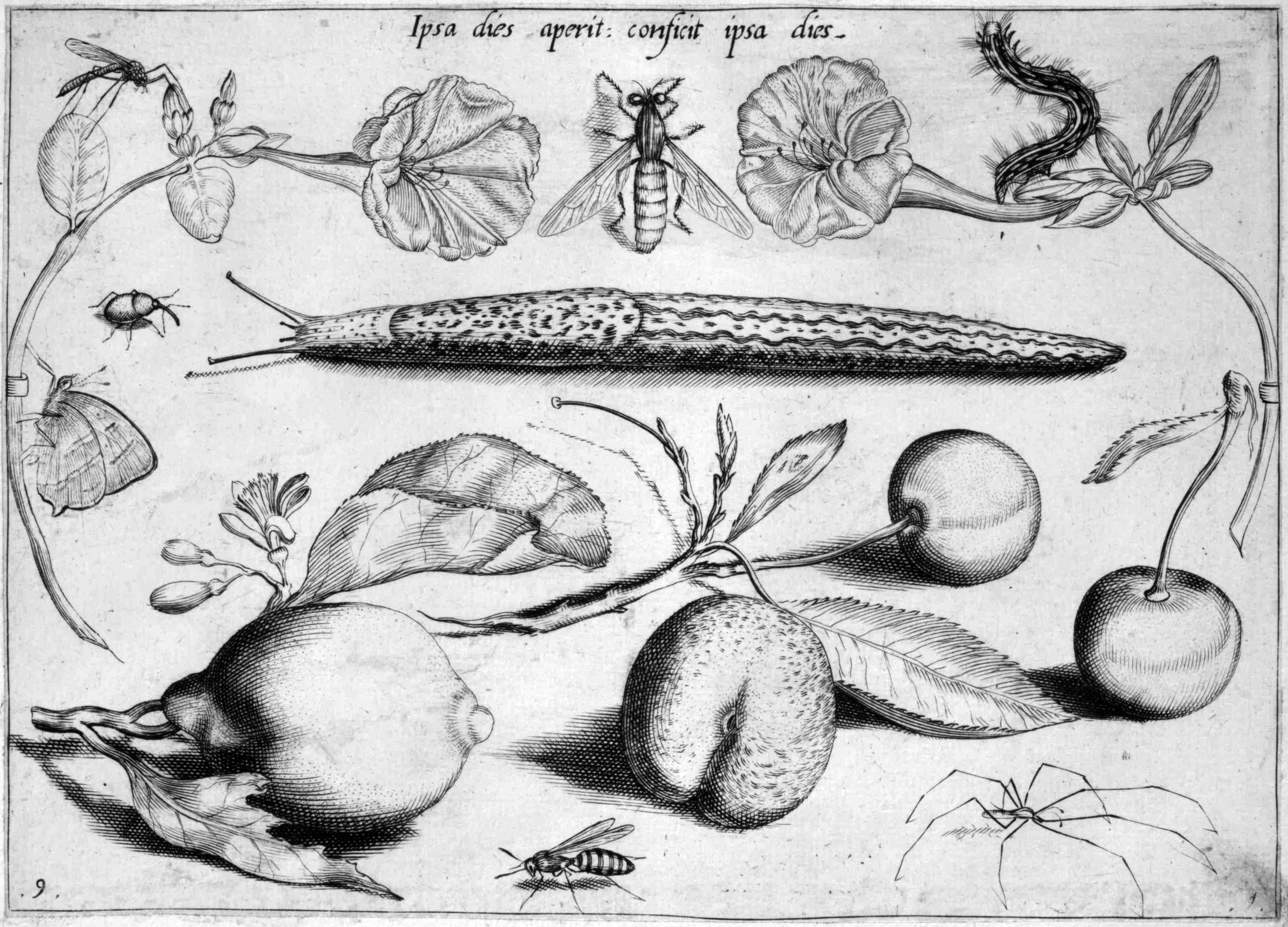
Tafel 9
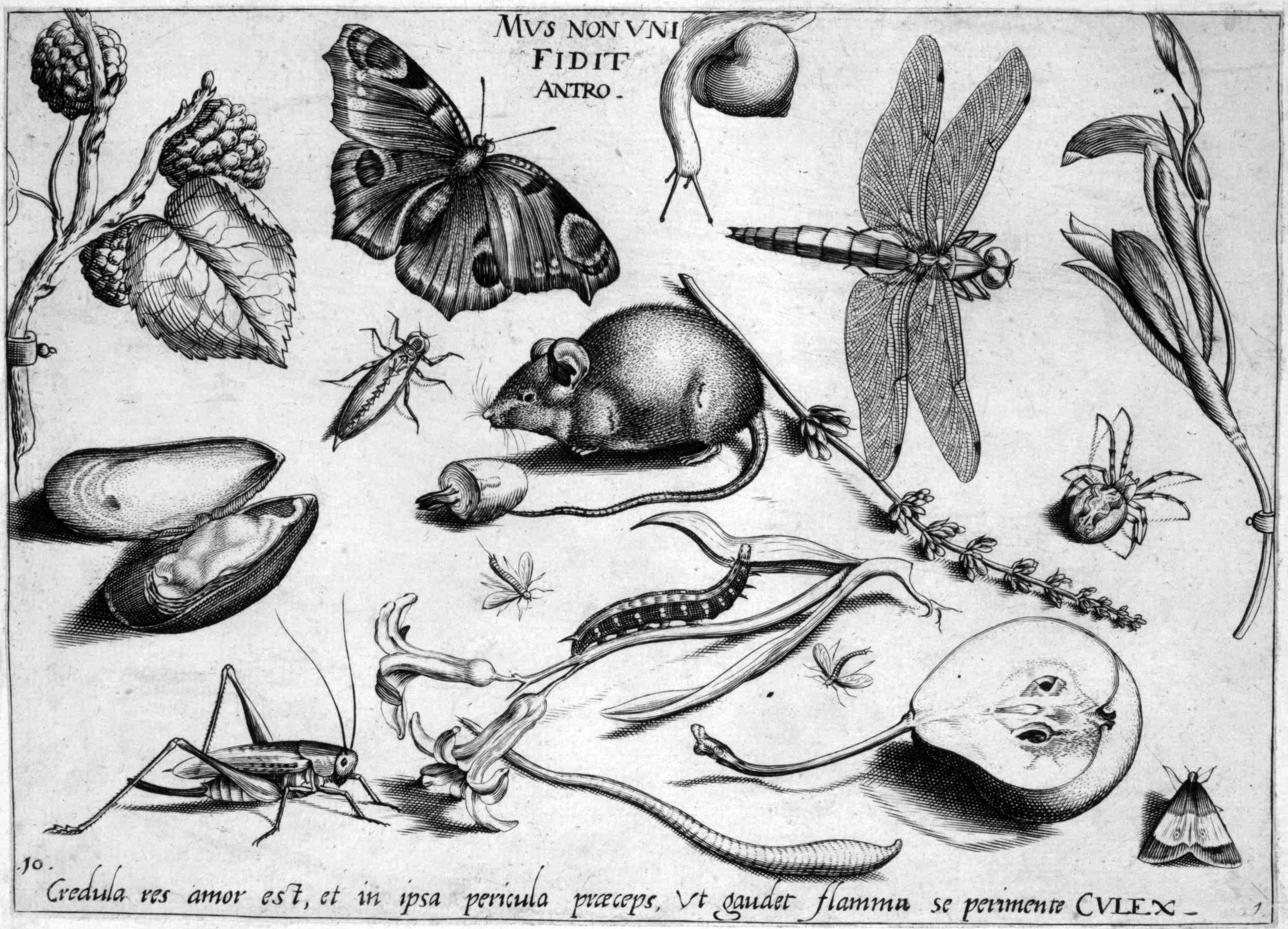
Tafel 10
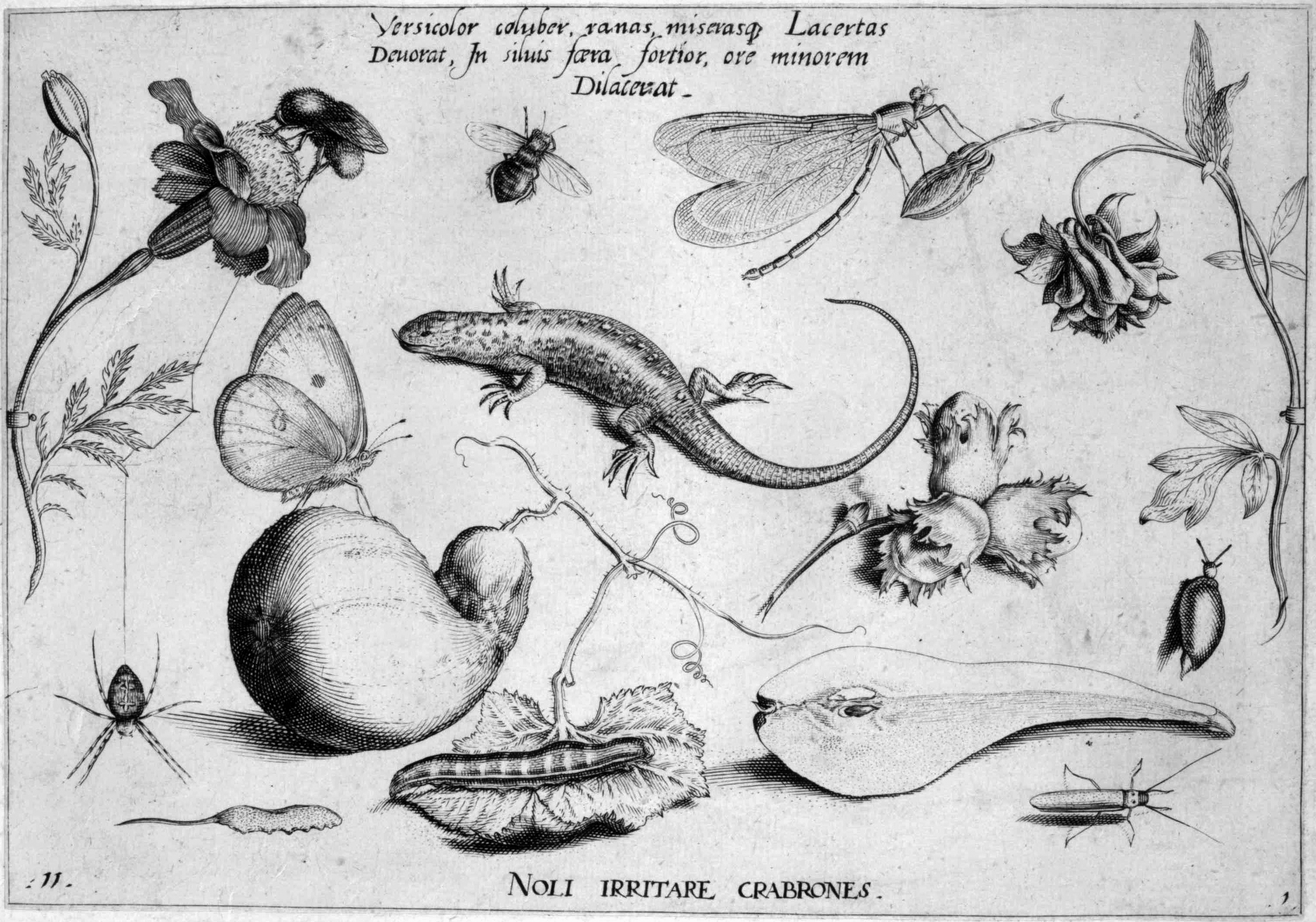
Tafel 11
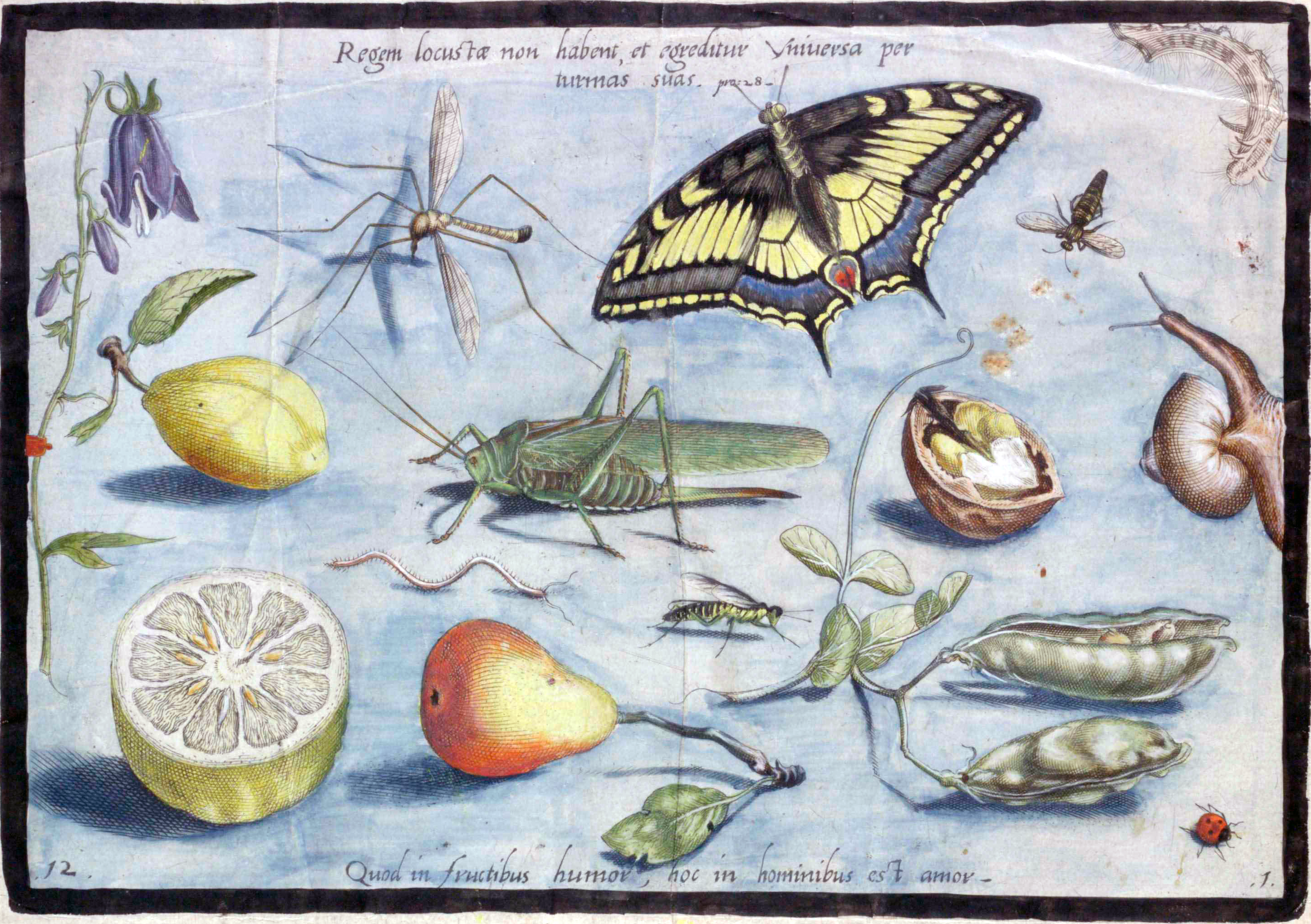
Tafel 12

- Pars Secuda
- Frontispiz

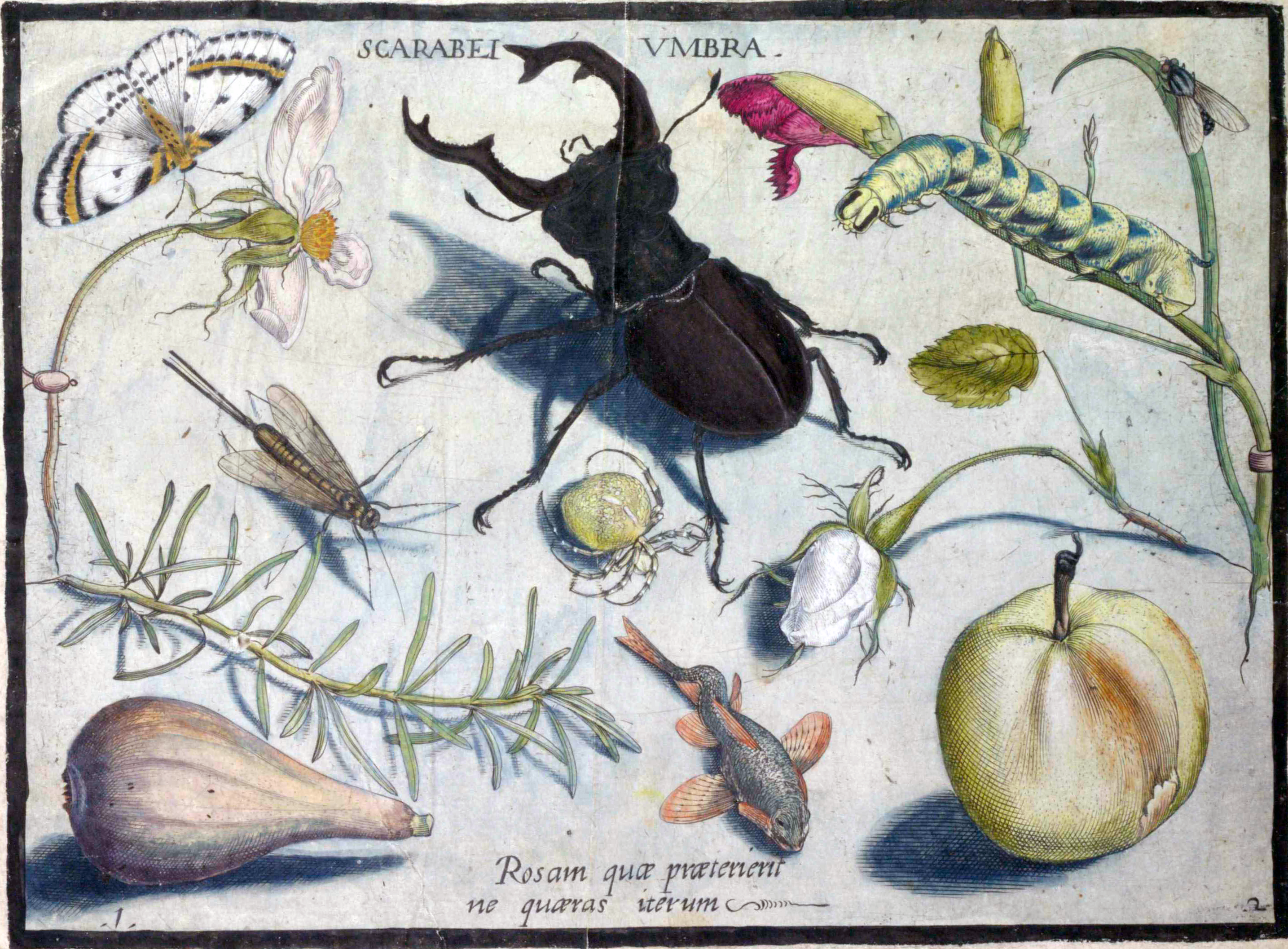
Tafel 1
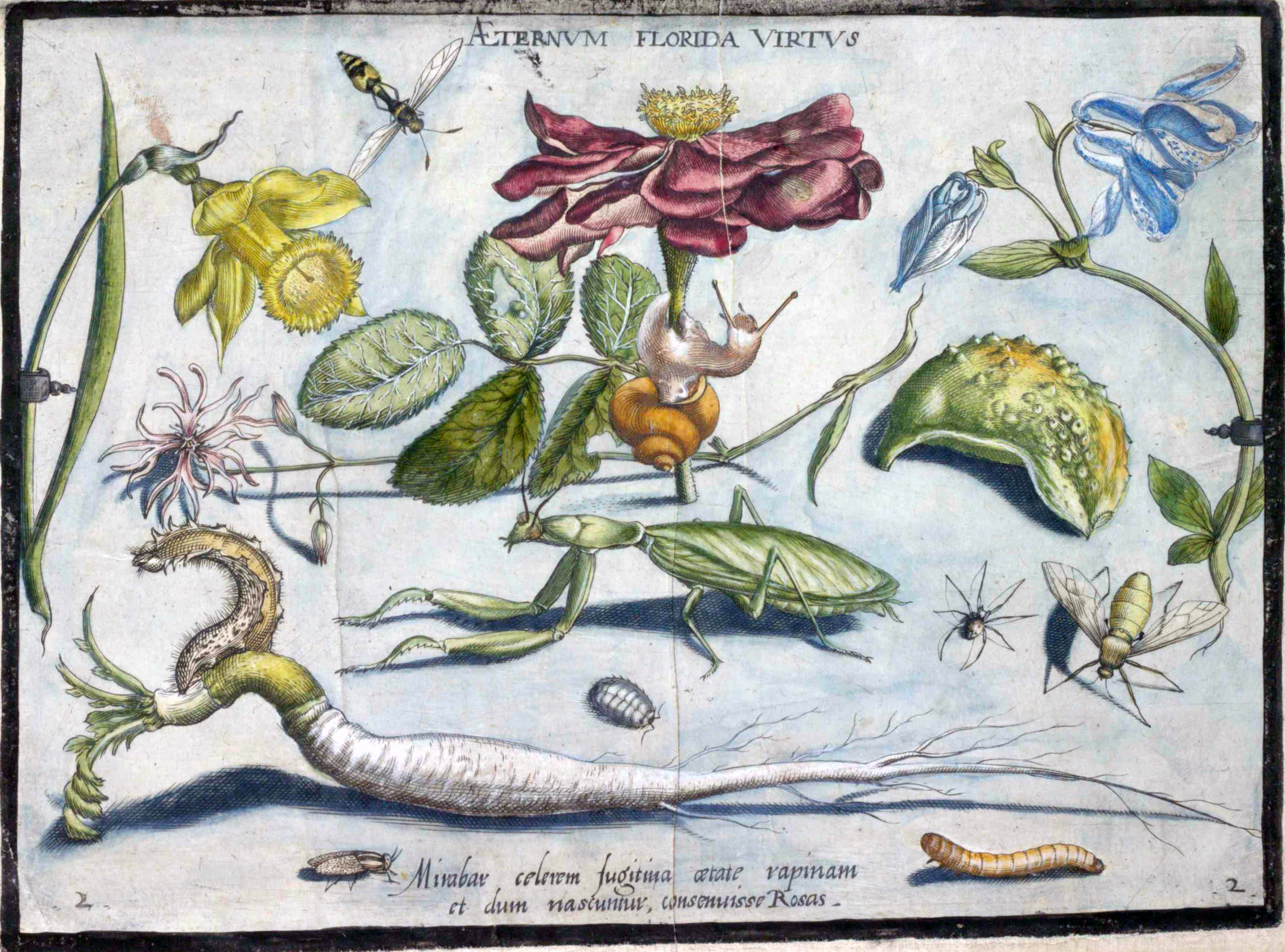
Tafel 2
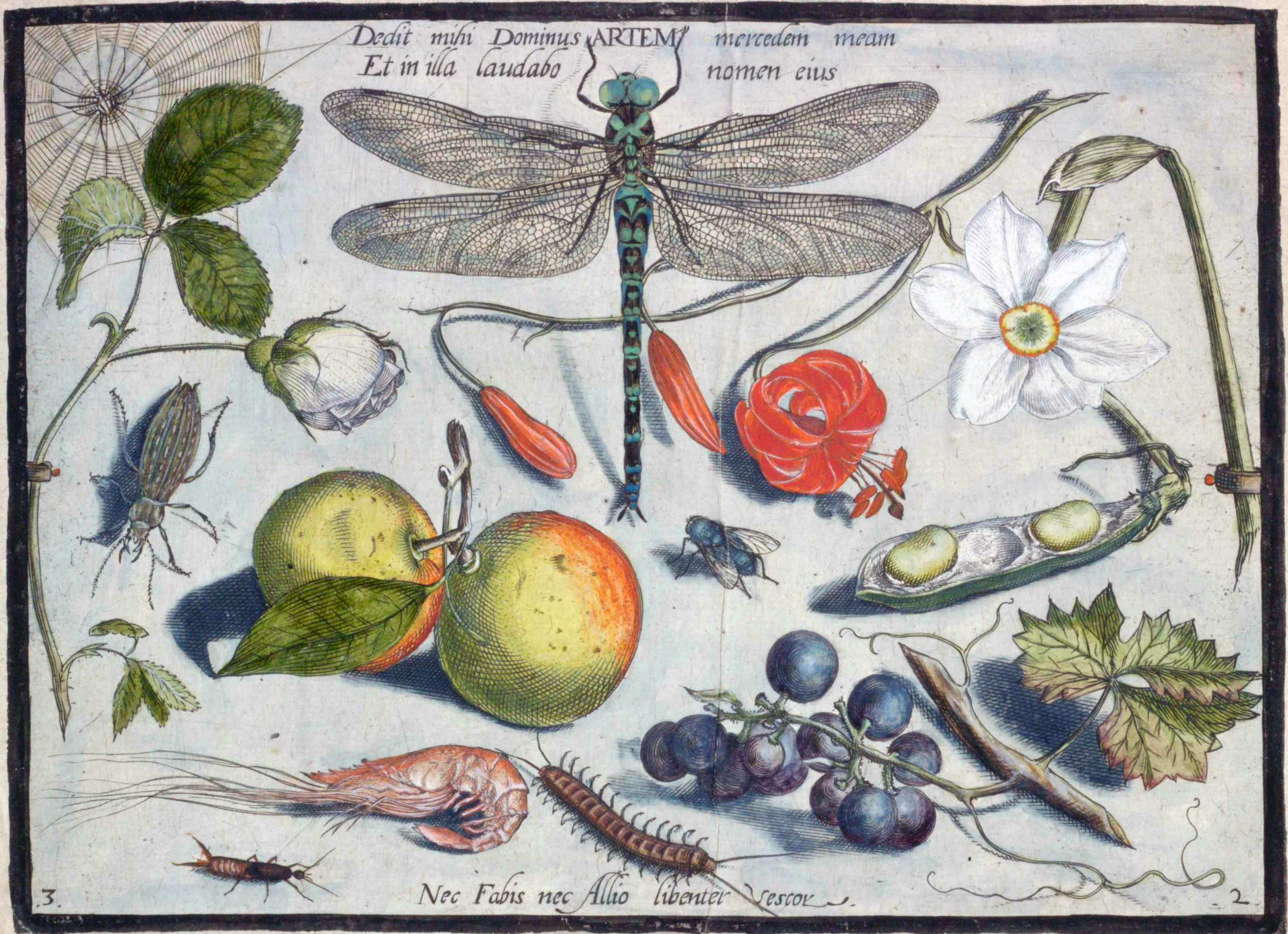
Tafel 3
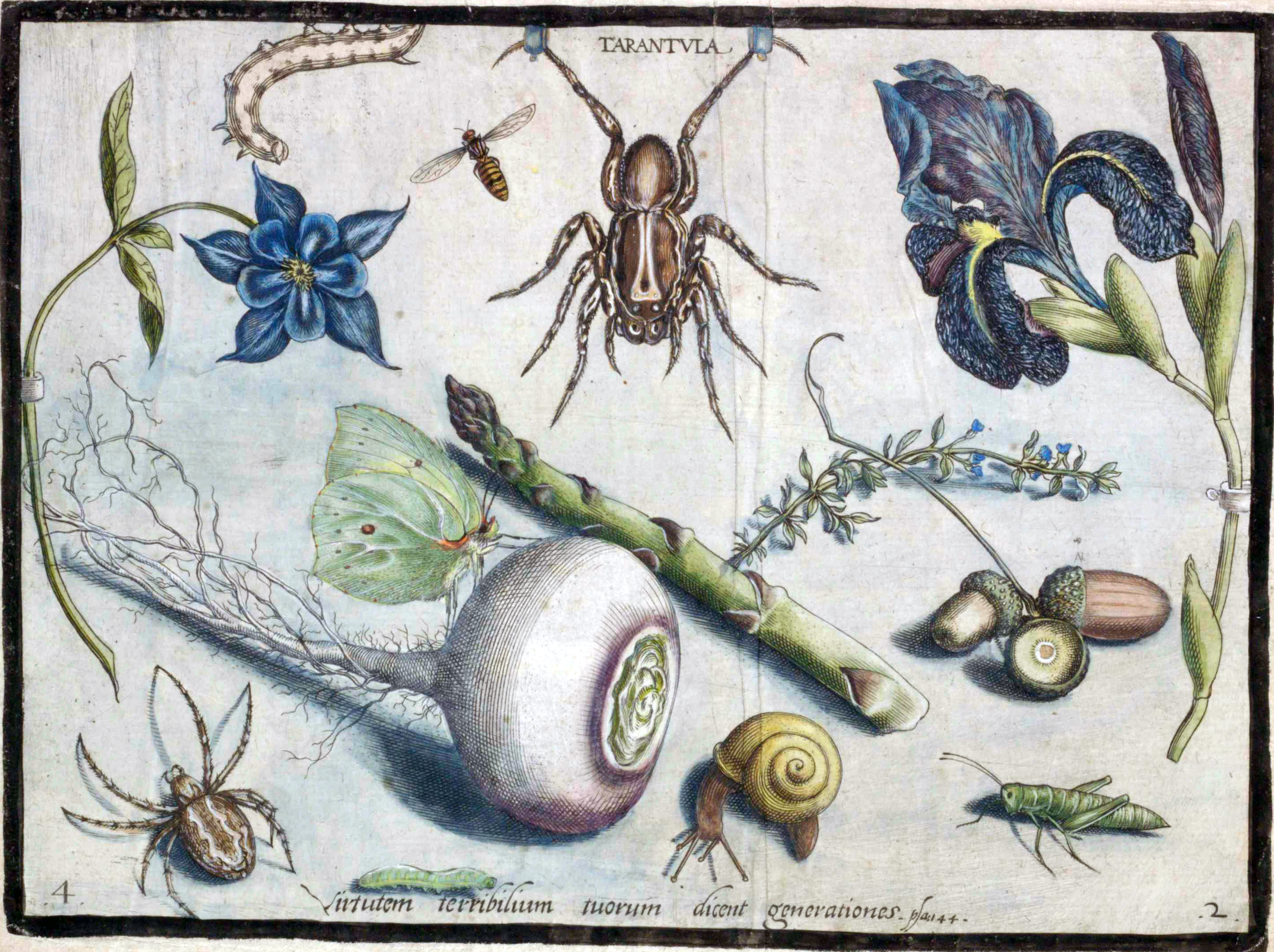
Tafel 4
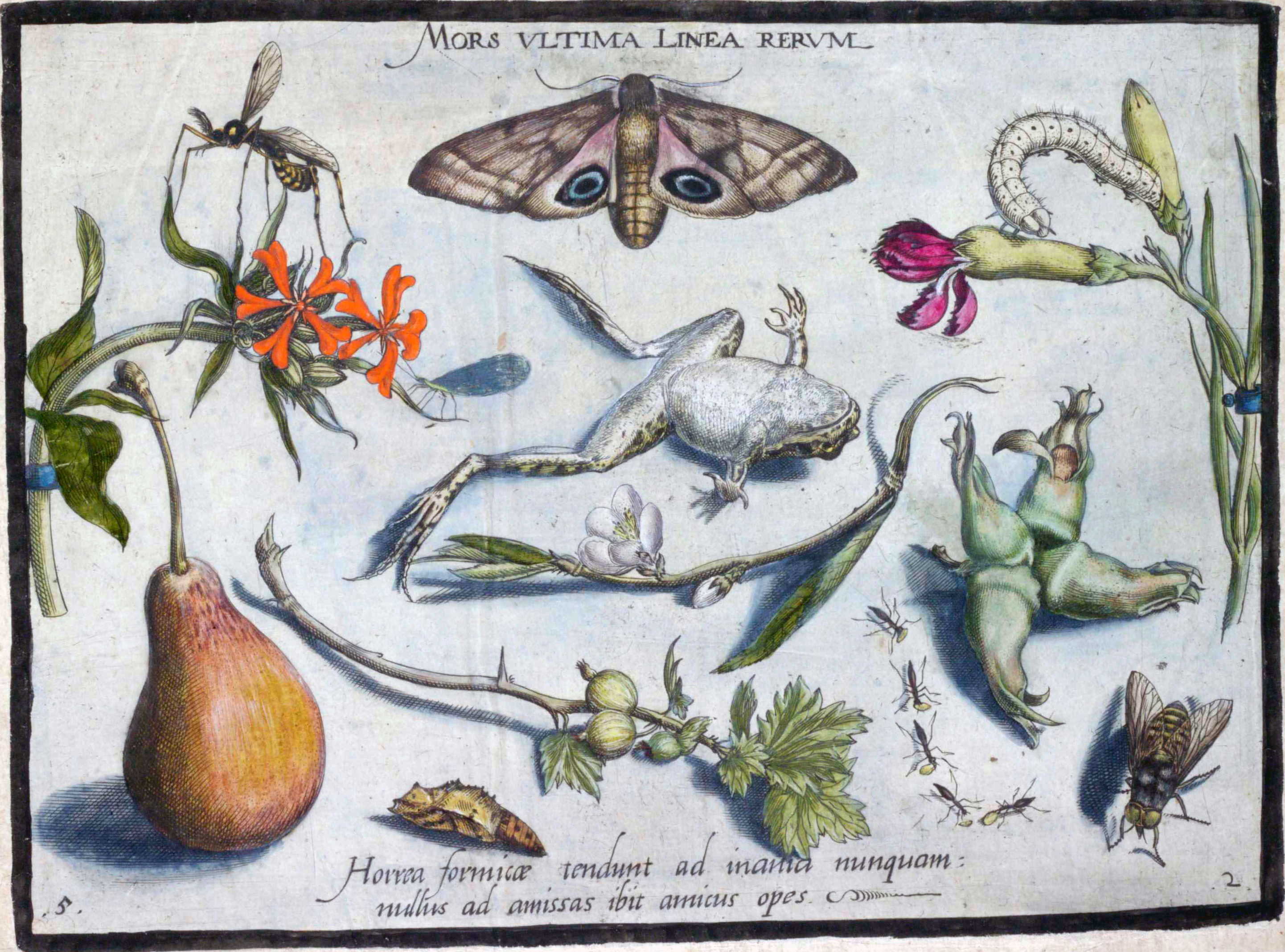
Tafel 5
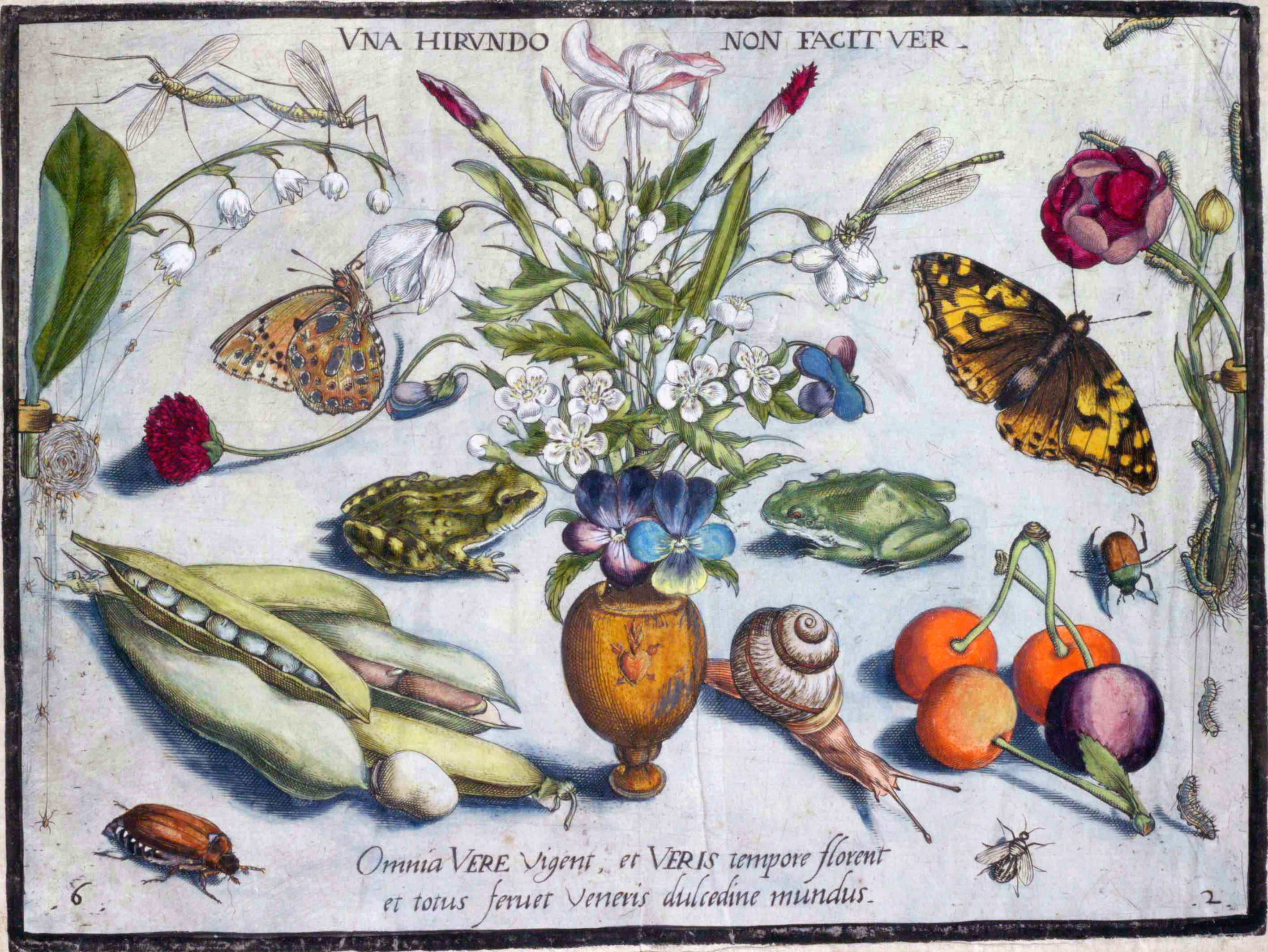
Tafel 6
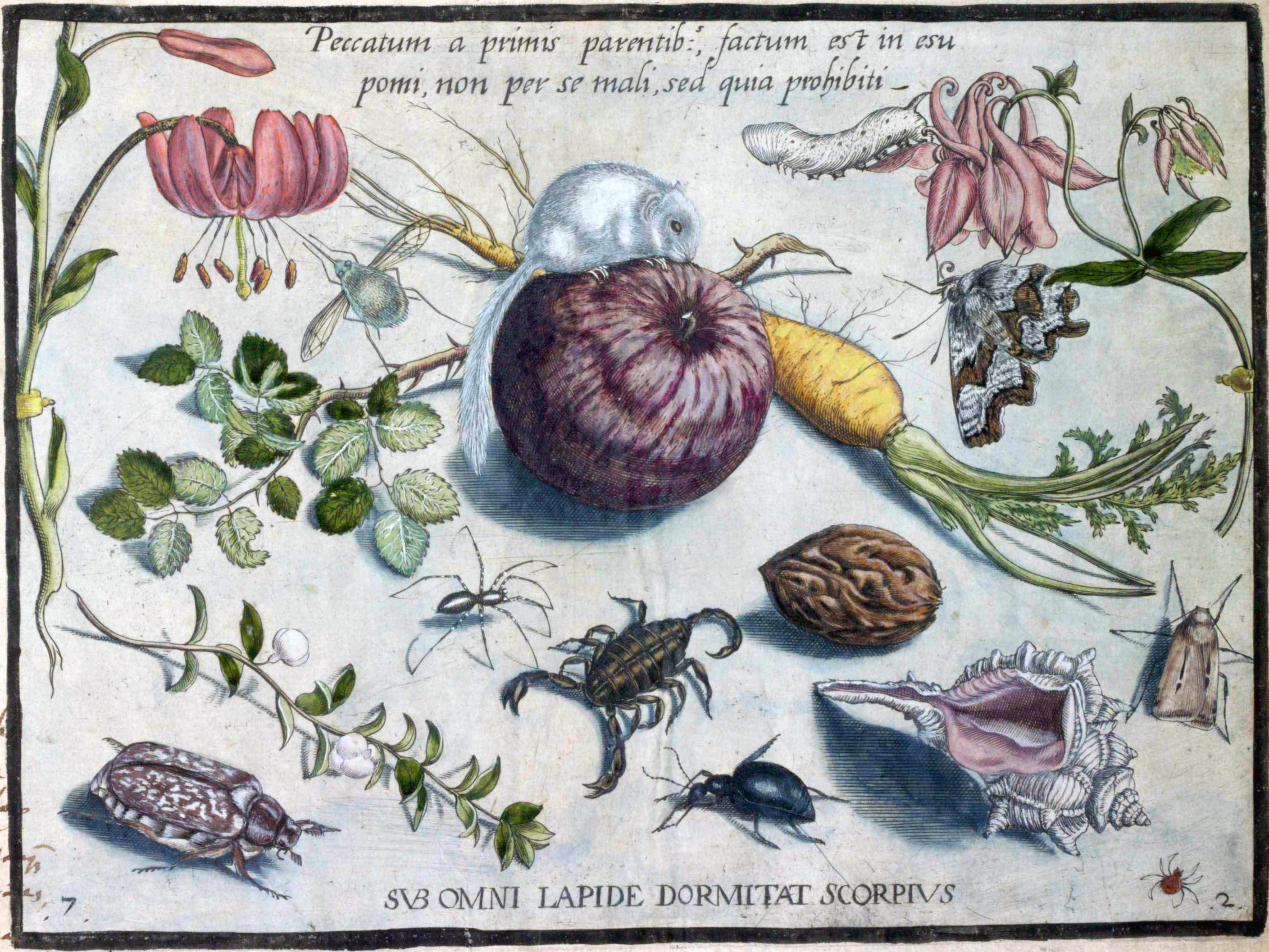
Tafel 7
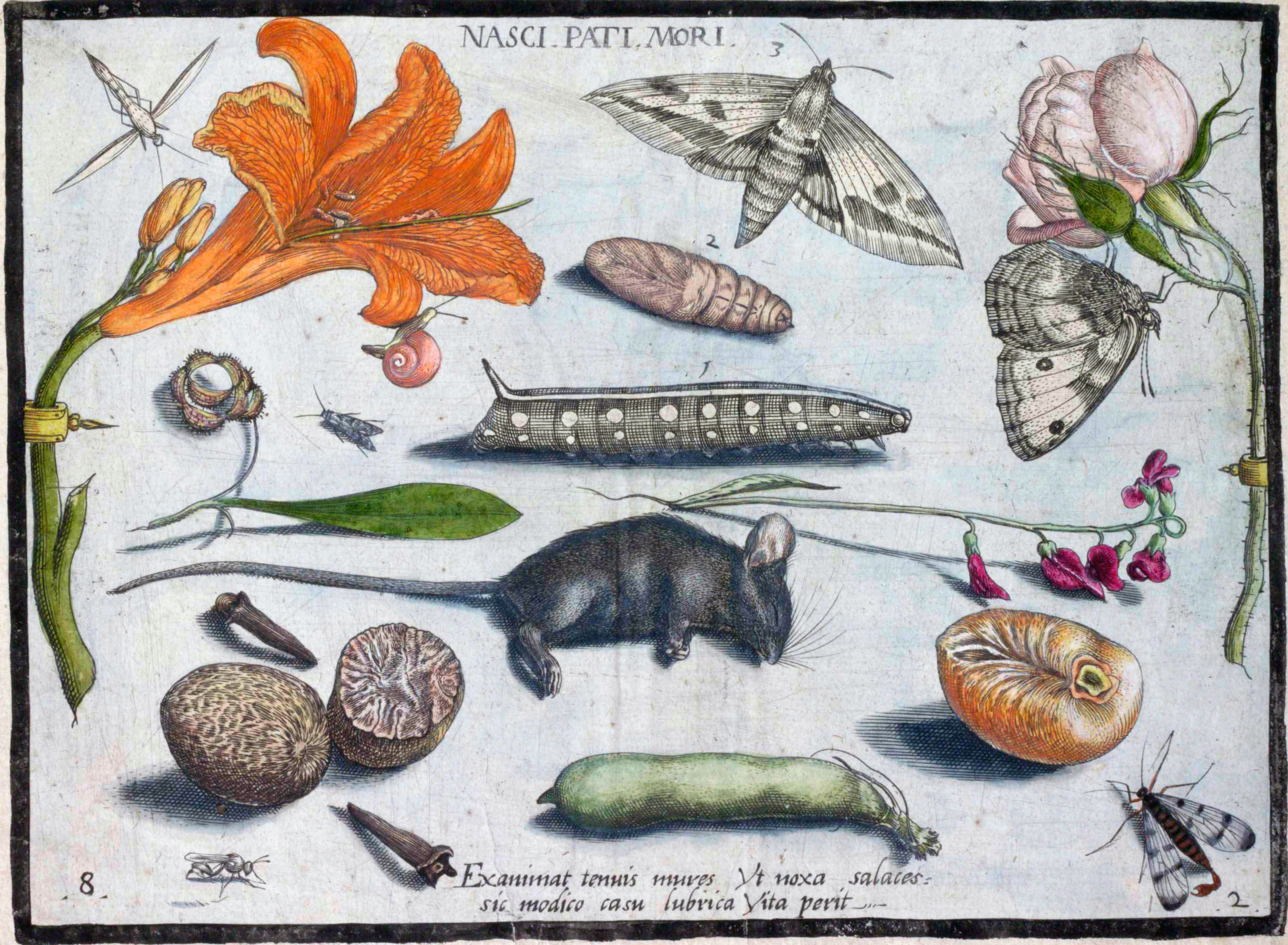
Tafel 8
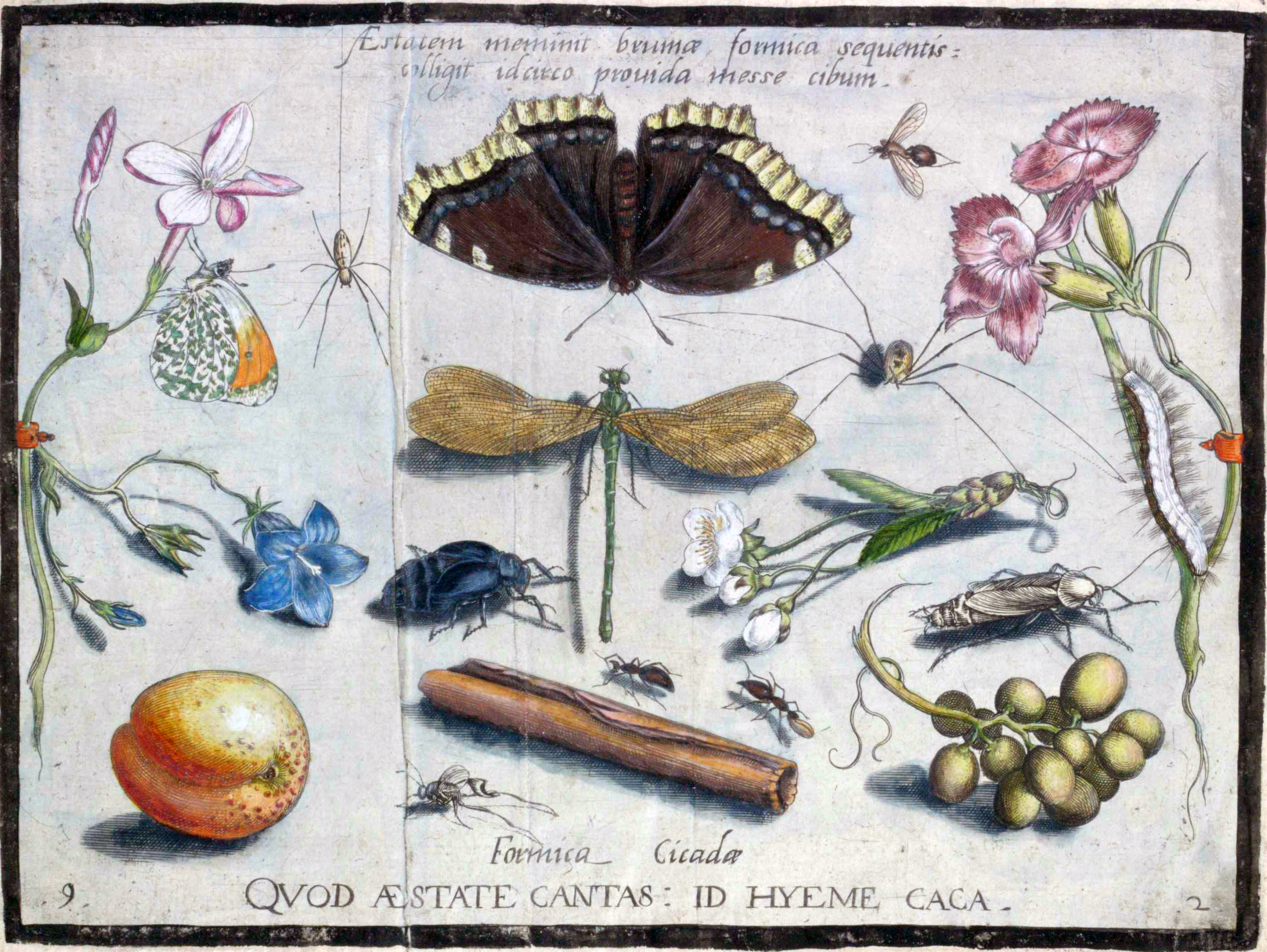
Tafel 9
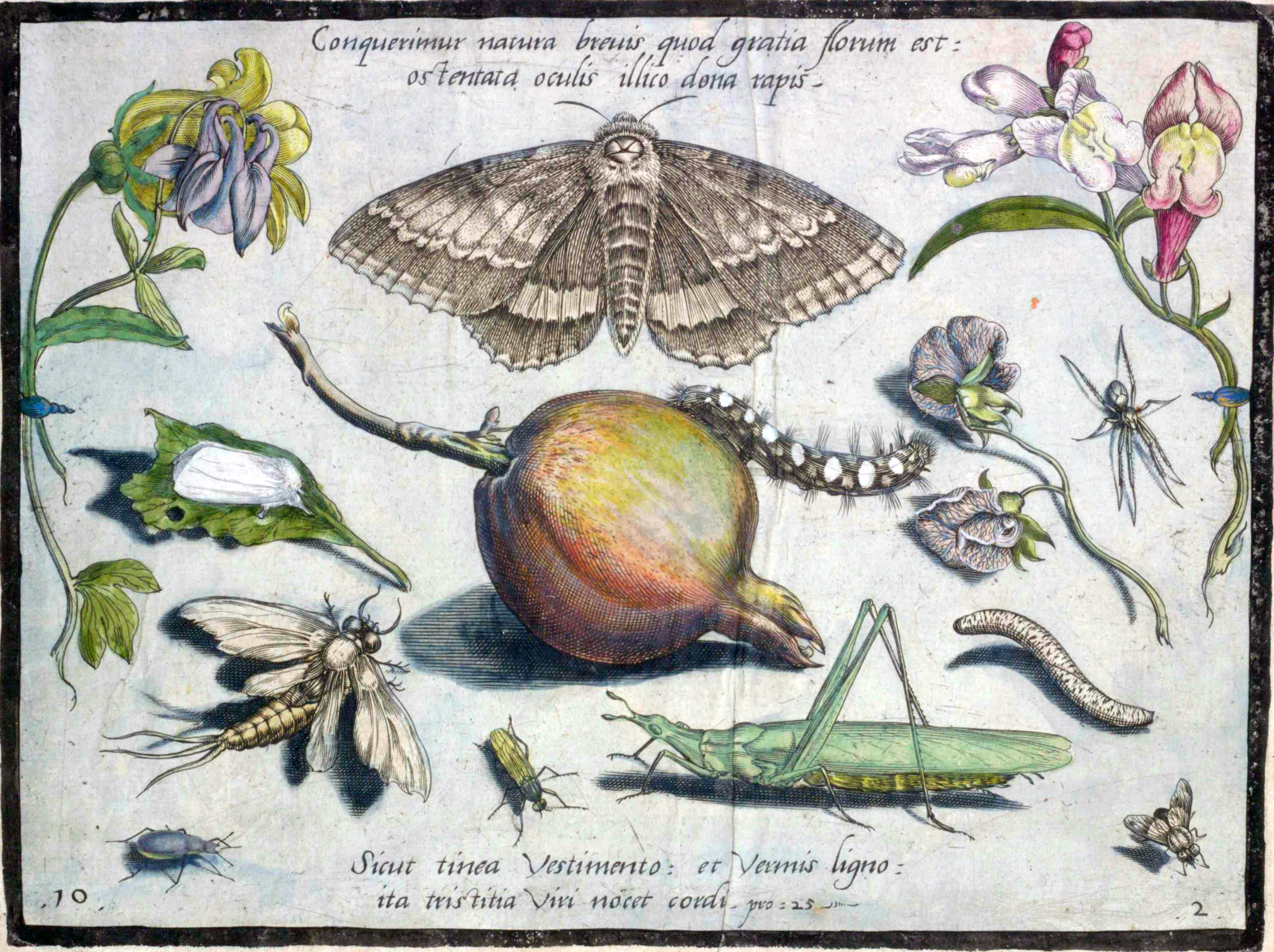
Tafel 10
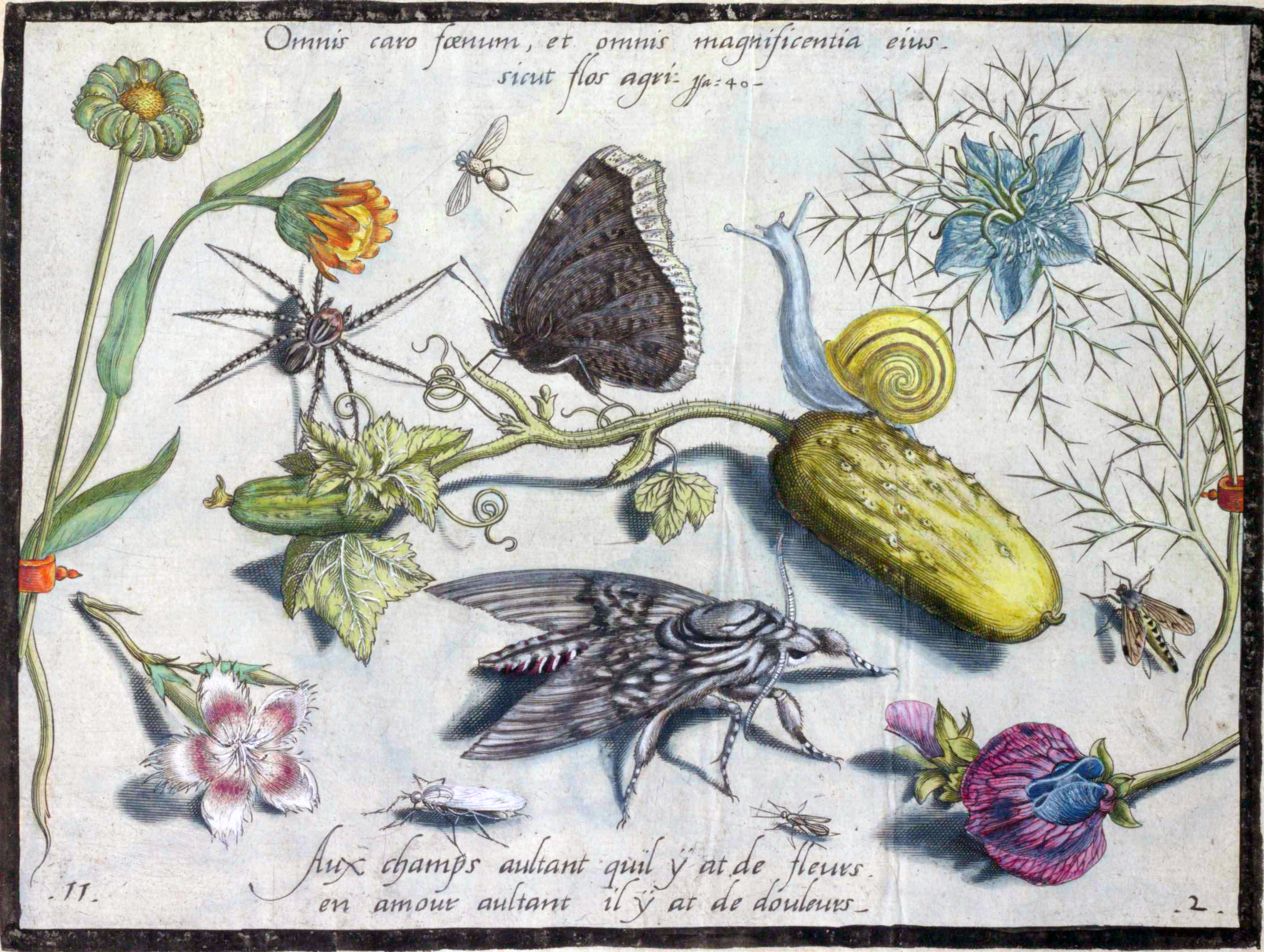
Tafel 11
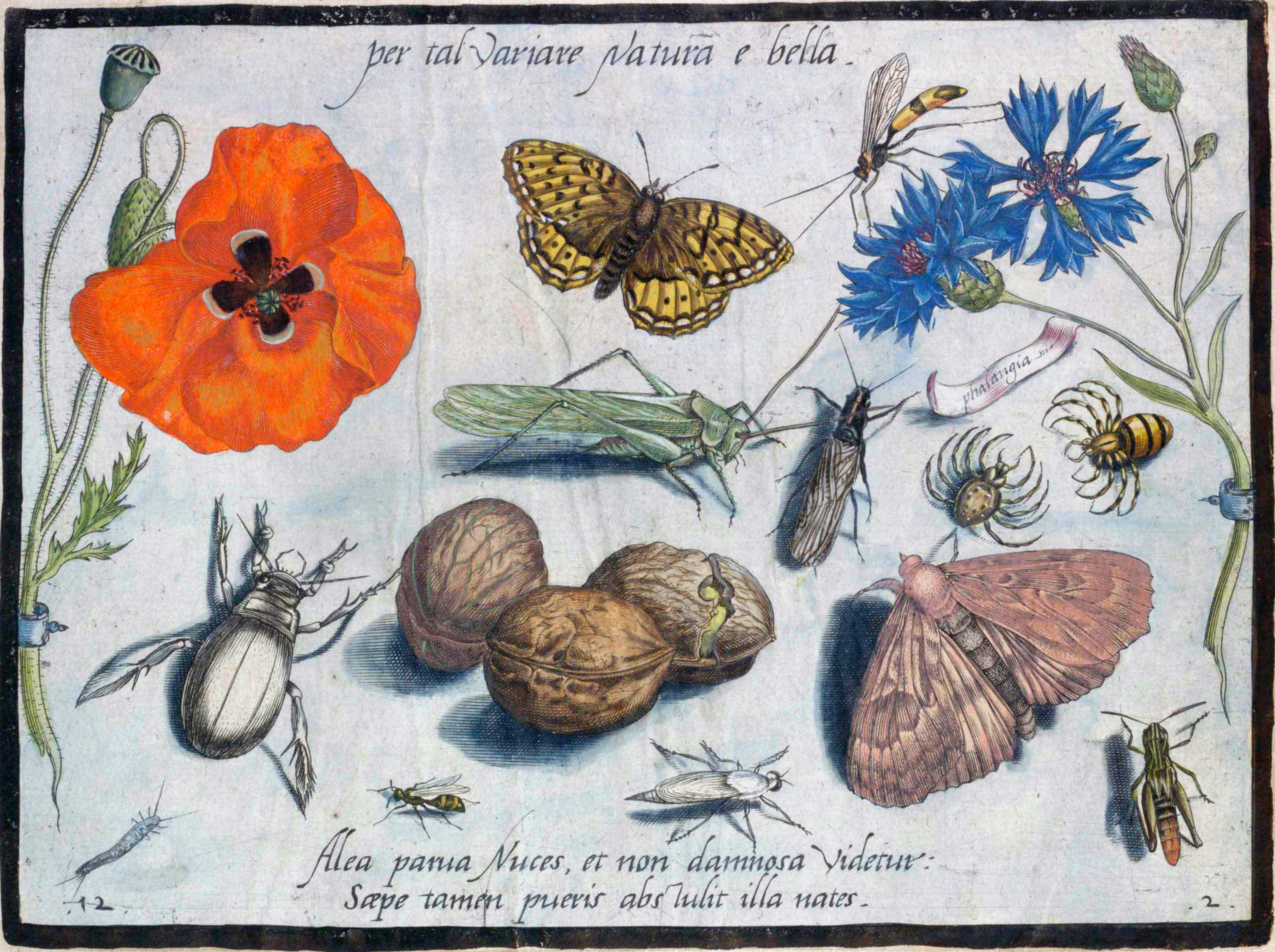
Tafel 12

- Pars Tertia
- Frontispiz

- Tafel 1
- Tafel 2
- Tafel 3
- Tafel 4
- Tafel 5
- Tafel 6
- Tafel 7
- Tafel 8
- Tafel 9
- Tafel 10
- Tafel 11
- Tafel 12

- Pars Quarta
- Frontispiz

- Tafel 1
- Tafel 2
- Tafel 3
- Tafel 4
- Tafel 5
- Tafel 6
- Tafel 7
- Tafel 8
- Tafel 9
- Tafel 10
- Tafel 11
- Tafel 12

## Titel und emblematisches Zitat
| Tafel  | Titel | Emblematisches Zitat |
| ------ | --- | --- |
| Teil 1 | | |
| 1      | Dicite Deo quam terribilia sunt opera tua Domine in multitudine / Virtutis tuae mentientur tibi innimici tui psa: 65.                                     | Danti mihi Artem dabo gloriam. |
| 2      | FESTINA LENTE. | Deus docuisti me a iuuentute mea et Vsque nunc pronunciabo mirabilia tua. psa 30. |
| 3      | VIRUM IMPROBUM VEL MURED MORDEANT | Collige Virgo Rosas, dum Yer nouu, et noua pubes: / et mamor esto aeuum sic properare tuum.                                                                                                  |
| 4      | Qui sedet super gyrum terrae, et habitatores / eius sunt sicut locus tae. Isa 40.                                                                         | sola perpetuo manent / subiecta nulli mentis atq animi bona / florem decoris singuli carpunt dies.                                                                                           |
| 5      | Narrabo ora mirabilia tua Domine. psa: 9. | Qnod inuocatus lubenter caenito! Musca sum. |
| 6      | Me nque mas gignit neque faemina concipit: autor / Ipse mei solus seminiumque mihi                                                                        | Habet et MVSCA splenem et FORMICAE sua bilis ines t. |
| 7      | Amicitiis non Vtendum Vt flos culis, tamdiu gratis, / quamdiu recentibus.                                                                                 | Tam de inuidis laboro quam de Rahis palus tribus. |
| 8      | FLOS CINIS. | Lilia agros, virtusque viros, coelum astra coronant: / Ut leo vir fortis dulce et amare bibit.                                                                                               |
| 9      | Ipsa dies aperit: conficit ipsa dies. | - |
| 10     | MVS NON VNI / FIDIT / ANTRO. | Credula res amor est, et in ipsa pericula praeceps, Vt gaudet flamma se perimente CVLEX. |
| 11     | Versicolor coluber, ramas miserasq Lacertas / Deuorat, In siluis foera fortior, ore minorem / Dilacerat                                                   | NOLI IRRITARE CRABRONES. |
| 12     | Regem locustae non habent, et egreditue Vniuersa per / turmas suas. psa: 28.                                                                              | Quod in fructibus humos, hoc in hominibus est amor. |
| Teil 2 | | |
| 1      | SCARABEI VMBRA. | Rosam quae praeterierit / ne quaeras iterum. |
| 2      | AETERNVM FLORIDA VIRTVS | Mirabae celerem fugitina aetate rapinam / et dum nascuntur, consenuisse Rosas. |
| 3      | Dedit mihi Dominus ARTEM mercedem meam / Et in illa laudabo nomen eius                                                                                    | Nec Fabis nec Allio libenter Vescor. |
| 4      | TARANTVLA | Sirtutem terribilium tuorum dicent generationes. psa: 144. |
| 5      | MORS VLTIMA LINEA RERUM | Horrea formicae tendunt ad inania numquam: / nullus ad amissas ibit amicus opes. |
| 6      | VNA HIRVNDO NON FACITVR. | Omnia VERE Vigent, et VERIS tempore florent / et totus feruet Veneris dulcedine mundus. |
| 7      | Peccatum a primis parentib:s, factum est in esu / pomi, non per se mali, sed quia prohibiti                                                               | SVB OMNI LAPIDE DORMITAT SCOPRIVS. |
| 8      | NASCI. PATI. MORI. | Exanimat tennuis mures Vt naxa salaces: / sic modico casu lubrica Vita perit. |
| 9      | Aestatem meminit brumae formica sequentis: / colligit idcirco provida messe cibum                                                                         | Formica Cicadae; QVOD AESTATE CANTAS: ID HYEME CACA. |
| 10     | Conquerimur natura brevis, quod gratia florum est: / ostentata oculis illico dona rapis.                                                                  | Sicut tinea Vestimento: et Vermis ligno: / ita Viri nocet cordi. pro: 25. |
| 11     | Omnis caro foenum, et omnis magnificentia eius, / sicut flos agr. Isa: 40.                                                                                | Aux champs aultant quil ij at de fleurs / en amour aultant il ij at de douleurs. |
| 12     | per tal Variare Natura e bella. | Alea parua Nuces, et non damnosa Videtur: / Saepe tamen pueris abs lulit illa nates. |
| Teil 3 | | |
| 1      | Meditabor in omnibus operibus tuis / et in adinuentionibus tuis / exercebor. psa: 76.                                                                     | NON OMNIBVS DATVM HABERE NASVM |
| 2      | Delectasti me Deus in factura tua: et in operibus / manuum tuarum exultabo. psa: 92.                                                                      | SVO IPSIVS INDICIO / PERIIT / SOREX |
| 3      | Magnus veris honos, et odorea gratia Florae. | Quis, nisi vidisset pisces habitare sub unda, / sub limo Ranas, Salamandras vivere in igne, / Aëra Chameleonta, et pasci rore Cicadas, / Crederet.                                           |
| 4      | AENIGMA | Est mihi dura caro, rugosa veste voluta / Includor corij tegmine phoenicei. / Exterius natura hirto muniuit echino, Mensam orno, panis dum vice solvo famem                                  |
| 5      | praesentemque Deum quaelibet herba refert | Serpente Ciconia pullos / Nutrit, et inuenta per deuia rura Lacerta / Illi eadem sumptis, quaerunt animalia pennis.                                                                          |
| 6      | An gravius quicquam est, aut vilius, attamen ignis. / Hinc saliunt scatebrae fonticulique leues. / SIC INCLYTA VIRTVS.; QVATVOR IN RERVM NATVRA ELEMENTA. | concha. / Anatifera. vul: Branta. / et Bernicla. |
| 7      | Rubra mihi cutis est, latet inuts niveus humor, / os pro corde gero, semen et illud habet, / AENIGMA.                                                     | Rumpimus altricem tenero de vertice terram / Tubera: boletis proxima poma sumus. |
| 8      | Ampliat aetatis spatium tutissima virtus / omne solum bono Patria est vt piscibus aequor.                                                                 | Infanti Melimela dato fatuasque mariscas: / Nam mihi, quae nouit pungere, Chia placet. |
| 9      | Ne humanis rationibus divina opera curiosius excutiamus / sed ex operibus manuducti / admiremur artificem.                                                | Ceruellum nobis frangunt gridando Cicada V / exat maslinos Musca tauana canes. |
| 10     | QVAELIBET ORTA CADVNT, ET FINEM CEPTA VIDEBVNT. | MACARONEA. / Non dux, non comes, non Rex, non denique Papa / Mangiaret ni stet, Musca galanta comes.                                                                                         |
| 11     | Sequitur ver hiemem: Durate, atque expectate Cicadas. | Haec mihi carta nuces, haec est mihi carta fritillus: / Alea nil damni, sed dabit ista Lucrum.                                                                                               |
| 12     | Nil mihi cum tenebris, si nox, si nubila, claudor / Soli me pando, Sol mihi solus amor.                                                                   | Haec bona sunt, tua sunt, quia tu bonus illa creasti. / Nil nostrum est in eis, nisi quod peccamus amantes / ordine neglecto pro te, quod conditur abs te.                                   |
| Teil 4 | | |
| 1      | Hoc variare, decus mundi est: haec gloria summi / Artificis.                                                                                              | Omne, quod æternus per verbum condidit autor, / Autoris nomen celebret, laudesque resultet.                                                                                                  |
| 2      | Quid dignum tanto feret hic promissor hiatu? / Parturiunt Montes, nascetur ridiculus Mus.                                                                 | Macaronea. / Parturiunt Mures, nascetur terribilis Mons. / Vidimus et culices magnos aequasse Gigantes.                                                                                      |
| 3      | NIHILI COAXATIO / In ac lione consistit Virtus | Aenigma / Vox mihi rauca aures radit, sum garrula lingua / Vlva sub sterili mollia regna colo, / Vitaque vere novo rediviva recurrit in artus, / Candidae aui, gracili cruribus, esca petor. |
| 4      | OCCIPEDEM NE EXCITES | Scorpius irata tactus dat vulnera cauda. |
| 5      | AENIGMA. | Exossis, pedibus cassus, non horreo spinis, / Proque oculis implens cornua bina vicem, / Exanguis, quaqua incedo tractu illino muccum, / Lethifer est mihi sal hostis, et exitium.           |
| 6      | NVNQVAM EFFICIES VT RECTE INCEDANT / CANCRI... | Zodiaci gemino munitum forcipe signum, / Pugnantem Alcidon mordicus arripur, / Et testudineo, gressu, feror octipes, aequor, / Innato, sum foedum luctiferumque malum...                     |
| 7      | Floribus en reuenit florens reuirentibus aetas: / Ergo non homini quod fuit ante redit.                                                                   | Casus vbique valet, semper tibi pendeat hamus: / Quo minime eredis gurgite, Piscis erit. |
| 8      | Grata loui est quercus qui nos seruatque fouetque: / Seruanti ciuem querna Corona datur.                                                                  | Quae natat in Siculo grandis Murena profundo / Non valet exustam mergere sole cutem. |
| 9      | Qui cupit vt niteat varys cultissimus hortus / Flosculis, et patitur animum squallere, nec vllis / Artibus expoliat, huic est praepostera cura.           | Forma brevis flos est primo spectabilis ortu / Mox languens fugiente die. |
| 10     | sapientia fructum / Probucit vita, fert ipsa scientia florem / Prodest illa, sed haec ornat.                                                              | Anguibus exuitur tenui cum pelle vetustas, / Cur nos angusta conditione sumus? |
| 11     | Fert Aestas flores, terramque virentibus herbis / vestit, dans auibus cantum, syluisque decorem.                                                          | Qui é Nuce nucleum esse vult, frangat oportet. |
| 12     | Dum iuuenilis adest vigor est graue, moxque senecta / Succedente volat leuiter, sine praepete penna.                                                      | O Domine atque Deus, nostrorum sancte parentum, / Collaudent nomen cuncta creata tuum. / Caelum, terra, fretum, fontes et flumina: et in se / Haec ingens mundi machina quidquid habet.      |

## Identifikation der abgebildeten „Insekten“
In seiner Fauna Suecica verweist Carl von Linné in der Einleitung unter Auctores (Autoren) im Abschnitt Insecta (Insekten) auf
„HOEFNAGEL Johannes Pictor.

 Icones Insectorum volatilium

  .... 1630 quart. obl. t.16.

  Francf. 1692 quart. obl. vol. 4. singulo t.12.“
Gemeint sind dabei das bereits 1592(!) erschienene Werk Diversae insectarum volatilium sowie Archetypa studiaque von  Jacob(!) Hoefnagel. In den Beschreibungen der Fauna Suecica verwendet Linné die Abkürzungen „pict.“ bzw. „ins.“, um auf Hoefnagels Werke zu verweisen.
Der zehnten Auflage Systema Naturae fehlt ein solches Autorenverzeichnis und Linné verweist nur noch selten direkt in dieser Form auf Hoefnagels Werke. Hingegen zitiert er ausgiebig seine eigenen Einträge in der Fauna Suecica. Dadurch ist es indirekt möglich, die in Hoefnagels Werken abgebildeten „Insekten“ auf die von Linné eingeführten Namen abzubilden.
| Fauna Suecica (1746)                                                                                | Systema Naturae (1758)                    | Name lt. Systema Naturae (1758) | Name heute                                            | Foto |
| --------------------------------------------------------------------------------------------------- | ----------------------------------------- | ------------------------------- | ----------------------------------------------------- | ---- |
| Käfer (Coleoptera)                                                                                  |                                           |                                 |                                                       |      |
| -                                                                                                   | S. 345: „Hoffn. pict. I. t. I. in medio.“ | Scarabaeus actaeon              | Megasoma actaeon                                      |      |
| Nr. 337, S. 128: „Hoffn. ins. t. 6. & 2. t. I.“                                                     | S. 353: „Hoffn. ins. t. 6.“               | Scarabaeus cervus               | Hirschkäfer (Lucanus cervus)                          |      |
| Nr. 340, S. 129: „Hoffn. ins. t. 13. f. antepenult. edit. alt. 3. t.I.“                             | S. 346: „Hoffn. pict. t. 13. f. antepen.“ | Scarabaeus nasicornis           | Nashornkäfer (Oryctes nasicornis)                     |      |
| Nr. 343, S. 130: „Hoffn. ins. 2. t. 7.“                                                             | S. 352: „Hoffn. pict. t. 7.“              | Scarabaeus fullo                | Walker (Polyphylla fullo)                             |      |
| Nr. 344, S. 130: „Hoffn. ins. 3. t. 6. f. prior.“                                                   | S. 352: „Hoffn. pict. t. 6. f. prior.“    | Scarabaeus auratus              | Goldglänzender Rosenkäfer (Cetonia aurata)            |      |
| Nr. 345, S. 130–131: „Hoffn. ins. t. I. f. 11.“                                                     | S. 351: „Hoffn. ins. t. I. f. 11.“        | Scarabaeus melolontha           | Feldmaikäfer (Melolontha melolontha)                  |      |
| Nr. 477, S. 160–161: „Hoffn. ins. t. 16. f. 13.“                                                    | S. 387: „-“                               | Attelabus formicarius           | Ameisenbuntkäfer (Thanasimus formicarius)             |      |
| Nr. 511, S. 170: „Hoffn. ins. 2. t. 3.“                                                             | S. 413: „Hoffn. ins. 2. t. 3.“.           | Carabus granulatus γ            | Körniger Laufkäfer (Carabus granulatus)               |      |
| Nr. 566, S. 182: „Hoffn. ins. 2. t. 12.“                                                            | S. 412: „Hoffn. ins. 2. t. l2.“           | Dytiscus cinereus               | Graphoderus cinereus (Fam. Schwimmkäfer)              |      |
| Nr. 596, S. 190: „Hoffn. ins. 2. t. 9.“                                                             | S. 419: „-“                               | Meloe proscarabeus              | Schwarzblauer Ölkäfer (Meloe proscarabaeus)           |      |
| Nr. 619, S. 196: „Hoffn. t. 4 f. ult. ae. Edit alt. 3, t. 6.“                                       | S. 428: „-“                               | Gryllus gryllotalpa             | Europäische Maulwurfsgrille (Gryllotalpa gryllotalpa) |      |
| Nr. 620, S. 196–197: „Hoffn. ins. p.11. f. 4.“                                                      | S. 428: „-“                               | Gryllus domesticus              | Heimchen (Acheta domesticus)                          |      |
| Nr. 621, S. 197: „Hoffn. ins. t. 5. f. 16. 17.“                                                     | S. 631: „-“                               | Gryllus verrucivorus            | Warzenbeißer (Decticus verrucivorus)                  |      |
| Nr. 688, S. 212–213: „Hoffn. ins. t. 12. f. 19.“                                                    | S. 439: „-“                               | Notonecta glauca                | Gemeiner Rückenschwimmer (Notonecta glauca)           |      |
| Schnabelkerfe (Hemiptera)                                                                           |                                           |                                 |                                                       |      |
| Nr. 691, S. 213: „Hoffn. ins. t. 11 f. 2. edit alt. 3, t. 4.“                                       | S. 440: „-“                               | Nepa cinerea                    | Wasserskorpion (Nepa cinerea)                         |      |
| Nr. 729, S. 221: „Hoffn. ins. t. 2 f. 14.“                                                          | S. 551: „-“                               | Panorpa communis                | Gemeine Skorpionsfliege (Panorpa communis)            |      |
| Netzflügler (Neuroptera)                                                                            |                                           |                                 |                                                       |      |
| Nr. 737, S. 223: „Hoffn. ins. 2 t.12 juxta phalangia. edit. alt. t. 2 f. 13.“                       | S. 550–551: „Hoffn. pict. t. 12.“         | Hemerobius lutarius             | Gemeine Schlammfliege (Sialis lutaria)                |      |
| Nr. 759, S. 228: „Hoffn. ins. t. 11 f. ult.“                                                        | S. 545–546: „-“                           | Libellula virgo δ               | Blauflügel-Prachtlibelle (Calopteryx virgo)           |      |
| Schmetterlinge (Lepidoptera)                                                                        |                                           |                                 |                                                       |      |
| Nr. 772, S. 232: „Hoffn. ins. t. 3. f. 2. et t. 6. f. 3.“                                           | S. 476–477: „-“                           | Papilio antiopa                 | Trauermantel (Nymphalis antiopa)                      |      |
| Nr. 774, S. 233: „Hoffn. ins. I. t. 4.“                                                             | S. 477: „Hoffn. pict. 2. f. 16.“          | Papilio urticae                 | Kleiner Fuchs (Aglais urticae)                        |      |
| Nr. 775, S. 234: „Hoffn. ins. 2. t. 7.“                                                             | S. 477: „-“                               | Papilio c-album                 | C-Falter (Polygonia c-album)                          |      |
| Nr. 776, S. 234–235: „Hoffn. ins. t. 12. f. 9.“                                                     | S. 472: „Hoffn. pict. t. 12. f. 9.“       | Papilio io                      | Tagpfauenauge (Aglais io)                             |      |
| Nr. 777, S. 235: „Hoffn. ins. I. t. 2. &. edit. alt. t. 2. f. 15.“                                  | S. 478: „-“                               | Papilio atalanta                | Admiral (Vanessa atalanta)                            |      |
| Nr. 778, S. 235–236: „Hoffn. ins. t. 7. f. 3. edit. alt. 4. t. 5.“                                  | S. 475–476: „-“                           | Papilio cardui                  | Distelfalter (Vanessa cardui)                         |      |
| Nr. 781, S. 236–237: „Hoffn. t. 12. f. 11.“                                                         | S. 481: „Hoffn. pict. t. 11. f. 11.“      | Papilio lathonia                | Kleiner Perlmuttfalter (Issoria lathonia)             |      |
| Nr. 784, S. 238: „Hoffn. ins. 2. t. 8.“                                                             | S. 474: „-“                               | Papilio semele                  | Ockerbindiger Samtfalter (Hipparchia semele)          |      |
| Nr. 786, S. 239: „Hoffn. ins. t. I. f. I. edit. alt. 4. f. 10.“                                     | S. 475: „-“                               | Papilio jurtina                 | Großes Ochsenauge (Maniola jurtina)                   |      |
| Nr. 791, S. 240: „Hoffn. ins. I. t. 12. edit. alt. t. 9 f. 10.“                                     | S. 462–463: „-“                           | Papilio machaon                 | Schwalbenschwanz (Papilio machaon)                    |      |
| Nr. 792, S. 241: „Hoffn. ins. t. 12. f. 1.“                                                         | S. 482: „-“                               | Papilio betulae                 | Nierenfleck-Zipfelfalter (Thecla betulae)             |      |
| Nr. 794, S. 241–242: „Hoffn. ins. 4. t. 2 f. ult.“                                                  | S. 485 „-“                                | Papilio malvae                  | Kleiner Würfel-Dickkopffalter (Pyrgus malvae)         |      |
| Nr. 795, S. 242: „Hoffn. ins. I. t. I. aut. 12. f .8. t. 2.“                                        | S. 470: „-“                               | Papilio rhamni                  | Zitronenfalter (Gonepteryx rhamni)                    |      |
| Nr. 796, S. 242: „Hoffn. ins. t. 10. f. 14.“                                                        | S. 467: „-“                               | Papilio crataegi                | Baum-Weißling (Aporia crataegi)                       |      |
| Nr. 801, S. 245: „Hoffn. ins. 2. t. 9. f. 1.“                                                       | S. 468–469: „-“                           | Papilio cardamines              | Aurorafalter (Anthocharis cardamines)                 |      |
| Nr. 803, S. 246–247: „Hoffn. ins. I. t. 4.“                                                         | S. 483 „-“                                | Papilio argus                   | Geißklee-Bläuling (Plebejus argus)                    |      |
| Nr. 820, S. 252–253: „Hoffn. ins. t. 14. f. 11. edit. alt. 3. 4. 9.“                                | S. 500–501                                | Phalaena caja                   | Brauner Bär (Arctia caja)                             |      |
| Nr. 847, S. 263: „Hoffn. ins. 4. t. 11. f. 3.“                                                      | S. 510: „Hoffn. pict. 4. t. 11. f. 3.“    | Phalaena glyphica               | Braune Tageule (Euclidia glyphica)                    |      |
| Nr. 870, S. 268–269: „Hoffn. ins. t. 15. f. 18.“                                                    | S. 512: „“                                | Phalaena pronuba                | Hausmutter (Noctua pronuba)                           |      |
| Zweiflügler (Diptera)                                                                               |                                           |                                 |                                                       |      |
| Nr. 1031, S. 308: „Hoffn. ins t. 16. f. 10.“                                                        | S. 605: „-“                               | Asilus cabroniformis            | Hornissen-Raubfliege (Asilus crabroniformis)          |      |
| Nr. 1083, S. 320: „Hoffn. ins. 3. t. 7.“                                                            | S. 589: „-“                               | Musca chamaeleon                | Chamäleonfliege (Stratiomys chamaeleon)               |      |
| Nr. 1119, S. 329: „Hoffn. ins. t. 8. f. 5.“                                                         | S. 606: „-“                               | Bombylius major                 | Großer Wollschweber (Bombylius major)                 |      |
| „Vermes Testacea“ („Würmer“)                                                                        |                                           |                                 |                                                       |      |
| Nr. 1350, S. 385–386: „Hoffn. ins. 3, t. 6.“                                                        | S. 668–669: „Hoffn. ins. 3, t. 6.“        | Lepas anatisera                 | Lepas anatifera („Gewöhnliche/Gemeine Entenmuschel“)  |      |
| „Aptera“                                                                                            |                                           |                                 |                                                       |      |
| Nr. 1186, S. 345: „Hoffn. ins. 2, t. 9.“                                                            | S. 618–619: „“                            | Phalangium opilio               | Phalangium opilio (Ordnung Weberknechte)              |      |
| Nr. 1214, S. 350–351: „Hoffn. ins. t. 4. f. 15 & t. 8. f. 16. 17. & edit. alt. 4. t. 3. f. penult.“ | S. 619: „-“                               | Aranea diadema                  | Gartenkreuzspinne (Araneus diadematus)                |      |

1. ↑  Carl von Linné: Fauna Suecica. 1. Auflage, Wishoff, Leiden 1746 (online).
2. ↑  Carl von Linné: Fauna Suecica. 1. Auflage, Wishoff, Leiden 1746, S. 128(online).
3. ↑  Carl von Linné: Fauna Suecica. 1. Auflage, Wishoff, Leiden 1746, S. 129 (online).
4. ↑  Carl von Linné: Fauna Suecica. 1. Auflage, Wishoff, Leiden 1746, S. 130 (online).
5. ↑  Carl von Linné: Fauna Suecica. 1. Auflage, Wishoff, Leiden 1746, S. 130 (online).
6. ↑  Carl von Linné: Fauna Suecica. 1. Auflage, Wishoff, Leiden 1746, S. 130–131 (online).
7. ↑  Carl von Linné: Fauna Suecica. 1. Auflage, Wishoff, Leiden 1746, S. 160–161 (online).
8. ↑  Carl von Linné: Fauna Suecica. 1. Auflage, Wishoff, Leiden 1746, S. 387 (online).
9. ↑  Carl von Linné: Fauna Suecica. 1. Auflage, Wishoff, Leiden 1746, S. 170 (online).
10. ↑  Carl von Linné: Fauna Suecica. 1. Auflage, Wishoff, Leiden 1746, S. 182 (online).
11. ↑  Carl von Linné: Fauna Suecica. 1. Auflage, Wishoff, Leiden 1746, S. 190 (online).
12. ↑  Carl von Linné: Fauna Suecica. 1. Auflage, Wishoff, Leiden 1746, S. 196 (online).
13. ↑  Carl von Linné: Fauna Suecica. 1. Auflage, Wishoff, Leiden 1746, S. 196–197 ([ online]).
14. ↑  Carl von Linné: Fauna Suecica. 1. Auflage, Wishoff, Leiden 1746, S. 197 (online).
15. ↑  Carl von Linné: Fauna Suecica. 1. Auflage, Wishoff, Leiden 1746, S. 212–213(online).
16. ↑  Carl von Linné: Fauna Suecica. 1. Auflage, Wishoff, Leiden 1746, S. 213 (online).
17. ↑  Carl von Linné: Fauna Suecica. 1. Auflage, Wishoff, Leiden 1746, S. 221 (online).
18. ↑  Carl von Linné: Fauna Suecica. 1. Auflage, Wishoff, Leiden 1746, S. 223 (online).
19. ↑  Carl von Linné: Fauna Suecica. 1. Auflage, Wishoff, Leiden 1746, S. 228 (online).
20. ↑  Carl von Linné: Fauna Suecica. 1. Auflage, Wishoff, Leiden 1746, S. 232 (online).
21. ↑  Carl von Linné: Fauna Suecica. 1. Auflage, Wishoff, Leiden 1746, S. 233 (online).
22. ↑  Carl von Linné: Fauna Suecica. 1. Auflage, Wishoff, Leiden 1746, S. 234 (online).
23. ↑  Carl von Linné: Fauna Suecica. 1. Auflage, Wishoff, Leiden 1746, S. 234–235 (online).
24. ↑  Carl von Linné: Fauna Suecica. 1. Auflage, Wishoff, Leiden 1746, S. 235 (online).
25. ↑  Carl von Linné: Fauna Suecica. 1. Auflage, Wishoff, Leiden 1746, S. 235–236 (online).
26. ↑  Carl von Linné: Fauna Suecica. 1. Auflage, Wishoff, Leiden 1746, S. 236–237 ([ online]).
27. ↑  Carl von Linné: Fauna Suecica. 1. Auflage, Wishoff, Leiden 1746, S. 238 (online).
28. ↑  Carl von Linné: Fauna Suecica. 1. Auflage, Wishoff, Leiden 1746, S. 239 (online).
29. ↑  Carl von Linné: Fauna Suecica. 1. Auflage, Wishoff, Leiden 1746, S. 240 (online).
30. ↑  Carl von Linné: Fauna Suecica. 1. Auflage, Wishoff, Leiden 1746, S. 241 (online).
31. ↑  Carl von Linné: Fauna Suecica. 1. Auflage, Wishoff, Leiden 1746, S. 241–242 (online).
32. ↑  Carl von Linné: Fauna Suecica. 1. Auflage, Wishoff, Leiden 1746, S. 242 (online).
33. ↑  Carl von Linné: Fauna Suecica. 1. Auflage, Wishoff, Leiden 1746, S. 242 (online).
34. ↑  Carl von Linné: Fauna Suecica. 1. Auflage, Wishoff, Leiden 1746, S. 245 (online).
35. ↑  Carl von Linné: Fauna Suecica. 1. Auflage, Wishoff, Leiden 1746, S. 246–247 (online).
36. ↑  Carl von Linné: Fauna Suecica. 1. Auflage, Wishoff, Leiden 1746, S. 252–253 (online).
37. ↑  Carl von Linné: Fauna Suecica. 1. Auflage, Wishoff, Leiden 1746, S. 263 (online).
38. ↑  Carl von Linné: Fauna Suecica. 1. Auflage, Wishoff, Leiden 1746, S. 268–269 (online).
39. ↑  Carl von Linné: Fauna Suecica. 1. Auflage, Wishoff, Leiden 1746, S. 308 (online).
40. ↑  Carl von Linné: Fauna Suecica. 1. Auflage, Wishoff, Leiden 1746, S. 320 (online).
41. ↑  Carl von Linné: Fauna Suecica. 1. Auflage, Wishoff, Leiden 1746, S. 329 (online).
42. ↑  Carl von Linné: Fauna Suecica. 1. Auflage, Wishoff, Leiden 1746, S. 385–386 (online).
43. ↑  Carl von Linné: Fauna Suecica. 1. Auflage, Wishoff, Leiden 1746, S. 345 (online).
44. ↑  Carl von Linné: Fauna Suecica. 1. Auflage, Wishoff, Leiden 1746, S. 350–351 (online).

1. ↑  Carl von Linné: Systema Naturae. 10. Auflage, Band 1, Lars Salvius, Stockholm 1758, S. 345 (online).
2. ↑  Carl von Linné: Systema Naturae. 10. Auflage, Band 1, Lars Salvius, Stockholm 1758, S. 353 (online)
3. ↑  Carl von Linné: Systema Naturae. 10. Auflage, Band 1, Lars Salvius, Stockholm 1758, S. 346 (online)
4. ↑  Carl von Linné: Systema Naturae. 10. Auflage, Band 1, Lars Salvius, Stockholm 1758, S. 352 (online)
5. ↑  Carl von Linné: Systema Naturae. 10. Auflage, Band 1, Lars Salvius, Stockholm 1758, S. 352 (online).
6. ↑  Carl von Linné: Systema Naturae. 10. Auflage, Band 1, Lars Salvius, Stockholm 1758, S. 351 (online)
7. ↑  Carl von Linné: Systema Naturae. 10. Auflage, Band 1, Lars Salvius, Stockholm 1758, S. 413 (online).
8. ↑  Carl von Linné: Systema Naturae. 10. Auflage, Band 1, Lars Salvius, Stockholm 1758, S. 412 (online).
9. ↑  Carl von Linné: Systema Naturae. 10. Auflage, Band 1, Lars Salvius, Stockholm 1758, S. 419 (online).
10. ↑  Carl von Linné: Systema Naturae. 10. Auflage, Band 1, Lars Salvius, Stockholm 1758, S. 428 (online).
11. ↑  Carl von Linné: Systema Naturae. 10. Auflage, Band 1, Lars Salvius, Stockholm 1758, S. 428 (online).
12. ↑  Carl von Linné: Systema Naturae. 10. Auflage, Band 1, Lars Salvius, Stockholm 1758, S. 631 (online).
13. ↑  Carl von Linné: Systema Naturae. 10. Auflage, Band 1, Lars Salvius, Stockholm 1758, S. 439 (online).
14. ↑  Carl von Linné: Systema Naturae. 10. Auflage, Band 1, Lars Salvius, Stockholm 1758, S. 440 (online).
15. ↑  Carl von Linné: Systema Naturae. 10. Auflage, Band 1, Lars Salvius, Stockholm 1758, S. 551 (online).
16. ↑  Carl von Linné: Systema Naturae. 10. Auflage, Band 1, Lars Salvius, Stockholm 1758, S. 550–551 (online).
17. ↑  Carl von Linné: Systema Naturae. 10. Auflage, Band 1, Lars Salvius, Stockholm 1758, S. 545–546 (online).
18. ↑  Carl von Linné: Systema Naturae. 10. Auflage, Band 1, Lars Salvius, Stockholm 1758, S. 476–477 (online).
19. ↑  Carl von Linné: Systema Naturae. 10. Auflage, Band 1, Lars Salvius, Stockholm 1758, S. 477 ([ online]).
20. ↑  Carl von Linné: Systema Naturae. 10. Auflage, Band 1, Lars Salvius, Stockholm 1758, S. 477 (online).
21. ↑  Carl von Linné: Systema Naturae. 10. Auflage, Band 1, Lars Salvius, Stockholm 1758, S. 472 (online).
22. ↑  Carl von Linné: Systema Naturae. 10. Auflage, Band 1, Lars Salvius, Stockholm 1758, S. 478 (online).
23. ↑  Carl von Linné: Systema Naturae. 10. Auflage, Band 1, Lars Salvius, Stockholm 1758, S. 475–476 (online).
24. ↑  Carl von Linné: Systema Naturae. 10. Auflage, Band 1, Lars Salvius, Stockholm 1758, S. 481 (online).
25. ↑  Carl von Linné: Systema Naturae. 10. Auflage, Band 1, Lars Salvius, Stockholm 1758, S. 474 (online).
26. ↑  Carl von Linné: Systema Naturae. 10. Auflage, Band 1, Lars Salvius, Stockholm 1758, S. 475 (online).
27. ↑  Carl von Linné: Systema Naturae. 10. Auflage, Band 1, Lars Salvius, Stockholm 1758, S. 462–463 (online).
28. ↑  Carl von Linné: Systema Naturae. 10. Auflage, Band 1, Lars Salvius, Stockholm 1758, S. 482 (online).
29. ↑  Carl von Linné: Systema Naturae. 10. Auflage, Band 1, Lars Salvius, Stockholm 1758, S. 485 (online).
30. ↑  Carl von Linné: Systema Naturae. 10. Auflage, Band 1, Lars Salvius, Stockholm 1758, S. 470 (online).
31. ↑  Carl von Linné: Systema Naturae. 10. Auflage, Band 1, Lars Salvius, Stockholm 1758, S. 467 (online).
32. ↑  Carl von Linné: Systema Naturae. 10. Auflage, Band 1, Lars Salvius, Stockholm 1758, S. 468–469 (online).
33. ↑  Carl von Linné: Systema Naturae. 10. Auflage, Band 1, Lars Salvius, Stockholm 1758, S. 483 (online).
34. ↑  Carl von Linné: Systema Naturae. 10. Auflage, Band 1, Lars Salvius, Stockholm 1758, S. 500–501 (online).
35. ↑  Carl von Linné: Systema Naturae. 10. Auflage, Band 1, Lars Salvius, Stockholm 1758, S. 510 (online).
36. ↑  Carl von Linné: Systema Naturae. 10. Auflage, Band 1, Lars Salvius, Stockholm 1758, S. 512 (online).
37. ↑  Carl von Linné: Systema Naturae. 10. Auflage, Band 1, Lars Salvius, Stockholm 1758, S. 605 (online).
38. ↑  Carl von Linné: Systema Naturae. 10. Auflage, Band 1, Lars Salvius, Stockholm 1758, S. 589 (online).
39. ↑  Carl von Linné: Systema Naturae. 10. Auflage, Band 1, Lars Salvius, Stockholm 1758, S. 606 (online).
40. ↑  Carl von Linné: Systema Naturae. 10. Auflage, Band 1, Lars Salvius, Stockholm 1758, S. 668–669 (online).
41. ↑  Carl von Linné: Systema Naturae. 10. Auflage, Band 1, Lars Salvius, Stockholm 1758, S. 618–619 (online).
42. ↑  Carl von Linné: Systema Naturae. 10. Auflage, Band 1, Lars Salvius, Stockholm 1758, S. 619 (online).